# جنگ ضدهوایی

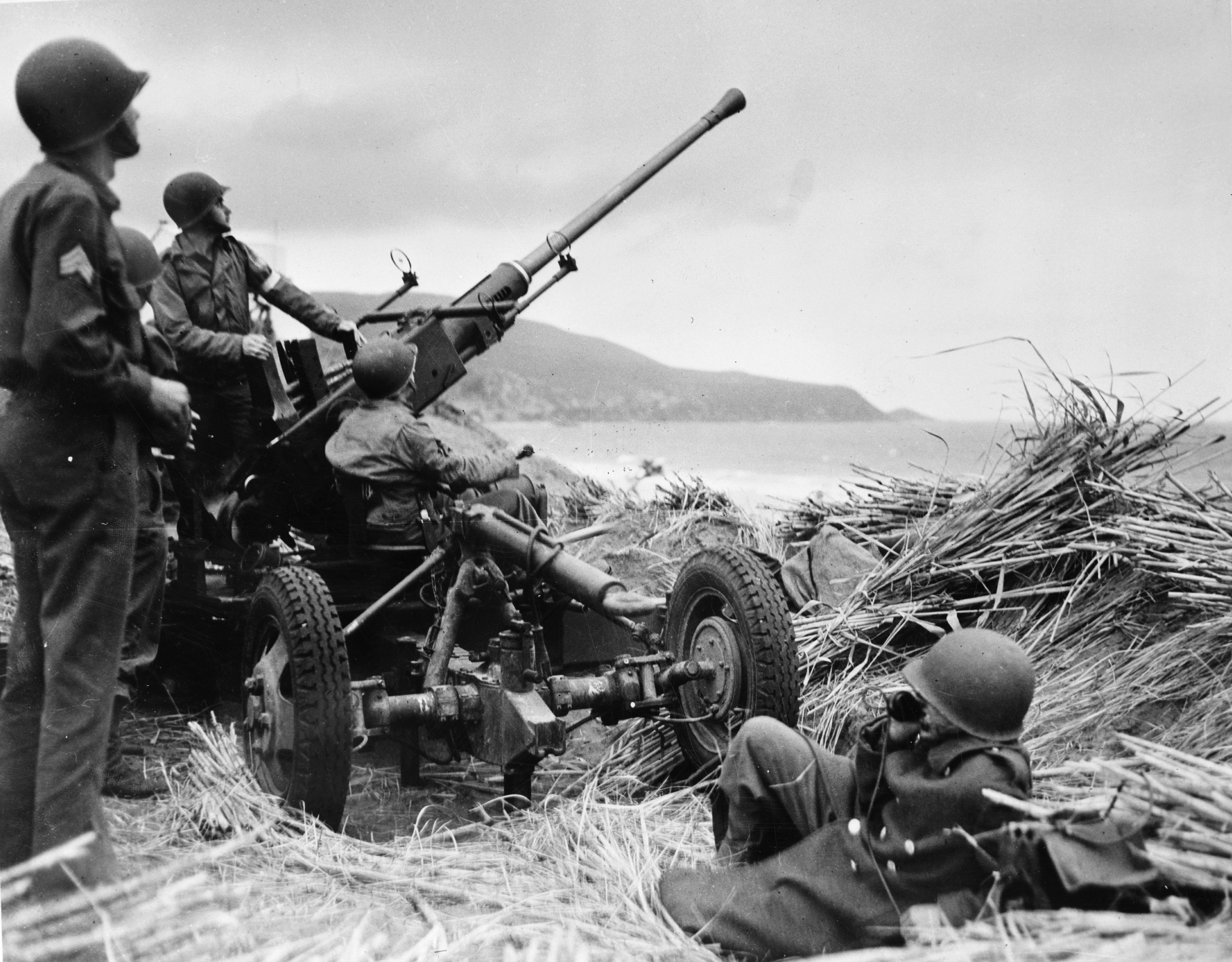
تفنگ ضدهوایی 40 میلی‌متری سوئدی بوفور مشرف بر ساحلی در الجزایر فرانسه که توسط خدمه توپخانه ضدهوایی ایالات متحده سرنشین شده‌است (۱۹۴۳).

جنگ ضدهوایی، ضدهوایی یا نیروهای دفاع هوایی، پاسخ فضای نبرد به جنگ هوایی است که توسط ناتو به عنوان «کلیه اقدامات طراحی شده برای بی اثر کردن یا کاهش اثربخشی عملیات هوایی خصمانه» تعریف شده‌است. این شامل سیستم‌های تسلیحاتی مبتنی بر سطح، زیرسطحی (پرتاب از زیردریایی) و سیستم‌های تسلیحاتی مبتنی بر هوا، سیستم‌های حسگر مرتبط، ترتیبات فرماندهی و کنترل، و اقدامات غیرفعال (مانند بالن‌های رگبار) است. ممکن است برای محافظت از نیروهای دریایی، زمینی و هوایی در هر مکانی استفاده شود. با این حال، برای اکثر کشورها، تلاش اصلی دفاع از میهن بوده‌است. ناتو از دفاع هوایی هوابرد به عنوان ضدهوایی و دفاع هوایی دریایی به عنوان جنگ ضدهوایی یاد می‌کند. دفاع موشکی گسترش دفاع هوایی است، همان‌طور که ابتکارات برای انطباق دفاع هوایی با وظیفه رهگیری هر پرتابه در پرواز است.
در برخی کشورها مانند بریتانیا و آلمان در طول جنگ جهانی دوم، اتحاد جماهیر شوروی و ناتو و ایالات متحده مدرن، هواپیماهای پدافند هوایی و پدافند هوایی زمینی تحت فرماندهی و کنترل یکپارچه قرار گرفته‌اند. با این حال، در حالی که پدافند هوایی کلی ممکن است برای دفاع از میهن (از جمله تأسیسات نظامی) باشد؛ نیروهای میدانی، در هر کجا باشند، دفاع خود را در برابر تهدیدات هوایی فراهم می‌کنند.
تا دهه ۱۹۵۰ اسلحه‌هایی که مهمات بالستیک را از ۷٫۶۲ شلیک می‌کردند. میلی‌متر (۳۰ اینچ) تا ۱۵۲٫۴ میلی‌متر (۶ در) سلاح‌های استاندارد بودند. سپس موشک‌های هدایت‌شونده غالب شدند، مگر در کوتاه‌ترین بردها (مانند سیستم‌های تسلیحاتی نزدیک، که معمولاً از توپ‌های خودکار چرخشی یا در سیستم‌های بسیار مدرن، از انطباق‌های سطح به هوای موشک‌های هوا به هوای کوتاه‌برد استفاده می‌کنند. اغلب در یک سیستم با توپ‌های دوار ترکیب می‌شوند).

## واژه‌شناسی
اصطلاح "دفاع هوایی" احتمالاً برای اولین بار توسط بریتانیا زمانی استفاده شد که دفاع هوایی بریتانیا (ADGB) به عنوان یک فرماندهی نیروی هوایی سلطنتی در سال ۱۹۲۵ ایجاد شد [شواهد از RPPC WW1 نشان می‌دهد که اصطلاح دفاع هوایی تا سال ۱۹۱۶ مورد استفاده قرار می‌گرفت. پشت کارت پستال WW1 با "گروهبان شماره ۱ ضد هوایی دفاع هوایی لندن (SW) 20/1916] مشروح شده‌است. با این حال، ترتیبات در بریتانیا «ضد هوایی» نیز نامیده می‌شد که به اختصار AA نامیده می‌شد، اصطلاحی که تا دهه ۱۹۵۰ در استفاده عمومی باقی ماند. پس از جنگ جهانی اول گاهی پیشوند "سبک" یا "سنگین" (LAA یا HAA) برای طبقه بندی یک نوع تفنگ یا واحد قرار می‌گرفت. نام مستعار برای توپ‌های ضد هوایی عبارتند از "AA", "AAA" یا "triple-A" (مخفف‌های "توپخانه ضد هوایی")، flak (از آلمانی)، "ack-ack" (از الفبای املای مورد استفاده توسط انگلیسی‌ها برای انتقال صدای "AA"); و "archie" (اصطلاح بریتانیایی جنگ جهانی اول که احتمالاً توسط آمیاس بورتون ابداع شده‌است، و اعتقاد بر این است که از طریق سپاه پرواز سلطنتی، از جمله جورج رابی کمدین تالار موسیقی "آرچیبالد، قطعاً نه!).
ناتو جنگ ضدهوایی (AAW) را به عنوان «اقداماتی که برای دفاع از نیروی دریایی در برابر حملات تسلیحات هوایی که از هواپیماها، کشتی‌ها، زیردریایی‌ها و سایت‌های مستقر در زمین پرتاب می‌شوند» تعریف می‌کند. در برخی از ارتش‌ها اصطلاح دفاع هوایی همه تسلیحات (AAAD) برای دفاع هوایی توسط نیروهای غیر متخصص استفاده می‌شود. اصطلاحات دیگر از اواخر قرن بیستم عبارتند از "دفاع هوایی زمینی" (GBAD) با عبارات مرتبط " دفاع هوایی کوتاه برد " (SHORAD) و سیستم دفاع هوایی قابل حمل انسان (MANPADS). موشک‌های ضدهوایی با نام‌های مختلف موشک سطح به هوا، به اختصار SAM و سلاح هدایت شونده سطح به هوا (SAGW) نامیده می‌شوند. به عنوان مثال می‌توان به RIM-66 Standard , Raytheon Standard Missile 6 یا موشک MBDA Aster اشاره کرد.
اصطلاحات غیر انگلیسی برای دفاع هوایی عبارتند از Flak یا FlaK آلمانی (Fliegerabwehrkanone، «توپ دفاع هوایی»، که به عنوان Flugabwehrkanone نیز ذکر شده‌است)، از آنجایی انگلیسی "flak"، و اصطلاح روسی Protivovozdushnaya oborona (سیریلیک: Противоровозду́шная) ترجمه تحت اللفظی «دفاع ضدهوایی» که به اختصار PVO نامیده می‌شود.  در روسی، سیستم‌های AA را zenitnye (یعنی «اشاره به نقطه اوج») می‌گویند (تفنگ، موشک و غیره).). در زبان فرانسوی، پدافند هوایی DCA نامیده می‌شود (Défense contre les aéronefs , aéronef اصطلاح عمومی برای انواع تهدیدات هوابرد (هواپیما، کشتی هوایی، بالون، موشک، موشک) است.
حداکثر فاصله ای که یک تفنگ یا موشک می‌تواند با هواپیما درگیر شود، رقم مهمی است. با این حال، تعاریف مختلف زیادی استفاده می‌شود، اما تا زمانی که از یک تعریف استفاده نشود، عملکرد تفنگ‌ها یا موشک‌های مختلف قابل مقایسه نیست. برای اسلحه‌های AA فقط قسمت صعودی مسیر می‌تواند مفید باشد. یک اصطلاح «سقف» است، حداکثر سقف ارتفاعی است که یک پرتابه در صورت شلیک عمودی به آن می‌رسد، به خودی خود عملاً مفید نیست زیرا تعداد کمی از اسلحه‌های AA قادر به شلیک عمودی هستند، و حداکثر مدت زمان فیوز ممکن است بسیار کوتاه باشد، اما به‌طور بالقوه مفید است. استانداردی برای مقایسه سلاح‌های مختلف
بریتانیایی‌ها «سقف مؤثر» را پذیرفتند، یعنی ارتفاعی که در آن یک تفنگ می‌تواند یک سری گلوله را در برابر یک هدف متحرک پرتاب کند. این می‌تواند با حداکثر زمان کارکرد فیوز و همچنین توانایی تفنگ محدود شود. در اواخر دهه ۱۹۳۰، «تعریف بریتانیایی» ارتفاعی بود که در آن یک هدف مستقیماً به ۴۰۰ مایل بر ساعت [۶۴۰ کیلومتر بر ساعت] نزدیک می‌شد. می‌توان به مدت ۲۰ ثانیه قبل از اینکه اسلحه به ارتفاع ۷۰ درجه برسد، درگیر شد. با این حال، سقف مؤثر برای اسلحه‌های سنگین AA تحت تأثیر عوامل غیربالستیکی قرار گرفت:
- حداکثر زمان کارکرد فیوز، این حداکثر زمان قابل استفاده پرواز را تنظیم می‌کند.
- قابلیت ابزارهای کنترل آتش برای تعیین ارتفاع هدف در برد طولانی.
- دقت سرعت چرخه‌ای شلیک، طول فیوز باید محاسبه می‌شد و برای جایی که هدف در زمان پرواز پس از شلیک قرار می‌گرفت، تنظیم می‌شد، برای انجام این کار به معنای دانستن دقیق زمان شلیک گلوله بود.

## توضیحات کلی
ماهیت پدافند هوایی شناسایی هواپیماهای متخاصم و انهدام آن‌ها است. مسئله مهم ضربه زدن به هدفی است که در فضای سه بعدی حرکت می‌کند. یک حمله نه تنها باید با این سه مختصات مطابقت داشته باشد، بلکه باید این کار را در زمانی انجام دهد که هدف در آن موقعیت قرار دارد. این بدان معناست که پرتابه‌ها یا باید برای اصابت به هدف هدایت شوند، یا با در نظر گرفتن سرعت و جهت هدف و پرتابه، موقعیت پیش‌بینی شده هدف را در زمانی که پرتابه به آن می‌رسد هدف قرار دهند.
در طول قرن بیستم، پدافند هوایی یکی از سریع‌ترین حوزه‌های فناوری نظامی بود که به تکامل هواپیماها واکنش نشان می‌داد و از فناوری‌هایی مانند رادار، موشک‌های هدایت‌شونده و محاسبات (در ابتدا محاسبات آنالوگ الکترومکانیکی از دهه ۱۹۳۰ به بعد، همان‌طور که در مورد تجهیزات توضیح داده شد، پاسخ می‌داد. زیر). بهبودهایی در حسگرها، کنترل فنی آتش، تسلیحات و فرماندهی و کنترل انجام شد. در آغاز قرن بیستم، این‌ها یا بسیار ابتدایی بودند یا وجود نداشتند.
در ابتدا حسگرها ابزارهای نوری و صوتی بودند که در طول جنگ جهانی اول توسعه یافتند و تا دهه ۱۹۳۰ ادامه یافتند، اما به سرعت توسط رادار جایگزین شدند، که به نوبه خود با اپترونیک در دهه ۱۹۸۰ تکمیل شد. فرماندهی و کنترل تا اواخر دهه ۱۹۳۰، زمانی که بریتانیا یک سیستم یکپارچه برای ADGB ایجاد کرد که پدافند هوایی زمینی فرماندهی ضدهوایی ارتش بریتانیا را به هم مرتبط می‌کرد، ابتدایی باقی ماند، اگرچه پدافند هوایی مستقر در میدان به ترتیبات کمتر پیچیده متکی بود. ناتو بعداً این ترتیبات را «محیط زمینی دفاع هوایی» نامید که به‌عنوان «شبکه سایت‌های رادار زمینی و مراکز فرماندهی و کنترل در یک صحنه عملیاتی خاص که برای کنترل تاکتیکی عملیات پدافند هوایی استفاده می‌شود» تعریف شد.
قوانین درگیری برای جلوگیری از برخورد پدافند هوایی با هواپیماهای دوستانه یا خنثی ضروری است. استفاده از آن‌ها کمک می‌شود، اما توسط دستگاه‌های الکترونیکی شناسایی دوست یا دشمن (IFF) که در اصل در طول جنگ جهانی دوم معرفی شدند، کنترل نمی‌شود. درحالی که این قوانین در بالاترین مقام منشأ می‌گیرند، قوانین متفاوتی می‌تواند برای انواع مختلف پدافند هوایی که یک منطقه را در یک زمان پوشش می‌دهند اعمال شود. AAAD معمولاً تحت سخت‌ترین قوانین عمل می‌کند.
ناتو این قوانین را دستورهای کنترل سلاح (WCO) می‌نامد که عبارتند از:
- بدون سلاح: سلاح‌ها ممکن است به سمت هر هدفی شلیک شود که به‌طور مثبت به عنوان دوست شناخته نشده‌است.
- سلاح‌های محکم: سلاح‌ها را می‌توان فقط به سمت اهدافی که به عنوان متخاصم شناخته می‌شوند شلیک کرد.
- نگهداری اسلحه: اسلحه‌ها را فقط می‌توان برای دفاع از خود یا در پاسخ به یک دستور رسمی شلیک کرد.[۱]

تا دهه ۱۹۵۰، اسلحه‌هایی که مهمات بالستیک را شلیک می‌کردند، سلاح استاندارد بودند. سپس موشک‌های هدایت شونده غالب شدند، مگر در کوتاه‌ترین بردها. با این حال، نوع گلوله یا کلاهک و فیوزینگ آن و آرایش هدایت با موشک‌ها، متنوع بوده و هستند. اهداف همیشه به راحتی قابل نابودی نیستند. با این وجود، هواپیماهای آسیب دیده ممکن است مجبور به توقف مأموریت خود شوند و حتی اگر موفق به بازگشت و فرود در قلمرو دوستانه شوند، ممکن است برای روزها یا برای همیشه از عملیات خارج شوند. با نادیده گرفتن سلاح‌های کوچک و مسلسل‌های کوچکتر، اسلحه‌های پدافند هوایی زمینی از نظر کالیبر از ۲۰ تغییر کرده‌اند. میلی‌متر تا حداقل ۱۵۲ میلی‌متر 
پدافند هوایی زمینی به چند روش مستقر می‌شود:
- دفاع از خود توسط نیروهای زمینی با استفاده از سلاح‌های ارگانیک خود، AAAD.
- دفاع همراه، عناصر دفاعی کمکی تخصصی که واحدهای زرهی یا پیاده‌نظام را همراهی می‌کنند.
- نقطه دفاع در اطراف یک هدف کلیدی، مانند یک پل، ساختمان مهم دولتی یا کشتی.
- پدافند هوایی منطقه، معمولاً «کمربند» پدافند هوایی برای ایجاد یک مانع، اما گاهی چتری که یک منطقه را می‌پوشاند. مناطق می‌توانند از نظر اندازه بسیار متفاوت باشند. آن‌ها ممکن است در امتداد مرز یک کشور گسترش یابند، به‌عنوان مثال کمربند جنگ سرد MIM-23 هاوک و نایک که از شمال-جنوب در سراسر آلمان، در سراسر منطقه مانور یک آرایش نظامی، یا بالای یک شهر یا بندر عبور می‌کرد. در عملیات زمینی، مناطق پدافند هوایی ممکن است با استقرار مجدد سریع در مسیرهای ترانزیت هواپیما به صورت تهاجمی مورد استفاده قرار گیرند.

پدافند هوایی شامل عناصر دیگری نیز شده‌است، اگرچه پس از جنگ جهانی دوم، بیشتر آن‌ها از کار افتادند:
- بالون رگبار بسته برای بازدارندگی و تهدید هواپیماهایی که در زیر ارتفاع بالن‌ها پرواز می‌کنند، جایی که آن‌ها مستعد برخوردهای مخرب با اتصالات فولادی هستند.
- کابل‌ها بر روی دره‌ها کشیده می‌شوند و گاهی یک «پرده» با کابل‌های عمودی آویزان از آن‌ها تشکیل می‌دهند.[۱۱]
- چراغ‌های جستجو برای روشن کردن هواپیما در شب برای اپراتورهای ابزارهای نوری و لایه‌های تفنگ. در طول جنگ جهانی دوم نورافکن‌ها تحت کنترل راداری قرار گرفتند.
- پرده‌های دود بزرگ که توسط کپسول‌های دود بزرگ روی زمین ایجاد می‌شود تا اهداف را غربال کند و از هدف‌گیری دقیق سلاح توسط هواپیما جلوگیری کند.

پدافند هوایی غیرعامل توسط ناتو به عنوان «اقدامات غیرعاملی که برای دفاع فیزیکی و حفاظت از پرسنل، تأسیسات و تجهیزات ضروری به منظور به حداقل رساندن اثربخشی حمله هوایی و/یا موشکی انجام می‌شود» تعریف می‌کند. این یک فعالیت حیاتی توسط نیروهای زمینی باقی می‌ماند و شامل استتار و پنهان سازی برای جلوگیری از شناسایی توسط هواپیماهای شناسایی و حمله می‌شود. اقداماتی مانند استتار ساختمان‌های مهم در جنگ جهانی دوم رایج بود. در طول جنگ سرد باند و تاکسی وی برخی از فرودگاه‌ها به رنگ سبز درآمدند.

## سازمان
در حالی که نیروی دریایی معمولاً مسئول دفاع هوایی خود، حداقل برای کشتی‌ها در دریا هستند، ترتیبات سازمانی برای پدافند هوایی زمینی بین کشورها و در طول زمان متفاوت است.
شدیدترین حالت اتحاد جماهیر شوروی بود، و این مدل هنوز ممکن است در برخی کشورها دنبال شود: این یک سرویس جداگانه بود، همتراز با ارتش، نیروی دریایی یا نیروی هوایی. در اتحاد جماهیر شوروی این Voyska PVO نامیده می‌شد و دارای هر دو هواپیمای جنگنده جدا از نیروی هوایی و سیستم‌های زمینی بود. این به دو بازو تقسیم شد، PVO Strany، سرویس دفاع هوایی استراتژیک مسئول دفاع هوایی میهن، که در سال ۱۹۴۱ ایجاد شد و در سال ۱۹۵۴ به یک سرویس مستقل تبدیل شد، و PVO SV، دفاع هوایی نیروهای زمینی. متعاقباً اینها به ترتیب بخشی از نیروی هوایی و نیروی زمینی شدند.  
از سوی دیگر، ارتش ایالات متحده دارای یک شاخه توپخانه دفاع هوایی است که دفاع هوایی زمینی را هم برای میهن و هم برای ارتش در میدان فراهم می‌کند، اما از نظر عملیاتی تحت فرماندهی بخش هوایی نیروی مشترک است. بسیاری از کشورهای دیگر نیز یک شاخه دفاع هوایی در ارتش مستقر می‌کنند. کشورهای دیگر، مانند ژاپن یا اسرائیل، سیستم‌های دفاع هوایی زمینی خود را در نیروی هوایی خود ادغام می‌کنند.
در بریتانیا و برخی از ارتش‌های دیگر، واحد توپخانه هم مسئولیت دفاع هوایی داخلی و هم در خارج از کشور را بر عهده داشته‌است، اگرچه مسئولیت دفاع هوایی جزایر بریتانیا در جنگ جهانی اول با نیروی دریایی سلطنتی تقسیم شده بود. جنگ جهانی دوم هنگ RAF برای محافظت از فرودگاه‌ها در همه جا تشکیل شد و این شامل دفاع هوایی سبک بود. در دهه‌های بعدی جنگ سرد، این شامل پایگاه‌های عملیاتی نیروی هوایی ایالات متحده در بریتانیا بود. با این حال، تمام پدافند هوایی زمینی در سال ۲۰۰۴ از حوزه قضایی نیروی هوایی سلطنتی (RAF) حذف شد. فرماندهی ضدهوایی ارتش بریتانیا در مارس ۱۹۵۵ منحل شد، اما در طول دهه‌های ۱۹۶۰ و ۱۹۷۰ فرماندهی جنگنده RAF موشک‌های دفاع هوایی دوربرد را برای محافظت از مناطق کلیدی در بریتانیا به کار برد. در طول جنگ جهانی دوم، تفنگداران دریایی سلطنتی همچنین واحدهای دفاع هوایی را فراهم کردند. به‌طور رسمی بخشی از سازمان دفاعی پایگاه متحرک نیروی دریایی بود، آنها به عنوان بخشی جدایی ناپذیر از پدافند هوایی زمینی تحت فرماندهی ارتش به کار گرفته شدند.
واحد اصلی پدافند هوایی معمولاً یک باتری با ۲ تا ۱۲ تفنگ یا پرتاب کننده موشک و عناصر کنترل آتش است. این باتری‌ها، به ویژه با تفنگ، معمولاً در یک منطقه کوچک مستقر می‌شوند، اگرچه باتری‌ها ممکن است تقسیم شوند. این برای برخی از سیستم‌های موشکی معمول است. باتری‌های موشک SHORAD اغلب در سراسر منطقه ای با پرتابگرهای جداگانه چند کیلومتری از هم مستقر می‌شوند. هنگامی که MANPADS توسط متخصصان کار می‌کند، باتری‌ها ممکن است چندین تیم داشته باشند که به‌طور جداگانه در بخش‌های کوچک مستقر شوند. اسلحه‌های پدافند هوایی خودکششی ممکن است به صورت جفت مستقر شوند.
باتری‌ها معمولاً به گردان یا معادل آن دسته‌بندی می‌شوند. در ارتش صحرایی، یک اسلحه سبک یا گردان SHORAD اغلب به یک لشکر مانور اختصاص داده می‌شود. اسلحه‌های سنگین‌تر و موشک‌های دوربرد ممکن است در تیپ‌های پدافند هوایی باشند و تحت فرماندهی سپاه یا بالاتر باشند. پدافند هوایی میهن ممکن است ساختار نظامی کاملی داشته باشد. برای مثال، فرماندهی ضدهوایی بریتانیا، که توسط یک ژنرال کامل ارتش بریتانیا فرماندهی می‌شود، بخشی از ADGB بود. در اوج خود در سال‌های ۱۹۴۱–۱۹۴۲، شامل سه سپاه AA با ۱۲ لشکر AA بین آنها بود. 

## تاریخ

### اولین استفاده
استفاده از بالن توسط ارتش ایالات متحده در طول جنگ داخلی آمریکا، کنفدراسیون‌ها را وادار کرد تا روش‌های مبارزه با آنها را توسعه دهند. اینها شامل استفاده از توپخانه، سلاح‌های سبک و خرابکاران بود. آنها ناموفق بودند و سیاست داخلی باعث شد که سپاه بالون ارتش ایالات متحده در اواسط جنگ منحل شود. کنفدراسیون‌ها با بالن‌ها نیز آزمایش کردند.
ترکها اولین عملیات ضدهوایی تاریخ را در طول جنگ ایتالیا و ترکیه انجام دادند. اگرچه فاقد سلاح‌های ضدهوایی بودند، اما اولین کسانی بودند که یک هواپیما را با شلیک تفنگ ساقط کردند. اولین هواپیمایی که در یک جنگ سقوط کرد، هواپیمای ستوان پیرو مانزینی بود که در ۲۵ اوت ۱۹۱۲ سرنگون شد.

اولین استفاده شناخته شده از سلاح‌هایی که به‌طور خاص برای نقش ضدهوایی ساخته شده بودند، در طول جنگ فرانسه و پروس در سال ۱۸۷۰ رخ داد. پس از فاجعه سدان، پاریس محاصره شد و نیروهای فرانسوی در خارج از شهر تلاشی را برای برقراری ارتباط از طریق بالون آغاز کردند. گوستاو کروپ یک تفنگ ۱ پوندی (۳۷ میلی‌متری) اصلاح شده - Ballonabwehrkanone (توپ دفاعی بالن) یا BaK - را در بالای یک کالسکه اسب سوار کرد تا بتواند این بالون‌ها را ساقط کند. 

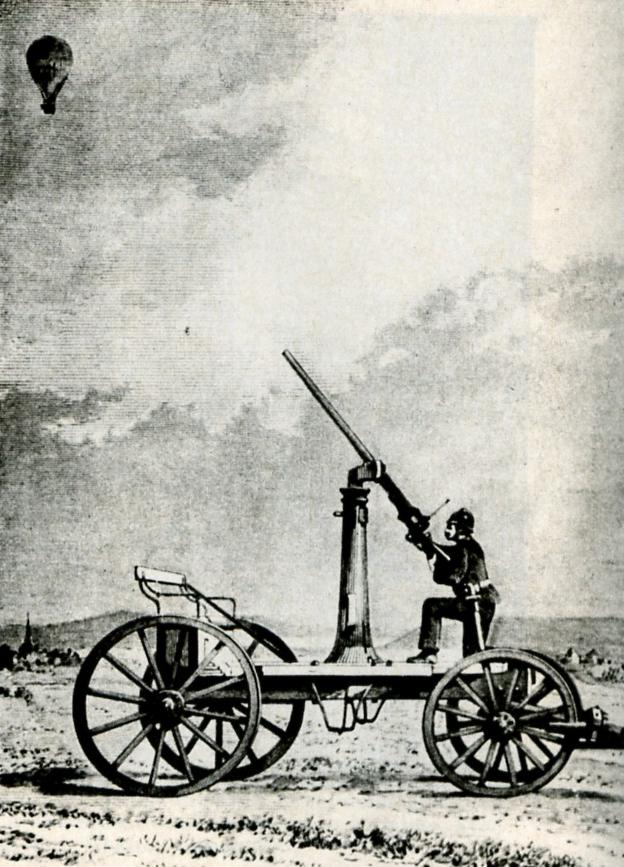
Ballonabwehrkanone توسط Krupp
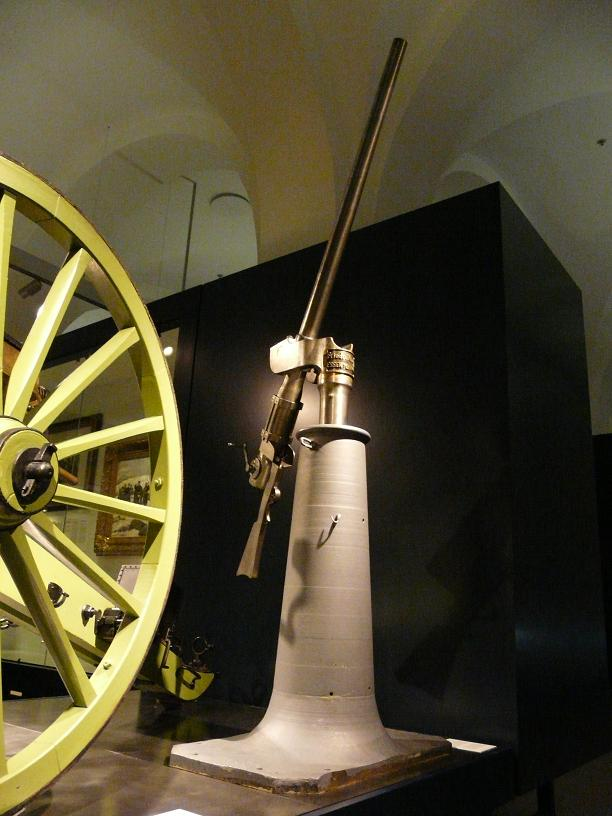
Ballonabwehrkanone توسط Krupp
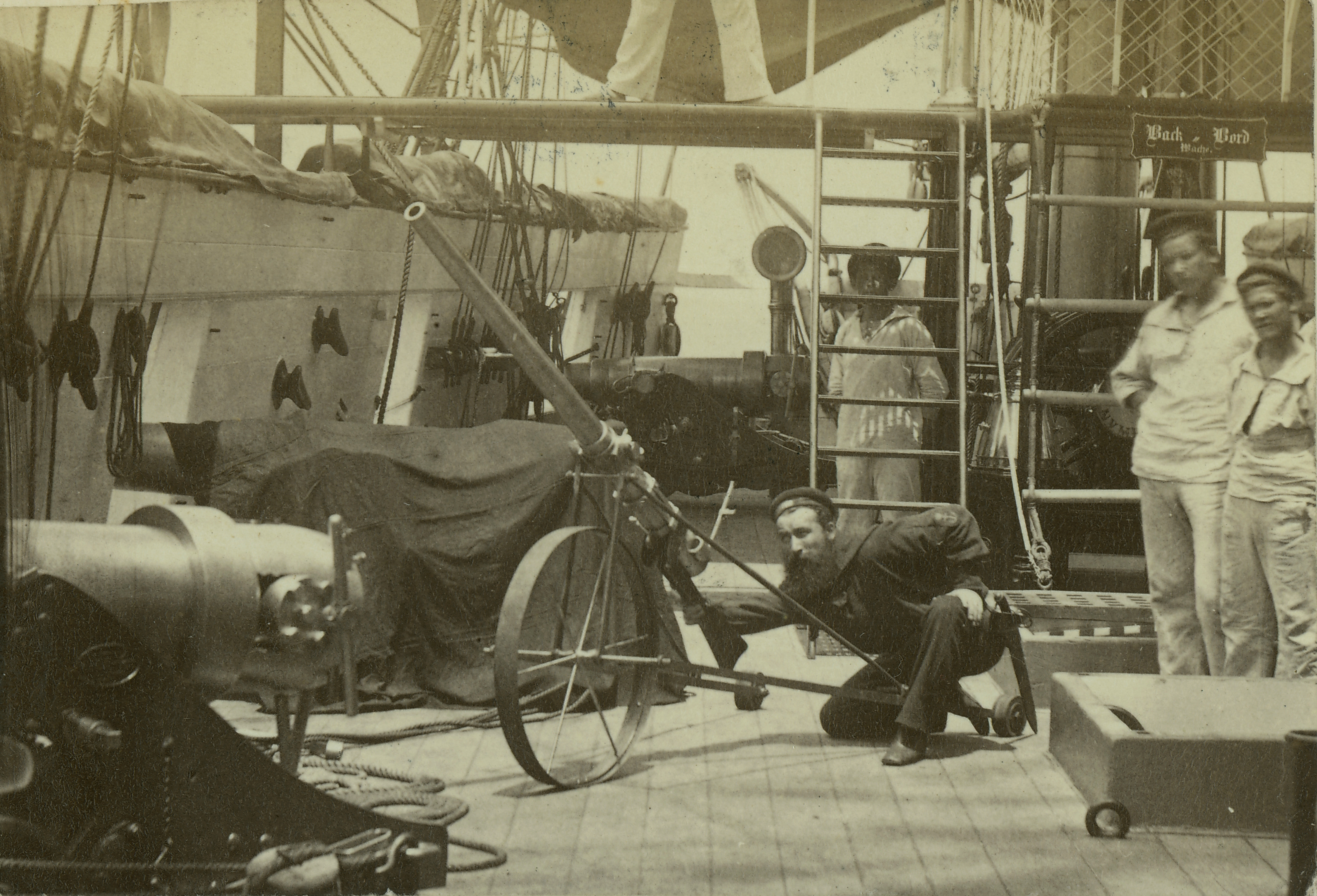
Ballonabwehrkanone در کوروت پروس Nymphe 1872.
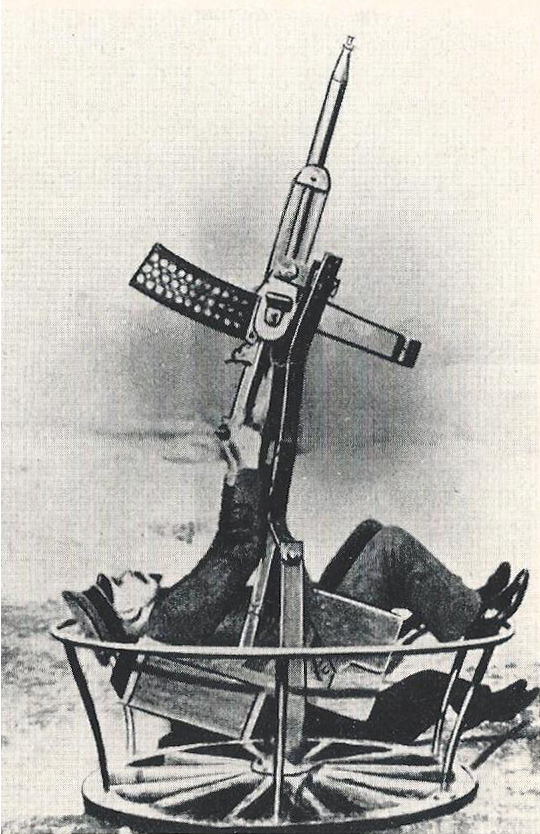
20 mm Becker-Oerlikon مدل 1917 AA-تفنگ

در اوایل قرن بیستم، بالون یا کشتی هوایی، تفنگ‌ها برای استفاده زمینی و دریایی توجهات را به خود جلب کردند. انواع مختلفی از مهمات پیشنهاد شد، مواد منفجره قوی، آتش زا، زنجیر گلوله، گلوله میله ای و ترکش. نیاز به نوعی ردیاب یا دنباله دود بیان شد. گزینه‌های Fuzing نیز مورد بررسی قرار گرفتند، هر دو نوع ضربه و زمان. پایه‌ها معمولاً از نوع پایه‌ای بودند، اما می‌توانستند روی سکوهای صحرایی باشند. آزمایش‌هایی در بیشتر کشورهای اروپایی در حال انجام بود، اما فقط کروپ، ارهارت، ویکرز ماکسیم و اشنایدر اطلاعاتی را تا سال ۱۹۱۰ منتشر کرده بودند. طرح‌های کروپ شامل اقتباس‌هایی از ۶۵ طرح آنها بود میلی‌متر ۹ پوندی، ۷۵ میلی‌متر ۱۲ پوندی و حتی ۱۰۵ تفنگ میلی‌متری ارهارت نیز ۱۲ پوندی داشت، در حالی که ویکرز ماکسیم یک ۳ پوندی و اشنایدر یک ۴۷ پوندی پیشنهاد کردند. میلی‌متر تفنگ بالون فرانسوی در سال ۱۹۱۰ ظاهر شد، این تفنگ ۱۱ پوندی بود اما بر روی یک وسیله نقلیه نصب شده بود و وزن کل بدون خدمه آن ۲ تن بود. با این حال، از آنجایی که بالون‌ها آهسته حرکت می‌کردند، مناظر ساده بودند. اما چالش‌های هواپیماهای با سرعت بیشتر شناخته شد.
تا سال ۱۹۱۳، تنها فرانسه و آلمان تفنگ‌های صحرایی مناسب برای درگیری با بالن‌ها و هواپیماها و مسائل مربوط به سازماندهی نظامی را توسعه دادند. نیروی دریایی سلطنتی بریتانیا به زودی اسلحه‌های AA ۳ اینچی QF و QF 4 اینچی AA را معرفی کرد و همچنین دارای "پوم پوم" سریع شلیک سریع ۱ پوندی ویکرز بود که می‌توانست در نصب‌های مختلف استفاده شود.  
اولین توپ ضدهوایی ایالات متحده یک طرح مفهومی ۱ پوندی توسط Admiral Twining در سال ۱۹۱۱ برای مقابله با تهدید کشتی‌های هوایی بود که در نهایت به عنوان پایه ای برای اولین توپ ضدهوایی عملیاتی نیروی دریایی ایالات متحده مورد استفاده قرار گرفت: ۳"/۲۳. اسلحه کالیبر.

### جنگ جهانی اول

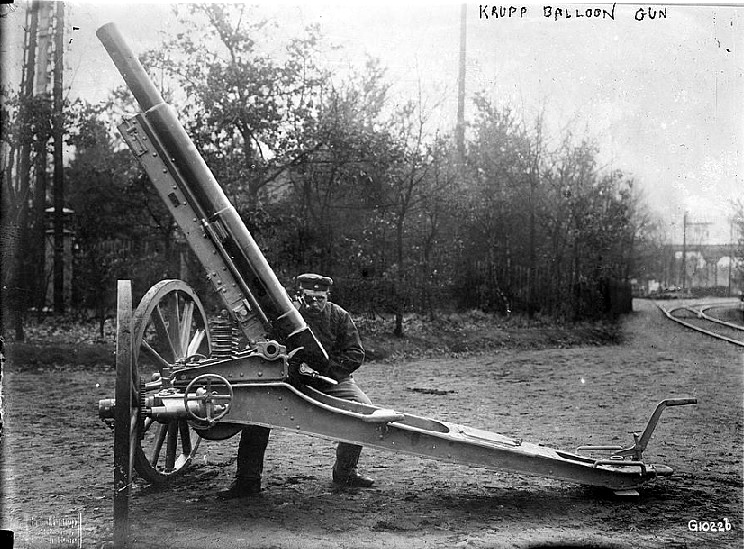
اسلحه ضدهوایی ۹ پوندی Krupp قدیمی ۱۹۰۹

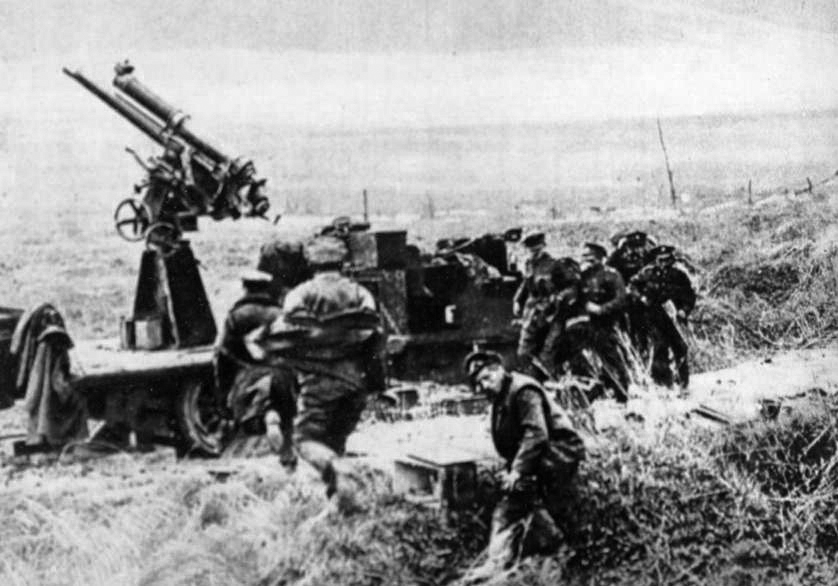
یک واحد ضدهوایی کانادایی در سال ۱۹۱۸ "در حال گرفتن پست"

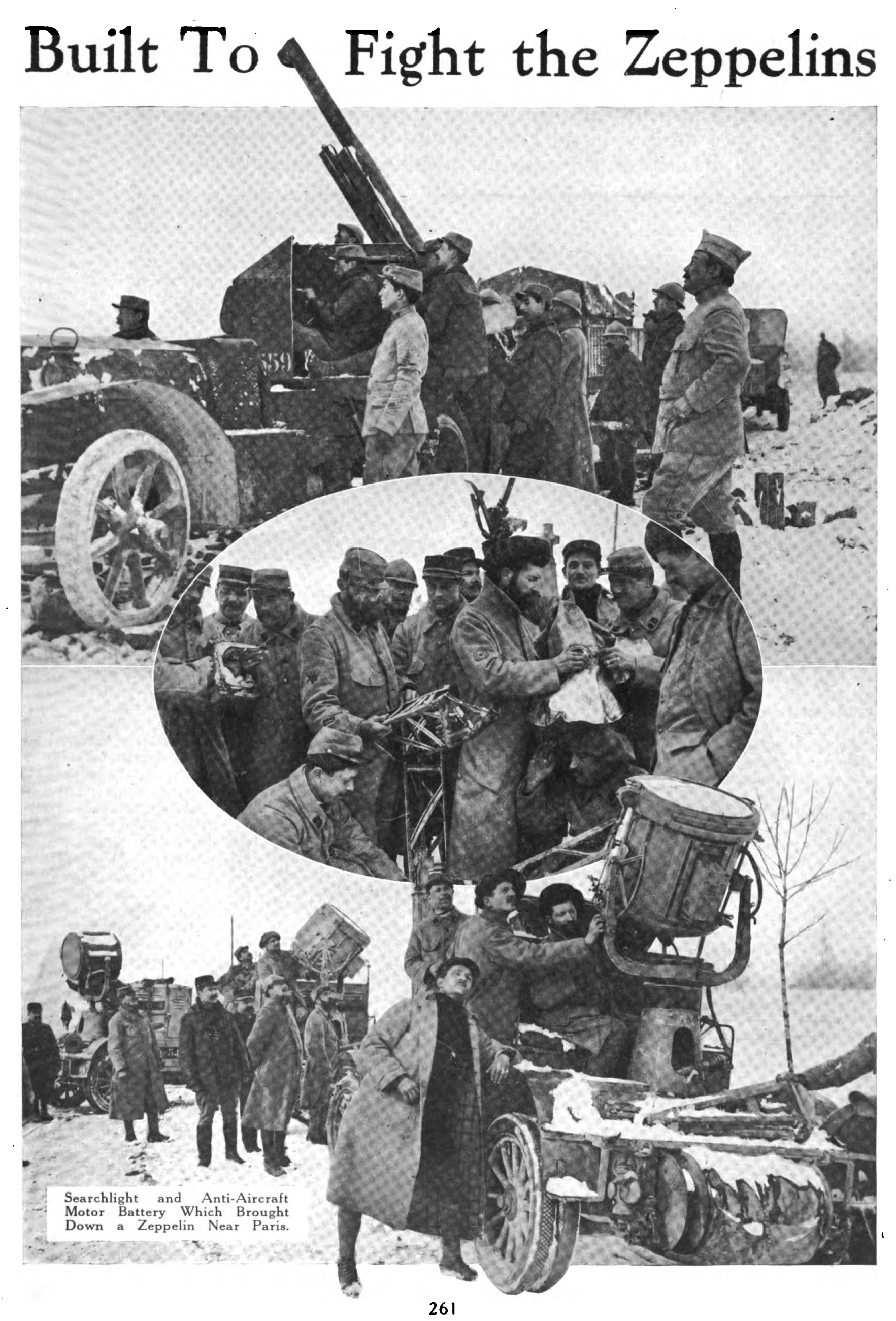
یک باتری موتور ضدهوایی فرانسوی (باتری AAA موتوری) که یک زپلین را در نزدیکی پاریس سرنگون کرد. از مجله Horseless Age، ۱۹۱۶.

در ۳۰ سپتامبر ۱۹۱۵، نیروهای ارتش صربستان سه هواپیمای دشمن را در حال نزدیک شدن به کراگویواچ مشاهده کردند. سربازان با تفنگ‌های ساچمه ای و مسلسل به آنها شلیک کردند، اما نتوانستند از پرتاب ۴۵ بمب بر فراز شهر، حمله به تأسیسات نظامی، ایستگاه راه‌آهن و بسیاری از اهداف دیگر، عمدتاً غیرنظامی، در شهر جلوگیری کنند. در حین بمباران، رادوجه لیوتواک، سرباز، توپ خود را به سمت هواپیمای دشمن شلیک کرد و یکی از آنها را با موفقیت سرنگون کرد. در شهر سقوط کرد و هر دو خلبان بر اثر جراحات جان باختند. توپ مورد استفاده Ljutovac به عنوان یک توپ ضدهوایی طراحی نشده بود. این یک توپ ترکی کمی تغییر یافته بود که در طول جنگ اول بالکان در سال ۱۹۱۲ تصرف شد. این اولین مورد در تاریخ ارتش بود که یک هواپیمای نظامی با آتش زمین به هوا سرنگون شد.
انگلیسی‌ها چند هفته قبل از شروع جنگ جهانی اول نیاز به قابلیت ضدهوایی را تشخیص دادند. در ۸ ژوئیه ۱۹۱۴، نیویورک تایمز گزارش داد که دولت بریتانیا تصمیم گرفته‌است «سواحل جزایر بریتانیا» را با یک سری برج، که هر کدام مجهز به دو اسلحه سریع شلیک با طراحی خاص هستند، پر کند، در حالی که «یک دایره کامل از برج‌ها» قرار بود در اطراف «تأسیسات دریایی» و «در نقاط آسیب‌پذیر دیگر» ساخته شوند. تا دسامبر ۱۹۱۴، ذخیره داوطلبان نیروی دریایی سلطنتی (RNVR) اسلحه‌های AA و نورافکن‌های مونتاژ شده از منابع مختلف در حدود ۹ بندر را در اختیار داشت. توپخانه پادگان سلطنتی (RGA) مسئولیت دفاع AA در میدان را با استفاده از بخش‌های موتوردار دو تفنگی به عهده گرفت. اولین آنها به‌طور رسمی در نوامبر ۱۹۱۴ تشکیل شدند. آنها در ابتدا از QF 1-pounder "pom-pom" (a 37) استفاده کردند نسخه میلی‌متری تفنگ ماکسیم).  

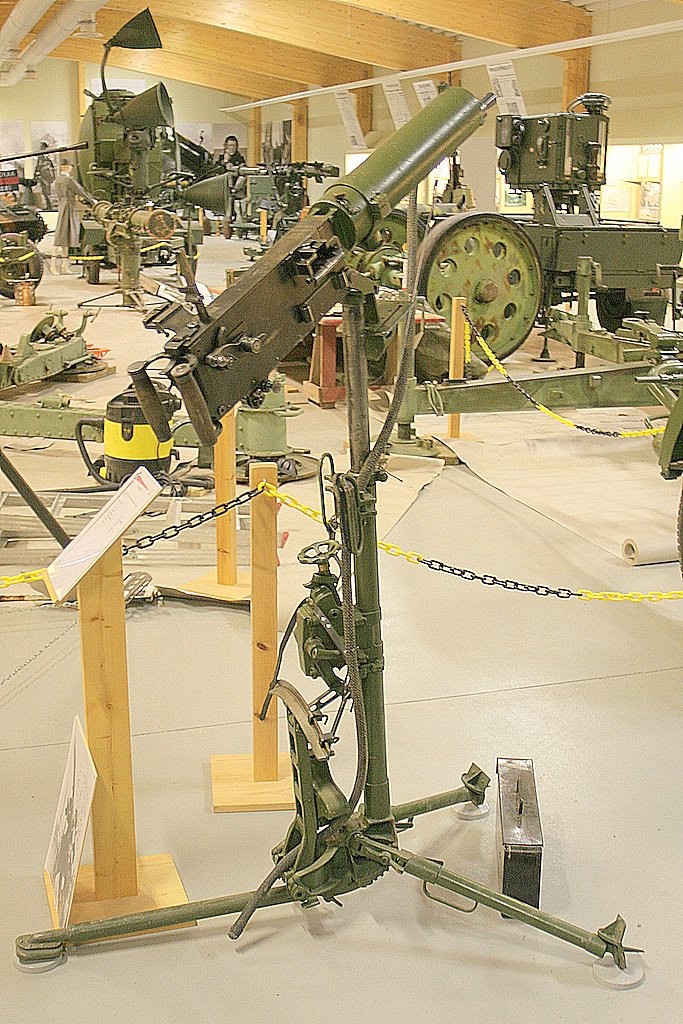
یک مسلسل ضدهوایی ماکسیم در موزه ضدهوایی فنلاند، ۲۰۰۶

همه ارتش‌ها به زودی اسلحه‌های AA را اغلب بر اساس قطعات میدانی کوچکتر خود، به ویژه ۷۵ فرانسوی، مستقر کردند. میلی‌متر و روسی ۷۶٫۲ میلی‌متر، معمولاً به سادگی بر روی نوعی خاکریز قرار می‌گیرد تا پوزه را به سمت آسمان هدایت کند. ارتش بریتانیا از ۱۳ پوندی استفاده کرد و به سرعت پایه‌های جدید مناسب برای استفاده AA تولید کرد، QF 6 13 pdr. cwt Mk III در سال ۱۹۱۵ منتشر شد. در تمام طول جنگ در خدمت باقی ماند، اما اسلحه‌های 18 pdr برای گرفتن گلوله 13 pdr با یک فشنگ بزرگتر که 13-pr QF ۹ را تولید می‌کرد، قرار گرفتند.  cwt و اینها بسیار رضایت بخش تر بودند.  با این حال، به‌طور کلی، این راه حل‌های موردی تا حد زیادی بی فایده بودند. با تجربه اندک در این نقش، هیچ وسیله ای برای اندازه‌گیری هدف، برد، ارتفاع یا سرعت دشواری مشاهده ترکیدگی پوسته آنها نسبت به توپچی‌های هدف، ثابت نشد که نمی‌تواند فیوز خود را به درستی تنظیم کند و اکثر گلوله‌ها در زیر اهداف خود منفجر می‌شوند. استثنای این قاعده، اسلحه‌هایی بود که از بادکنک‌های لکه‌گیر محافظت می‌کردند، در این صورت می‌توان ارتفاع را با دقت از طول کابل نگهدارنده بالون اندازه‌گیری کرد.
اولین مسئله مهمات بود. قبل از جنگ مشخص شد که مهمات باید در هوا منفجر شود. هم از مواد منفجره قوی (HE) و هم ترکش استفاده شد، عمدتاً اولی. فیوزهای Airburst یا شعله‌ور (بر اساس یک فیوز در حال سوختن) یا مکانیکی (ساعت گرد) بودند. فیوزهای آتش زا برای استفاده ضدهوایی مناسب نبودند. طول فیوز بر اساس زمان پرواز تعیین شد، اما میزان سوختن باروت تحت تأثیر ارتفاع قرار گرفت. پوم پوم‌های بریتانیایی فقط مهمات ذوب شده تماسی داشتند. زپلین‌ها که بالون‌های پر از هیدروژن بودند، هدف گلوله‌های آتش‌زا بودند و بریتانیایی‌ها این بالون‌ها را با فیوزهای انفجاری هوا، هر دو پرتاب ترکش به سمت جلو «دیگ آتش‌زا» و پرتاب پایه جریان آتش‌زا معرفی کردند. بریتانیایی‌ها همچنین ردیاب‌هایی را برای استفاده در شب روی پوسته‌های خود نصب کردند. گلوله‌های دود نیز برای برخی از اسلحه‌های AA موجود بود، این انفجارها به عنوان اهداف در طول آموزش استفاده می‌شدند.
حملات هوایی آلمان به جزایر بریتانیا در سال ۱۹۱۵ افزایش یافت و تلاش‌های AA تا حدودی بی‌اثر تلقی شد، بنابراین یک کارشناس توپخانه نیروی دریایی سلطنتی، دریاسالار پرسی اسکات، برای بهبود، به‌ویژه دفاع یکپارچه AA برای لندن منصوب شد. پدافند هوایی با اسلحه‌های RNVR AA بیشتر، ۷۵ گسترش یافت میلی‌متر و ۳ اینچ، پوم پوم‌ها بی اثر هستند. نیروی دریایی ۳ اینچی نیز توسط ارتش به کار گرفته شد، QF ۳ اینچی 20 cwt (۷۶ میلی‌متر)، یک نصب میدانی جدید در سال ۱۹۱۶ معرفی شد. از آنجایی که بیشتر حملات در شب بود، نورافکن‌ها به زودی مورد استفاده قرار گرفتند و روش‌های صوتی تشخیص و مکان‌یابی توسعه یافت. تا دسامبر ۱۹۱۶، ۱۸۳ بخش AA در دفاع از بریتانیا (بیشتر با ۳ اینچ)، ۷۴ با BEF در فرانسه و ۱۰ بخش در خاورمیانه وجود داشت. 
توپخانه AA تجارت دشواری بود. مشکل هدف‌گیری موفقیت‌آمیز یک پوسته برای ترکیدن در نزدیکی موقعیت هدف در آینده بود، با عوامل مختلفی که بر مسیر پیش‌بینی شده پوسته‌ها تأثیر می‌گذاشتند. به این حالت، تفنگ انحرافی می‌گفتند، که در آن زوایای «خاموش» برای برد و ارتفاع بر روی دوربین تنظیم می‌شد و با حرکت هدف به‌روزرسانی می‌شد. در این روش زمانی که دید روی هدف قرار می‌گرفت، لوله به سمت موقعیت آینده هدف نشانه می‌رفت. محدوده و ارتفاع هدف طول فیوز را تعیین می‌کند. با بهبود عملکرد هواپیما، مشکلات افزایش یافت.
بریتانیایی‌ها ابتدا با اندازه‌گیری برد سر و کار داشتند، زمانی که متوجه شدند برد کلید ایجاد یک تنظیم بهتر فیوز است. این منجر به Height/Range Finder (HRF) شد که اولین مدل Barr & Stroud UB2 بود، یک مسافت‌یاب تصادفی نوری ۲ متری که روی سه‌پایه نصب شده بود. فاصله تا هدف و زاویه ارتفاع را اندازه‌گیری می‌کرد که با هم ارتفاع هواپیما را نشان می‌داد. اینها ابزارهای پیچیده‌ای بودند و روش‌های مختلف دیگری نیز مورد استفاده قرار می‌گرفت. HRF به زودی با نشانگر ارتفاع/فیوز (HFI) ملحق شد، این نشانگر با زوایای ارتفاع و خطوط ارتفاع که با منحنی‌های طول فیوز پوشانده شده بودند، مشخص شد، با استفاده از ارتفاع گزارش شده توسط اپراتور HRF، طول فیوز لازم قابل خواندن بود. 
با این حال، مشکل تنظیمات انحراف - «هدف خاموش» - مستلزم دانستن میزان تغییر در موقعیت هدف بود. هم فرانسه و هم بریتانیا دستگاه‌های تاکی متری را برای ردیابی اهداف و تولید زوایای انحراف عمودی و افقی معرفی کردند. سیستم Brocq فرانسوی الکتریکی بود. اپراتور وارد محدوده هدف شده و اسلحه‌ها را نمایش می‌دهد. با ۷۵ آنها استفاده شد میلی‌متر کارگردان بریتانیایی اسلحه ویلسون-دالبی از یک جفت ردیاب و سرعت‌سنجی مکانیکی استفاده کرد. اپراتور طول فیوز را وارد کرد و زوایای انحراف از ابزار خوانده شد. 
با شروع جنگ جهانی اول، سال ۷۷ میلی‌متر به سلاح استاندارد آلمانی تبدیل شده بود و روی یک تراورس بزرگ که به راحتی می‌توان آن را روی یک واگن حمل کرد، سوار شد. کروپ ۷۵ اسلحه‌های میلی‌متری با یک سیستم دید نوری عرضه شدند که قابلیت‌های آنها را بهبود بخشید. ارتش آلمان همچنین یک توپ گردان اقتباس کرد که برای پروازهای متفقین به عنوان " پیاز شعله ور " از پوسته‌های در حال پرواز شناخته شد. این تفنگ دارای پنج لوله بود که به سرعت یک سری ۳۷ تایی را پرتاب کرد گلوله‌های توپخانه میلی‌متری
با شروع استفاده از هواپیماها علیه اهداف زمینی در میدان نبرد، اسلحه‌های AA نمی‌توانستند با سرعت کافی از اهداف نزدیک عبور کنند و از آنجایی که نسبتاً کم بودند، همیشه در مکان مناسب قرار نداشتند (و اغلب در میان سربازان دیگر محبوبیت نداشتند)، بنابراین تغییر کردند. موقعیت‌های مکرر به زودی نیروها سلاح‌های مختلفی را که بر پایه مسلسل نصب شده بودند، اضافه کردند. این سلاح‌های کوتاه‌برد مرگبارتر بودند و گمان می‌رود که «بارون سرخ» توسط یک مسلسل ضدهوایی ویکرز سرنگون شده باشد. هنگامی که جنگ به پایان رسید، واضح بود که افزایش قابلیت‌های هواپیماها به ابزارهای بهتری برای دستیابی به اهداف و هدف‌گیری آنها نیاز دارد. با این وجود، الگویی تعیین شده بود: جنگ ضدهوایی از سلاح‌های سنگین برای حمله به اهداف در ارتفاع بالا و سلاح‌های سبک‌تر برای استفاده در هنگام رسیدن هواپیما به ارتفاعات پایین‌تر استفاده می‌کرد.

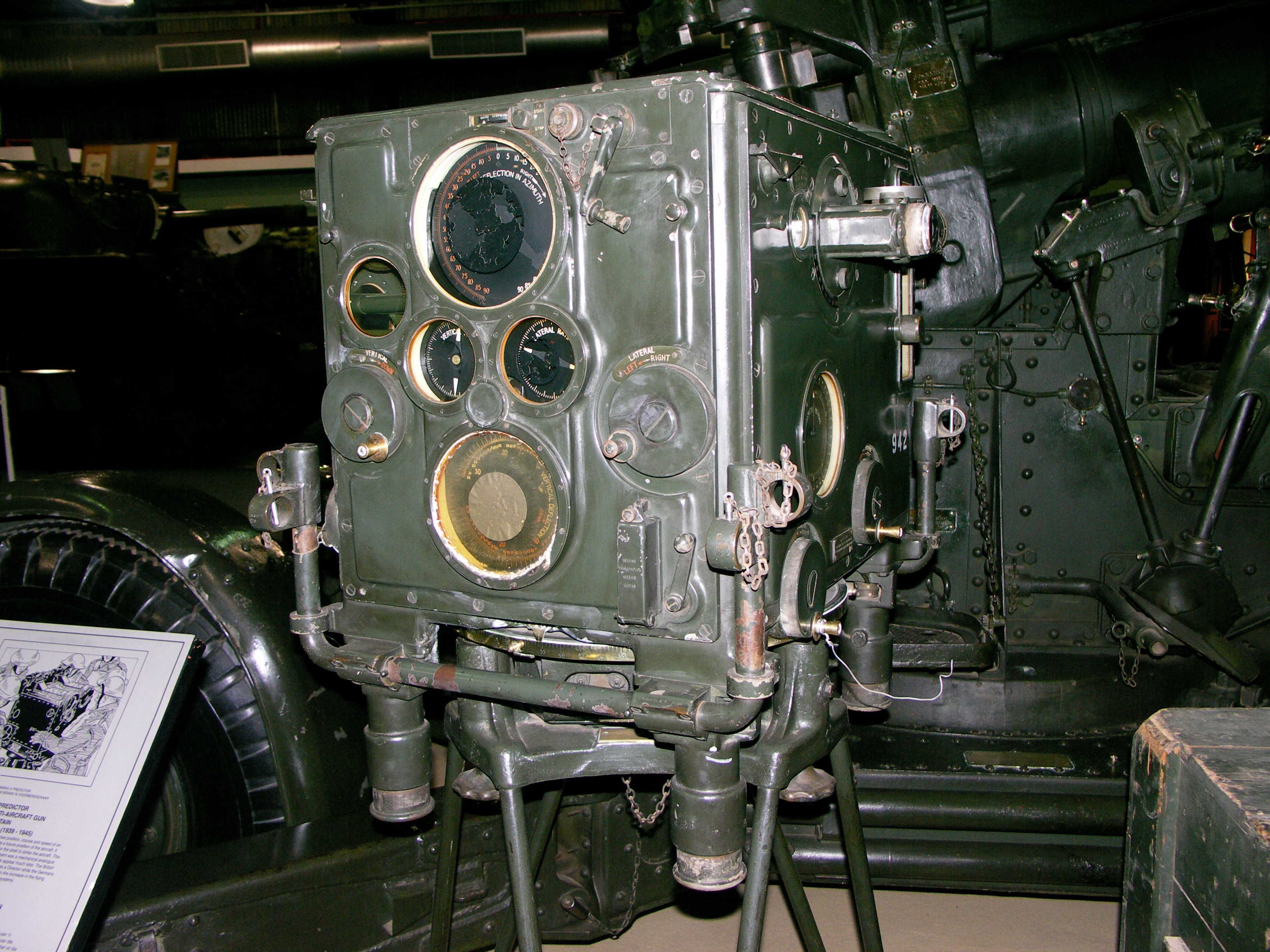
شماره 1 Mark III Predictor که با تفنگ AA 3.7 اینچی QF استفاده شد

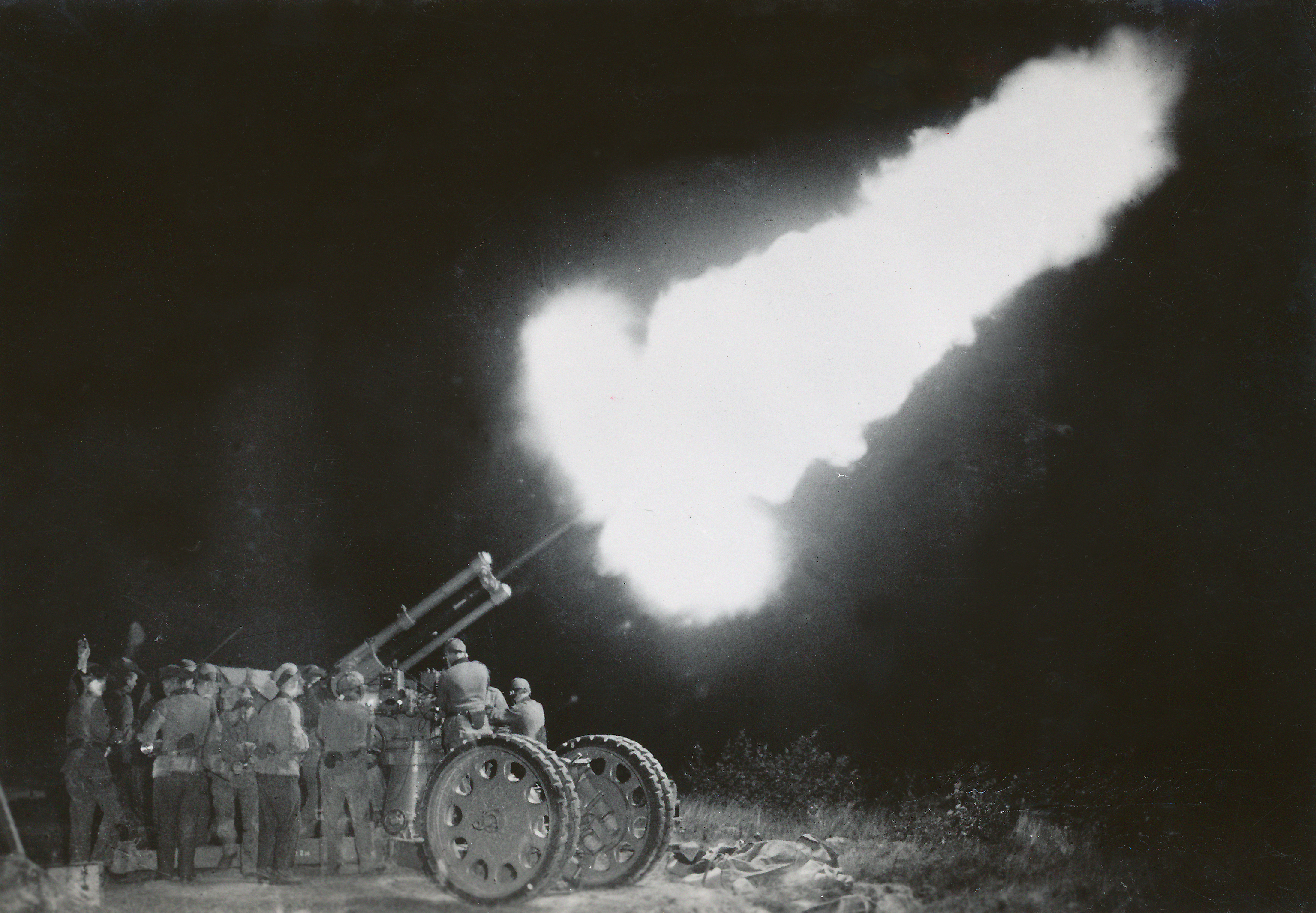
تیراندازی با اسلحه ضدهوایی در سوئد ۱۹۳۴

### سالهای بین دو جنگ
جنگ جهانی اول نشان داد که هواپیماها می‌توانند بخش مهمی از میدان نبرد باشند، اما در برخی کشورها این چشم‌انداز حمله هوایی استراتژیک بود که موضوع اصلی بود و هم تهدید و هم فرصت بود. تجربه چهار سال حملات هوایی به لندن توسط بمب‌افکن‌های زپلین و گوتا جی وی به‌ویژه بر بریتانیا تأثیر گذاشته بود و اگر نگوییم یکی از محرک‌های اصلی برای تشکیل نیروی هوایی مستقل بود. با بهبود قابلیت‌های هواپیماها و موتورهای آن‌ها، مشخص بود که نقش آن‌ها در جنگ‌های آینده با افزایش برد و بار تسلیحاتی، حیاتی تر خواهد بود. با این حال، در سال‌های بلافاصله پس از جنگ جهانی اول، دورنمای یک جنگ بزرگ دیگر، به‌ویژه در اروپا، جایی که توانمندترین کشورها از نظر نظامی بودند، و بودجه کمی در دسترس بود، دور به نظر می‌رسید.
چهار سال جنگ شاهد ایجاد یک شاخه جدید و فنی از فعالیت‌های نظامی بود. پدافند هوایی پیشرفت‌های عظیمی داشته‌است، البته از نقطه شروع بسیار پایین. با این حال، جدید بود و اغلب فاقد «دوستان» اثرگذار در رقابت برای سهمی از بودجه دفاعی محدود بود. از کار افتادن به این معنی بود که اکثر اسلحه‌های AA از خدمت خارج شدند و فقط مدرن‌ترین آنها باقی ماند.
با این حال، درس‌هایی برای آموختن وجود داشت. به‌ویژه بریتانیایی‌ها که در بیشتر سالن‌ها در نور روز اسلحه‌های AA داشتند و از آن‌ها در برابر حملات شبانه در خانه استفاده می‌کردند. علاوه بر این، آنها همچنین در طول جنگ یک بخش آزمایشی ضدهوایی تشکیل داده بودند و مقادیر زیادی داده را جمع‌آوری کردند که مورد تجزیه و تحلیل گسترده قرار گرفت. در نتیجه، آنها در ۱۹۲۴–۱۹۲۵ کتاب درسی دو جلدی توپخانه ضدهوایی را منتشر کردند. این شامل پنج توصیه کلیدی برای تجهیزات HAA بود:
- پوسته‌هایی با شکل بالستیک بهبود یافته با پرکردن HE و فیوزهای زمانی مکانیکی.
- نرخ بالاتر آتش با کمک اتوماسیون.
- تعیین ارتفاع توسط ابزارهای نوری پایه بلند.
- کنترل متمرکز آتش در هر موقعیت تفنگ، با ابزارهای تاکیمتری که دارای امکاناتی برای اعمال اصلاحات لحظه ای برای عوامل هواشناسی و سایش است.
- مکان صوت دقیق تر برای جهت نورافکن‌ها و ارائه طرح‌هایی برای آتش رگبار.

دو فرض اساس رویکرد بریتانیا به آتش HAA بود. اول، شلیک هدف‌دار روش اولیه بود و این با پیش‌بینی داده‌های اسلحه از ردیابی بصری هدف و داشتن ارتفاع آن فعال شد. دوم، اینکه هدف مسیر، سرعت و ارتفاع ثابتی را حفظ کند. این HAA قرار بود با اهدافی تا ارتفاع ۲۴۰۰۰ فوتی درگیر شود. فیوزهای مکانیکی، بر خلاف آتش‌سوزی، نیاز به فیوزهای زمانی داشتند، زیرا سرعت سوختن پودر با ارتفاع متفاوت بود، بنابراین طول فیوز تابع ساده ای از زمان پرواز نیست. آتش خودکار نرخ ثابت آتش را تضمین می‌کرد که پیش‌بینی اینکه هر پوسته باید به‌طور جداگانه به کجا هدف قرار گیرد را آسان‌تر می‌کرد.  
در سال ۱۹۲۵، انگلیسی‌ها ابزار جدیدی را که توسط ویکرز توسعه داده شده بود، اتخاذ کردند. این یک کامپیوتر آنالوگ مکانیکی Predictor AA No 1 بود. با توجه به ارتفاع هدف، اپراتورهای آن هدف را ردیابی کردند و پیش‌بینی کننده بلبرینگ، ارتفاع ربع و تنظیم فیوز را تولید کرد. اینها به صورت الکتریکی به اسلحه‌ها منتقل می‌شدند، جایی که بر روی صفحه‌های تکرار کننده به لایه‌هایی که «اشاره گرها» (داده‌های هدف و داده‌های واقعی اسلحه) برای قرار دادن اسلحه‌ها مطابقت داشتند، نمایش داده می‌شدند. این سیستم از شماره‌های برقی تکرارکننده بر اساس ترتیبات معرفی شده توسط توپخانه ساحلی بریتانیا در دهه ۱۸۸۰ ساخته شد و توپخانه ساحلی پیش‌زمینه بسیاری از افسران AA بود. سیستم‌های مشابهی در کشورهای دیگر مورد استفاده قرار گرفت و به عنوان مثال دستگاه اسپری بعدی، با نام M3A3 در ایالات متحده، نیز توسط بریتانیا به‌عنوان Predictor AA No 2 مورد استفاده قرار گرفت. اندازه یاب‌های ارتفاع نیز در حال افزایش بود، در بریتانیا، بار و استرود UB 2 جنگ جهانی اول (پایه نوری ۷ فوت) با UB 7 (پایه نوری ۹ فوت) و UB 10 (پایه نوری ۱۸ فوت) جایگزین شد. فقط در سایت‌های AA استاتیک استفاده می‌شود). Goertz در آلمان و Levallois در فرانسه سازهای ۵ متری تولید کردند. با این حال، در بیشتر کشورها تلاش اصلی در اسلحه‌های HAA تا اواسط دهه ۱۹۳۰ بهبود اسلحه‌های موجود بود، اگرچه طرح‌های جدید مختلف روی تخته‌های طراحی وجود داشت.  
از اوایل دهه ۱۹۳۰، هشت کشور رادار توسعه دادند. این پیشرفت‌ها در اواخر دهه ۱۹۳۰ به اندازه کافی پیشرفت کردند تا کار توسعه روی دستگاه‌های صوتی مکان‌یابی صدا به‌طور کلی متوقف شود، اگرچه تجهیزات حفظ شدند. علاوه بر این، در بریتانیا، سپاه ناظر داوطلب که در سال ۱۹۲۵ تشکیل شد، شبکه ای از پست‌های دیده‌بانی را برای گزارش پرواز هواپیماهای متخاصم بر فراز بریتانیا فراهم کرد. در ابتدا از رادار برای نظارت بر فضای هوایی برای شناسایی هواپیماهای متخاصم استفاده می‌شد. با این حال، رادار Würzburg آلمان قادر به ارائه داده‌های مناسب برای کنترل اسلحه‌های AA بود و رادار بریتانیایی AA No 1 Mk 1 GL برای استفاده در موقعیت‌های اسلحه AA طراحی شده بود. 
معاهده ورسای از داشتن تسلیحات AA آلمان جلوگیری کرد و برای مثال، طراحان Krupps به Bofors در سوئد پیوستند. برخی از اسلحه‌های جنگ جهانی اول حفظ شدند و برخی از آموزش‌های پنهانی AA در اواخر دهه ۱۹۲۰ آغاز شد. آلمان ۸٫۸ را معرفی کرد cm FlaK 18 در سال ۱۹۳۳، مدل‌های ۳۶ و ۳۷ با پیشرفت‌های مختلف دنبال شدند، اما عملکرد بالستیک بدون تغییر بود. در اواخر دهه ۱۹۳۰، 10.5 cm FlaK ۳۸ ظاهر شد و به زودی ۳۹ ظاهر شد. این در درجه اول برای سایت‌های استاتیک طراحی شده بود اما دارای یک نصب موبایل بود و واحد دارای ۲۲۰ بود. V 24 ژنراتورهای کیلووات در سال ۱۹۳۸ طراحی در ۱۲٫۸ آغاز شد سانتی‌متر FlaK.  
اتحاد جماهیر شوروی ۷۶ جدید را معرفی کرد mm M1931 در اوایل دهه ۱۹۳۰ و یک ۸۵ میلی‌متر M1938 در اواخر دهه.
بریتانیا در سال ۱۹۱۸ یک تفنگ جدید HAA 3.6 اینچی را با موفقیت آزمایش کرد. در سال ۱۹۲۸ ۳٫۷ اینچ راه حل ترجیحی شد، اما ۶ سال طول کشید تا بودجه به دست آید. تولید QF 3.7 اینچی (۹۴ میلی‌متر) در سال ۱۹۳۷ آغاز شد. این تفنگ در کالسکه‌های متحرک با ارتش صحرایی و اسلحه‌های قابل حمل بر روی پایه‌های ثابت برای موقعیت‌های ثابت استفاده می‌شد. در همان زمان نیروی دریایی سلطنتی یک ۴٫۵ اینچی جدید (۱۱۴) را به کار گرفت میلی‌متر) تفنگ در یک برجک دوقلو، که ارتش آن را در پایه‌های تک تفنگی ساده برای موقعیت‌های ثابت، بیشتر در اطراف بنادری که مهمات دریایی در دسترس بود، به کار برد. عملکرد اسلحه‌های جدید توسط فیوز استاندارد شماره ۱۹۹ آنها با مدت زمان ۳۰ ثانیه محدود می‌شد، اگرچه فیوز مکانیکی جدید با زمان ۴۳ ثانیه در حال آماده‌سازی بود. در سال ۱۹۳۹ یک دستگاه فیوز تنظیم کننده برای حذف تنظیم دستی فیوز معرفی شد.
ایالات متحده جنگ جهانی اول را با دو تفنگ AA 3 اینچی پایان داد و در طول دوره بین جنگ پیشرفت‌هایی ایجاد شد. با این حال، در سال ۱۹۲۴ کار بر روی ۱۰۵ جدید آغاز شد تفنگ AA با نصب استاتیک میلی‌متری، اما تنها تعداد کمی از آنها تا اواسط دهه ۱۹۳۰ تولید شد، زیرا در این زمان کار بر روی ۹۰ آغاز شده بود. تفنگ میلی‌متری AA، با کالسکه‌های متحرک و پایه‌های ثابت قادر به درگیری با اهداف هوایی، دریایی و زمینی است. نسخه M1 در سال ۱۹۴۰ تأیید شد. در طول دهه ۱۹۲۰ کارهایی روی یک ۴٫۷ اینچی انجام شد که از بین رفت، اما در سال ۱۹۳۷ احیا شد و منجر به تولید یک تفنگ جدید در سال 1944.
در حالی که HAA و دستیابی به هدف و کنترل آتش مرتبط با آن، تمرکز اصلی تلاش‌های AA بود، اهداف سطح پایین برد نزدیک باقی ماندند و تا اواسط دهه ۱۹۳۰ به یک مسئله تبدیل شدند.
تا این زمان انگلیسی‌ها با اصرار RAF به استفاده از مسلسل‌های جنگ جهانی اول ادامه دادند و دوپایه MG را برای AAAD معرفی کردند. ارتش از در نظر گرفتن چیزی بزرگتر از ۰٫۵۰ اینچ منع شده بود. با این حال، در سال ۱۹۳۵ کارآزمایی‌های آنها نشان داد که حداقل راند مؤثر ۲ ضربه‌ای است پوند HE پوسته. سال بعد آنها تصمیم گرفتند Bofors 40 را به کار گیرند میلی‌متر و یک بشکه دوقلو Vickers 2-pdr (40 میلی‌متر) روی یک پایه دریایی اصلاح‌شده. Bofors هوا خنک برای استفاده از زمین بسیار برتر بود، بسیار سبک‌تر از پمپ پوم با آب خنک بود و تولید بریتانیا از Bofors 40. میلی‌متر مجوز داشت. Predictor AA No 3 که به‌طور رسمی Kerrison Predictor شناخته می‌شد، همراه با آن معرفی شد.
40 mm Bofors در سال ۱۹۳۱ در دسترس بود. در اواخر دهه ۱۹۲۰، نیروی دریایی سوئد دستور توسعه یک ۴۰ را صادر کرد میلی‌متر ضدهوایی نیروی دریایی از شرکت بوفورس. سبک، پرتاب کننده سریع و قابل اعتماد بود و به زودی نسخه متحرک آن بر روی کالسکه چهار چرخ ساخته شد. آن که به سادگی به عنوان 40 میلی‌متر شناخته می‌شود، درست قبل از جنگ جهانی دوم توسط ۱۷ کشور مختلف مورد استفاده قرار گرفت و هنوز در برخی از کاربردها مانند ناوچه‌های گارد ساحلی مورد استفاده قرار می‌گیرد.
Rheinmetall در آلمان یک ۲۰ اتوماتیک تولید کرد میلی‌متر در دهه ۱۹۲۰ و اورلیکن در سوئیس حق ثبت اختراع ۲۰ اتوماتیک را به دست آورده بود. تفنگ میلی‌متری طراحی شده در آلمان در طول جنگ جهانی اول. آلمان آتش سریع 2 را معرفی کرد cm FlaK 30 و بعداً در این دهه توسط Mauser-Werke دوباره طراحی شد و به شماره ۲ تبدیل شد. سانتی‌متر FlaK 38.  با این وجود، در حالی که ۲۰ میلی‌متر بهتر از مسلسل بود و نصب آن بر روی یک تریلر بسیار کوچک حرکت آن را آسان می‌کرد و کارایی آن محدود بود؛ بنابراین آلمان ۳٫۷ را اضافه کرد سانتی‌متر. اولی، 3.7 cm FlaK ۱۸ که توسط راین متال در اوایل دهه ۱۹۳۰ ساخته شد، اساساً یک ۲ بزرگ شده بود. سانتی‌متر FlaK 30. در سال ۱۹۳۵ معرفی شد و تولید آن سال بعد متوقف شد. یک تفنگ بازطراحی شده ۳٫۷ سانتی‌متر FlaK 36 در سال ۱۹۳۸ وارد خدمت شد، همچنین دارای یک کالسکه دو چرخ بود.  با این حال، در اواسط دهه ۱۹۳۰، Luftwaffe متوجه شد که هنوز شکاف پوششی بین ۳٫۷ وجود دارد. سانتی‌متر و ۸٫۸ تفنگ‌های سانتی‌متری آنها توسعه ۵ را آغاز کردند تفنگ سانتی‌متری روی کالسکه چهار چرخ. 
پس از جنگ جهانی اول، ارتش ایالات متحده شروع به توسعه یک ۳۷ خودکار دو منظوره (AA/زمینی) کرد توپ میلی‌متری، طراحی شده توسط جان ام. براونینگ. این توپ در سال ۱۹۲۷ به عنوان توپ T9 AA استاندارد شد، اما آزمایشها به سرعت نشان داد که در نقش زمینی بی‌ارزش است. با این حال، در حالی که پوسته کمی سبک بود (خیلی کمتر از ۲ پوند) سقف مؤثر خوبی داشت و ۱۲۵ گلوله در دقیقه شلیک می‌کرد. یک کالسکه AA توسعه یافت و در سال ۱۹۳۹ وارد خدمت شد. براونینگ ۳۷ میلی‌متر مستعد گیر کردن بود و در نهایت در واحدهای AA توسط Bofors 40 mm جایگزین شد. Bofors توجه نیروی دریایی ایالات متحده را به خود جلب کرده بود، اما هیچ‌کدام قبل از سال ۱۹۳۹ خریداری نشدند همچنین، در سال ۱۹۳۱ ارتش ایالات متحده بر روی یک دستگاه ضدهوایی متحرک در پشت یک کامیون سنگین با چهار مسلسل کالیبر ۳۰ آب خنک و یک مدیر نوری کار کرد. ثابت شد که ناموفق بود و رها شد.
اتحاد جماهیر شوروی نیز از اسلحه دفاع هوایی خودکار ۳۷ میلی‌متری(61-K) 37 mm M1939 استفاده می‌کرد، که به نظر می‌رسید از Bofors 40 میلی‌متری کپی شده‌است یک بوفورس ۲۵ میلی‌متر، اساساً 40 mm کوچک شده‌است، همچنین به عنوان تفنگ 25 میلی‌متری خودکار پدافند هوایی(72-K) M1939 کپی شد.
در طول دهه ۱۹۳۰ موشک‌های سوخت جامد در شوروی و بریتانیا در دست توسعه بودند. در بریتانیا علاقه به آتش ضدهوایی بود، به سرعت مشخص شد که برای دقت به راهنمایی نیاز است. با این حال، راکت‌ها، یا به اصطلاح «پرتابه‌های بدون چرخش» می‌توانند برای رگبارهای ضدهوایی استفاده شوند. یک موشک ۲ اینچی با استفاده از HE یا کلاهک‌های مانع سیمی ابتدا برای مقابله با حملات بمباران سطح پایین یا غواصی به اهداف کوچکتر مانند میدان‌های هوایی معرفی شد. ۳ اینچی در پایان دوره بین جنگ در حال توسعه بود. 

#### جنبه‌های دریایی
جنگ جهانی اول جنگی بود که در آن جنگ هوایی شکوفا شد، اما به حدی بالغ نشده بود که تهدیدی واقعی برای نیروهای دریایی باشد. فرض غالب این بود که چند اسلحه دریایی با کالیبر نسبتاً کوچک می‌توانند هواپیماهای دشمن را فراتر از بردی که ممکن است انتظار آسیب وجود داشته باشد، نگه دارند. در سال ۱۹۳۹، پهپادهای کنترل‌شونده رادیویی به تعداد زیادی در دسترس نیروی دریایی ایالات متحده قرار گرفتند که امکان آزمایش واقعی تری از مجموعه‌های ضدهوایی موجود در برابر اهداف واقعی پرواز و مانور را فراهم کرد. نتایج به میزان غیرمنتظره ای هشیار کننده بود. ایالات متحده هنوز از اثرات رکود بزرگ بیرون می‌آمد و بودجه برای ارتش بسیار اندک بود به حدی که ۵۰٪ پوسته‌های مورد استفاده هنوز پودر ذوب شده بودند. نیروی دریایی ایالات متحده متوجه شد که بخش قابل توجهی از گلوله‌های آن از نوع انفجاری یا انفجاری درجه پایین (انفجار ناقص مواد منفجره موجود در پوسته) است. تقریباً همه کشورهای بزرگی که در جنگ جهانی دوم شرکت داشتند، در توسعه هواپیما سرمایه‌گذاری کردند. هزینه تحقیق و توسعه هواپیما ناچیز بود و نتایج آن می‌توانست بزرگ باشد. جهش عملکرد هواپیماهای در حال تکامل آنقدر سریع بود که سیستم کنترل آتش HAC بریتانیا منسوخ شده بود و طراحی جانشینی برای تشکیلات بریتانیا بسیار دشوار بود. الکترونیک به عنوان عاملی برای سیستم‌های ضدهوایی مؤثر عمل می‌کند و هم ایالات متحده و هم بریتانیای کبیر صنعت الکترونیک رو به رشدی داشتند. در سال ۱۹۳۹ پهپادهای رادیویی کنترل شده برای آزمایش سیستم‌های موجود در سرویس بریتانیا و آمریکا در دسترس قرار گرفتند. نتایج با هر معیاری ناامید کننده بود. پهپادهای مانور سطح بالا عملاً در برابر سیستم‌های AA کشتی مصون بودند. پهپادهای آمریکایی می‌توانند بمباران غواصی را شبیه‌سازی کنند که نشان دهنده نیاز شدید به توپ‌های خودکار است. ژاپن در سال ۱۹۴۰ گلایدرهای برقی را به عنوان هواپیماهای بدون سرنشین معرفی کرد اما ظاهراً قادر به شیرجه زدن بمب نبود. هیچ مدرکی مبنی بر استفاده از قدرت‌های دیگر از پهپادها در این برنامه وجود ندارد. ممکن است باعث دست کم گرفتن تهدید و دید متورم از سیستم‌های AA آنها شده باشد.

### جنگ جهانی دوم
دفاع AA لهستان با حمله آلمان برابری نمی‌کرد و وضعیت در سایر کشورهای اروپایی نیز مشابه بود. AAW (جنگ ضدهوایی) مهم با نبرد بریتانیا در تابستان ۱۹۴۰ آغاز شد. اسلحه‌های AA 3.7 اینچی QF ستون فقرات دفاع زمینی AA را فراهم کردند، اگرچه در ابتدا تعداد قابل توجهی از QF ۳ اینچی 20 cwt نیز استفاده می‌شد. فرماندهی ضدهوایی ارتش، که تحت فرماندهی سازمان دفاع هوایی بریتانیا بود، به ۱۲ لشکر AA در ۳ سپاه AA افزایش یافت. اسلحه‌های ۴۰ میلی‌متری بوفور به تعداد فزاینده ای وارد خدمت شدند. علاوه بر این، هنگ RAF در سال ۱۹۴۱ با مسئولیت دفاع هوایی فرودگاه و در نهایت با Bofors 40 تشکیل شد. میلی‌متر به عنوان سلاح اصلی آنها. پدافندهای AA ثابت، با استفاده از HAA و LAA، توسط ارتش در نقاط کلیدی خارج از کشور، به ویژه مالت، کانال سوئز و سنگاپور ایجاد شد.
در حالی که اسلحه ۳٫۷ اینچی اصلی‌ترین اسلحه HAA در دفاع ثابت و تنها اسلحه متحرک HAA با ارتش صحرایی بود، اسلحه ۴٫۵ اینچی QF که توسط توپخانه سرنشین شده بود، در مجاورت بنادر دریایی استفاده می‌شد و از مهمات دریایی استفاده می‌کرد. عرضه. ۴٫۵ اینچی در سنگاپور اولین موفقیت را در سرنگونی بمب افکن‌های ژاپنی داشت. اسلحه‌های دریایی ۵٫۲۵ اینچی QF در اواسط جنگ در برخی از سایت‌های دائمی در اطراف لندن مستقر شدند. این تفنگ همچنین در مواضع دو نقش دفاع ساحلی / AA مستقر شد.

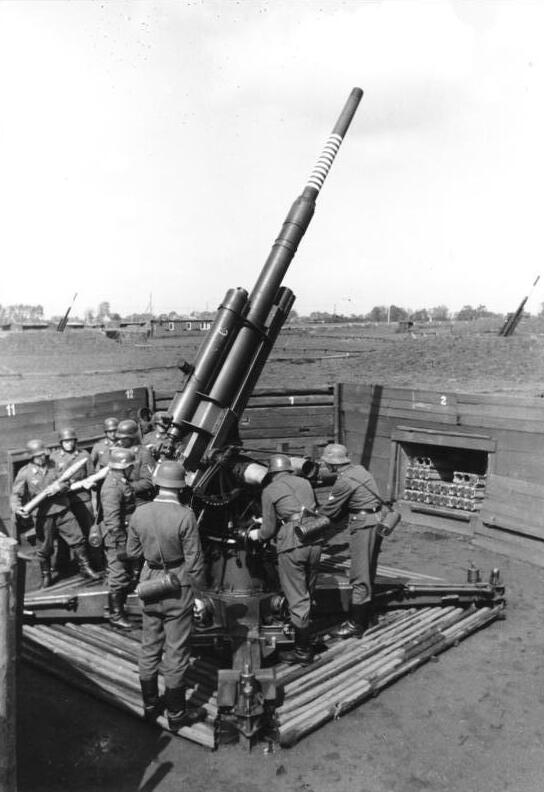
تفنگ فلک ۸۸ میلی‌متری آلمان در عملیات علیه بمب افکن‌های متفقین.

نیازهای آلمان در ارتفاعات در ابتدا قرار بود با ۷۵ پر شود تفنگ میلی‌متری از Krupp که با همکاری همتای سوئدی آنها Bofors طراحی شد، اما بعداً مشخصات آن اصلاح شد تا به عملکرد بسیار بالاتری نیاز داشته باشد. در پاسخ، مهندسان کروپ یک ۸۸ جدید ارائه کردند طراحی میلی‌متری، FlaK 36. این اسلحه برای اولین بار در اسپانیا در طول جنگ داخلی اسپانیا مورد استفاده قرار گرفت و ثابت کرد که یکی از بهترین اسلحه‌های ضدهوایی در جهان است و همچنین به ویژه در برابر تانک‌های سبک، متوسط و حتی سنگین اولیه مرگبار است.
پس از حمله Dambusters در سال ۱۹۴۳، یک سیستم کاملاً جدید توسعه یافت که برای سرنگونی هر هواپیمای در ارتفاع پایین با یک ضربه مورد نیاز بود. اولین تلاش برای تولید چنین سیستمی از ۵۰ استفاده شد تفنگ میلی‌متری، اما این نادرست و یک ۵۵ جدید ثابت شد تفنگ میلی‌متری جایگزین آن شد. این سیستم از یک سیستم کنترل متمرکز شامل رادار جستجو و هدف‌گیری استفاده می‌کرد که پس از در نظر گرفتن باد و بالستیک نقطه هدف اسلحه‌ها را محاسبه می‌کرد و سپس دستورهای الکتریکی را به تفنگ‌ها ارسال می‌کرد که از هیدرولیک برای نشان دادن خود در سرعت‌های بالا استفاده می‌کردند. اپراتورها به سادگی اسلحه‌ها را تغذیه می‌کردند و اهداف را انتخاب می‌کردند. این سیستم که حتی با استانداردهای امروزی مدرن است، با پایان جنگ در اواخر توسعه بود.

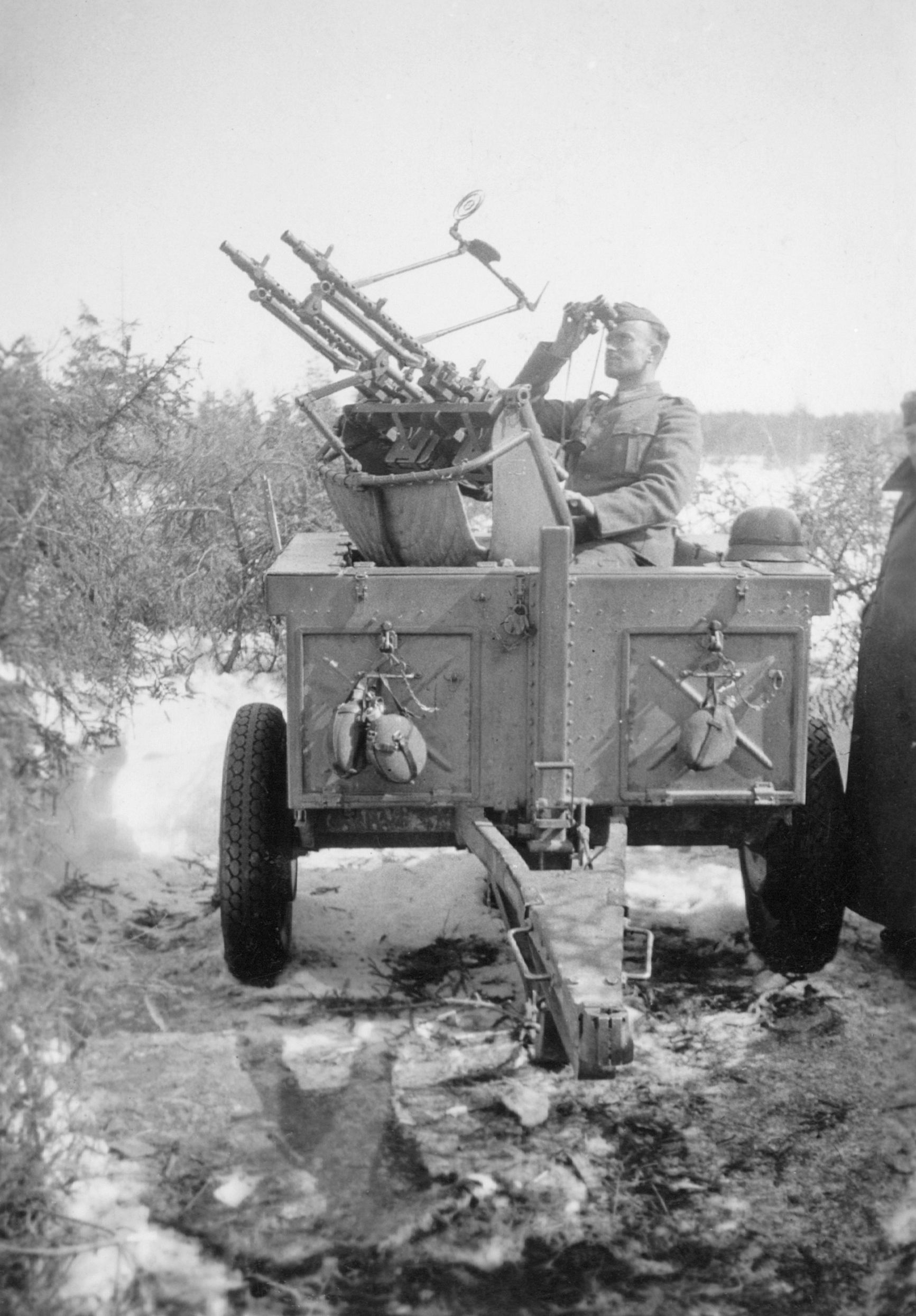
سرباز آلمانی که در جنگ جهانی دوم یک اسلحه ضدهوایی MG34 را اداره می‌کند

انگلیسی‌ها قبلاً مجوز ساخت بوفور ۴۰ میلی‌متری را ترتیب داده بودند و آنها را وارد خدمت کرده بودند. اینها قدرت سقوط هواپیماهای با هر اندازه ای را داشتند، اما به اندازه کافی سبک بودند که متحرک باشند و به راحتی تاب بخورند. این اسلحه برای تلاش‌های جنگی بریتانیا به قدری مهم شد که آنها حتی فیلمی به نام تفنگ تولید کردند که کارگران در خط مونتاژ را تشویق می‌کرد تا بیشتر کار کنند. نقشه‌های تولید اندازه‌گیری امپریالیستی که بریتانیا تهیه کرده بود در اختیار آمریکایی‌هایی قرار گرفت که نسخه‌ای (بدون مجوز) خود را از ۴۰ تهیه کردند. میلی‌متر در آغاز جنگ، در اواسط سال ۱۹۴۱ به تولید مجاز رفت.

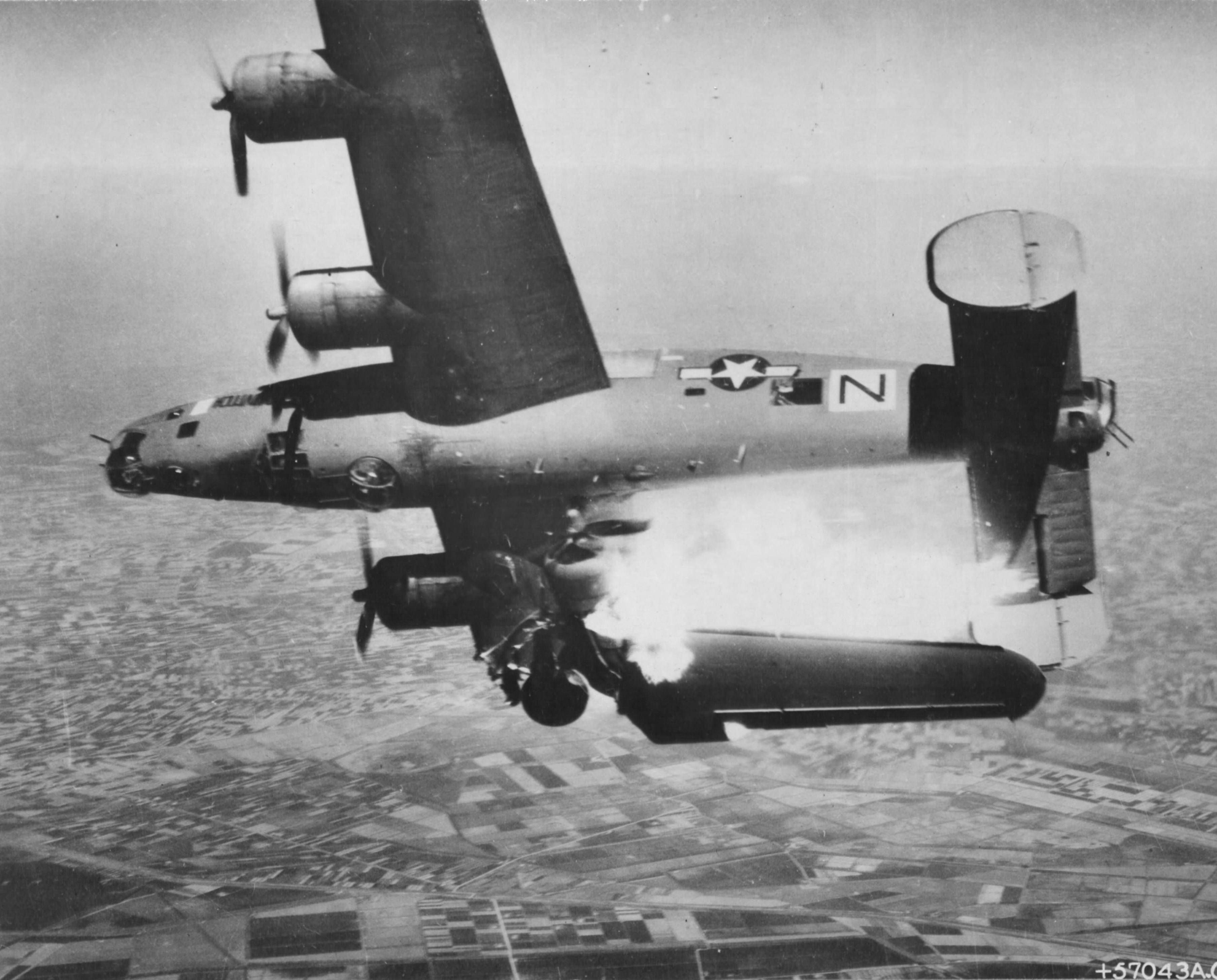
یک هواپیمای بی-۲۴ USAAF بر فراز ایتالیا، ۱۰ آوریل ۱۹۴۵ مورد اصابت گلوله قرار گرفت.

با این حال، آزمایش‌های خدماتی مشکل دیگری را نشان داد: این که برد و ردیابی اهداف جدید با سرعت بالا تقریباً غیرممکن بود. در برد کوتاه، منطقه هدف ظاهری نسبتاً بزرگ است، مسیر مسطح و زمان پرواز کوتاه است، که امکان تصحیح سرب را با تماشای ردیاب‌ها فراهم می‌کند. در برد طولانی، هواپیما برای مدت طولانی در برد شلیک می‌ماند، بنابراین محاسبات لازم را می‌توان در تئوری با قوانین اسلاید انجام داد – اگرچه، زیرا خطاهای کوچک در فاصله باعث خطاهای بزرگ در ارتفاع سقوط پوسته و زمان انفجار، محدوده دقیق می‌شود. حیاتی است. برای محدوده‌ها و سرعت‌هایی که Bofors در آن کار می‌کردند، هیچ‌یک از این پاسخ‌ها به اندازه کافی خوب نبود.

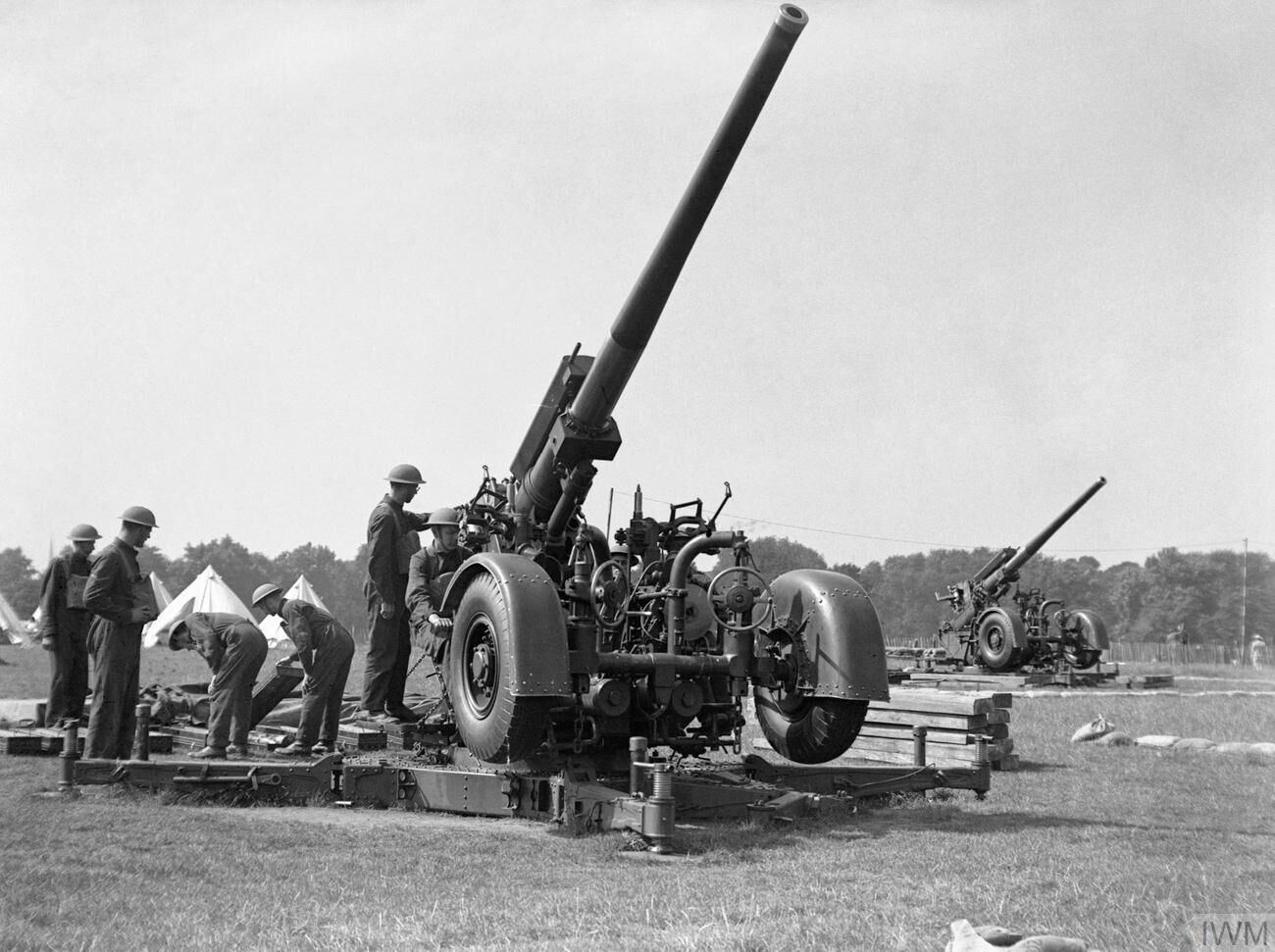
اسلحه ۳٫۷ اینچی QF بریتانیا در لندن در سال ۱۹۳۹.

راه حل، اتوماسیون بود، به شکل یک کامپیوتر مکانیکی، Kerrison Predictor. اپراتورها آن را به سمت هدف نگه می‌داشتند و پیش‌بینی‌کننده سپس نقطه هدف مناسب را به‌طور خودکار محاسبه کرد و آن را به‌عنوان یک اشاره‌گر نصب شده روی تفنگ نمایش داد. اپراتورهای اسلحه به سادگی نشانگر را دنبال کردند و پوسته‌ها را پر کردند. کریسون نسبتاً ساده بود، اما راه را به نسل‌های آینده نشان داد که ابتدا رادار را برای برد و بعداً برای ردیابی در خود جای دادند. سیستم‌های پیش‌بینی مشابهی توسط آلمان در طول جنگ معرفی شد، همچنین با پیشروی جنگ، برد راداری اضافه شد.

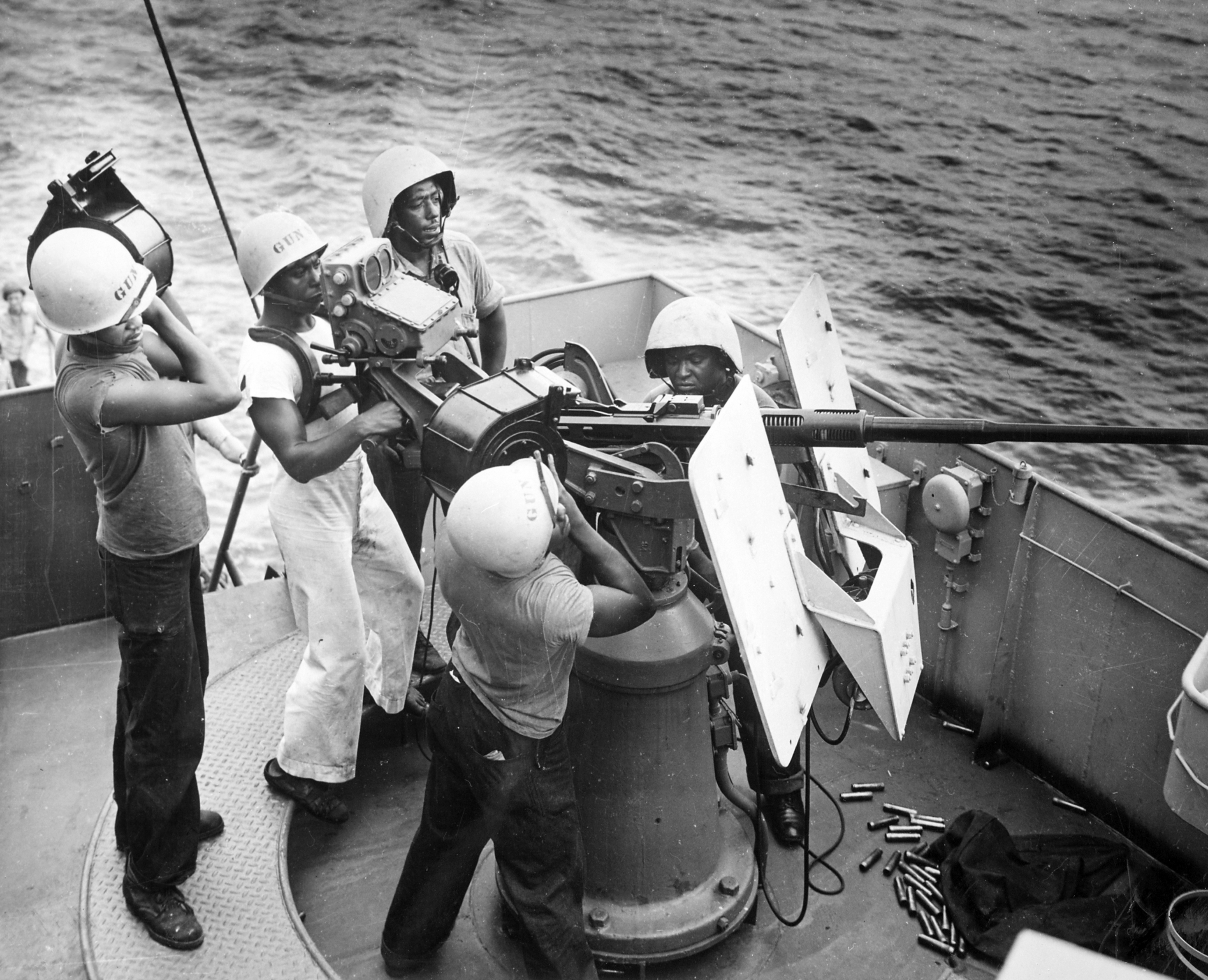
سربازان گارد ساحلی ایالات متحده در اقیانوس آرام جنوبی مرد ۲۰ ساله توپ ضدهوایی میلی‌متری.

مجموعه‌ای از سامانه‌های ضدهوایی با کالیبر کوچک‌تر در اختیار نیروهای ترکیبی ورماخت آلمان بود، و از جمله آن‌ها Flakvierling quadruple-20 منشأ ۱۹۴۰ بود. سیستم تسلیحات ضدهوایی مبتنی بر توپ خودکار میلی متری یکی از رایج‌ترین سلاح‌هایی بود که هم در خشکی و هم در دریا مشاهده می‌شد. تسلیحات دفاع هوایی مشابه متفقین با کالیبر کوچکتر نیروهای آمریکایی نیز کاملاً توانا بودند، اگرچه توجه کمی به آنها می‌شود. نیازهای آن‌ها را می‌توان با تسلیحات با کالیبر کوچکتر فراتر از استفاده از مسلسل معمولی تک سوار کالیبر M2 .۵۰ در بالای برجک یک تانک برآورده کرد، زیرا چهار اسلحه زمینی «لوله سنگین» (M2HB) در کنار هم در آمریکایی نصب شده بودند. سلاح M45 Quadmount شرکت Maxson (به عنوان پاسخی مستقیم به Flakvierling)، که اغلب در پشت یک نیمه مسیر نصب می‌شدند تا Half Track, M16 GMC, Anti-Aircraft را تشکیل دهند. اگرچه قدرت کمتری نسبت به آلمان ۲۰ دارد سیستم‌های میلی‌متری، چهار یا پنج باتری رزمی معمولی یک گردان AAA ارتش اغلب کیلومترها از یکدیگر فاصله داشتند و به سرعت به واحدهای رزمی بزرگ‌تر زمینی متصل می‌شدند و جدا می‌شدند تا از هواپیماهای دشمن دفاع کنند.

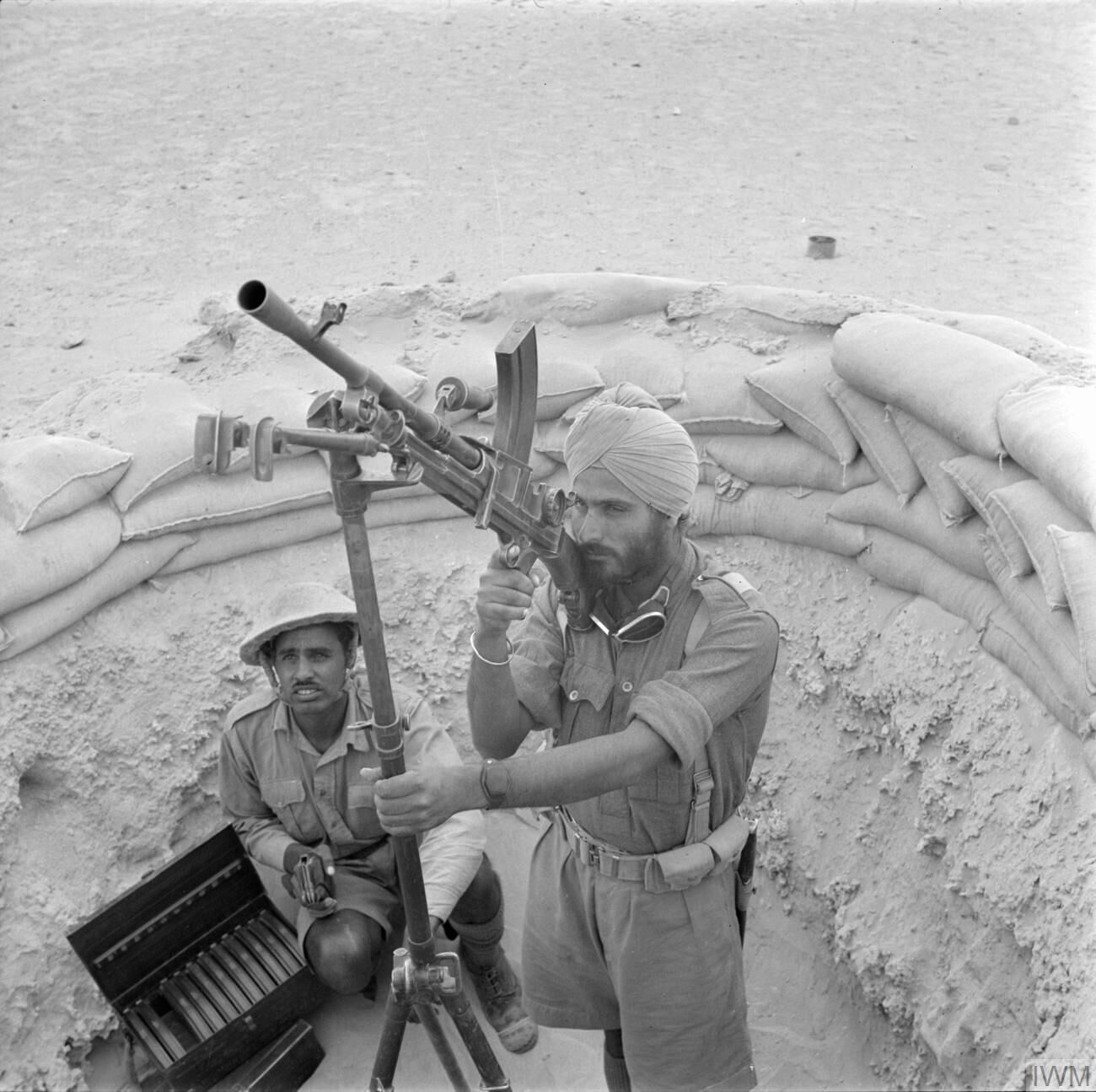
سربازان هندی در سال ۱۹۴۱ یک مسلسل سبک برن را در یک پایه ضدهوایی مستقر کردند.

از گردان‌های AAA نیز برای کمک به سرکوب اهداف زمینی استفاده شد. اسلحه بزرگتر 90 میلی‌متری M3 آنها، مانند هشتاد و هشت، نشان می‌دهد که یک اسلحه ضد تانک عالی نیز می‌سازد، و در اواخر جنگ در این نقش به‌طور گسترده مورد استفاده قرار گرفت. همچنین در شروع جنگ، اسلحه ۱۲۰ میلی‌متری M1 استراتوسفر در دسترس آمریکایی‌ها بود که قوی‌ترین اسلحه AA با ۶۰٬۰۰۰ فوت (۱۸ کیلومتر) قابل توجه بود. قابلیت ارتفاع، با این حال هیچ 120 M1 هرگز به هواپیمای دشمن شلیک نشد. ۹۰ میلی‌متر و ۱۲۰ اسلحه‌های میلی‌متری تا دهه ۱۹۵۰ همچنان مورد استفاده قرار گرفتند.
نیروی دریایی ایالات متحده نیز تا حدودی به این مشکل فکر کرده بود، زمانی که نیروی دریایی ایالات متحده در سال ۱۹۳۹ شروع به تسلیح مجدد در بسیاری از کشتی‌ها کرد، مسلسل کوتاه برد اولیه مسلسل کالیبر M2 0.50 بود. در حالی که در جنگنده‌های ۳۰۰ تا ۴۰۰ یارد مؤثر است، این برد نقطه خالی در برد ضدهوایی نیروی دریایی است. تولید اورلیکن ۲۰ میلی‌متری سوئیس برای محافظت از بریتانیایی‌ها شروع شده بود و این در ازای مسلسل‌های M2 اتخاذ شد. در بازه زمانی دسامبر ۱۹۴۱ تا ژانویه ۱۹۴۲، تولید نه تنها تمام نیازهای بریتانیا را پوشش داد، بلکه اجازه داد ۸۱۲ واحد در واقع به نیروی دریایی ایالات متحده تحویل داده شود. تا پایان سال ۱۹۴۲، ۲۰ میلی‌متری ۴۲ درصد از کل هواپیماهای نابود شده توسط کشتی AA نیروی دریایی ایالات متحده را تشکیل می‌داد. با این حال، هیئت پادشاهی اشاره کرده بود که تعادل به سمت اسلحه‌های بزرگتر مورد استفاده ناوگان تغییر می‌کند. نیروی دریایی ایالات متحده قصد داشت از پوم-پوم بریتانیا استفاده کند، با این حال، این سلاح به استفاده از کوردیت نیاز داشت که BuOrd آن را برای خدمات ایالات متحده قابل اعتراض دانست. تحقیقات بیشتر نشان داد که پودرهای ایالات متحده در Pom-Pom کار نمی‌کنند. اداره مهمات به خوبی از تفنگ ۴۰ میلی‌متری بوفورس آگاه بود. شرکت York Safe and Lock در حال مذاکره با Bofors برای دستیابی به حقوق نسخه هوا خنک این سلاح بود. در همان زمان، هنری هاوارد، مهندس و تاجر از آن آگاه شد و با RAMD WR Furlong رئیس اداره مهمات تماس گرفت. او دستور داد تا سیستم تسلیحاتی Bofors مورد بررسی قرار گیرد. York Safe و Lock به عنوان عامل قرارداد استفاده می‌شود. این سیستم باید هم برای سیستم اندازه‌گیری انگلیسی و هم برای تولید انبوه دوباره طراحی می‌شد، زیرا اسناد اصلی توصیه می‌کردند که براده‌دهی و سوراخ‌کاری با دست را شکل دهند. در اوایل سال ۱۹۲۸ نیروی دریایی ایالات متحده نیاز به جایگزینی مسلسل کالیبر ۵۰ را با چیزی سنگین تر دید. ۱٫۱ اینچ/75 (28 mm) Mark ۱ طراحی شد. قرار گرفتن در پایه‌های چهارگانه با سرعت آتش ۵۰۰ دور در دقیقه، مطابق با الزامات است. با این حال، اسلحه از مشکلات دندان درآوردن رنج می‌برد و مستعد گیر کردن بود. در حالی که می‌توانست این مشکل را حل کند، وزن سیستم برابر با چهارپایه Bofors 40 میلی‌متری بود در حالی که فاقد برد و قدرتی بود که Bofors ارائه می‌کرد. این اسلحه تا پایان جنگ به کشتی‌های کوچک‌تر و کمتر حیاتی منتقل شد. تفنگ دریایی ۵ اینچی/کالیبر ۳۸ مجموعه AA نیروی دریایی ایالات متحده را دور زد. یک پایه دو منظوره، در هر دو نقش سطحی و AA با موفقیت زیادی استفاده شد.
جفت شدن با کارگردان Mark 37 و فیوز مجاورتی که می‌تواند به‌طور معمول پهپادها را تا برد ۱۳۰۰۰ یارد از آسمان به بیرون پرتاب کند.

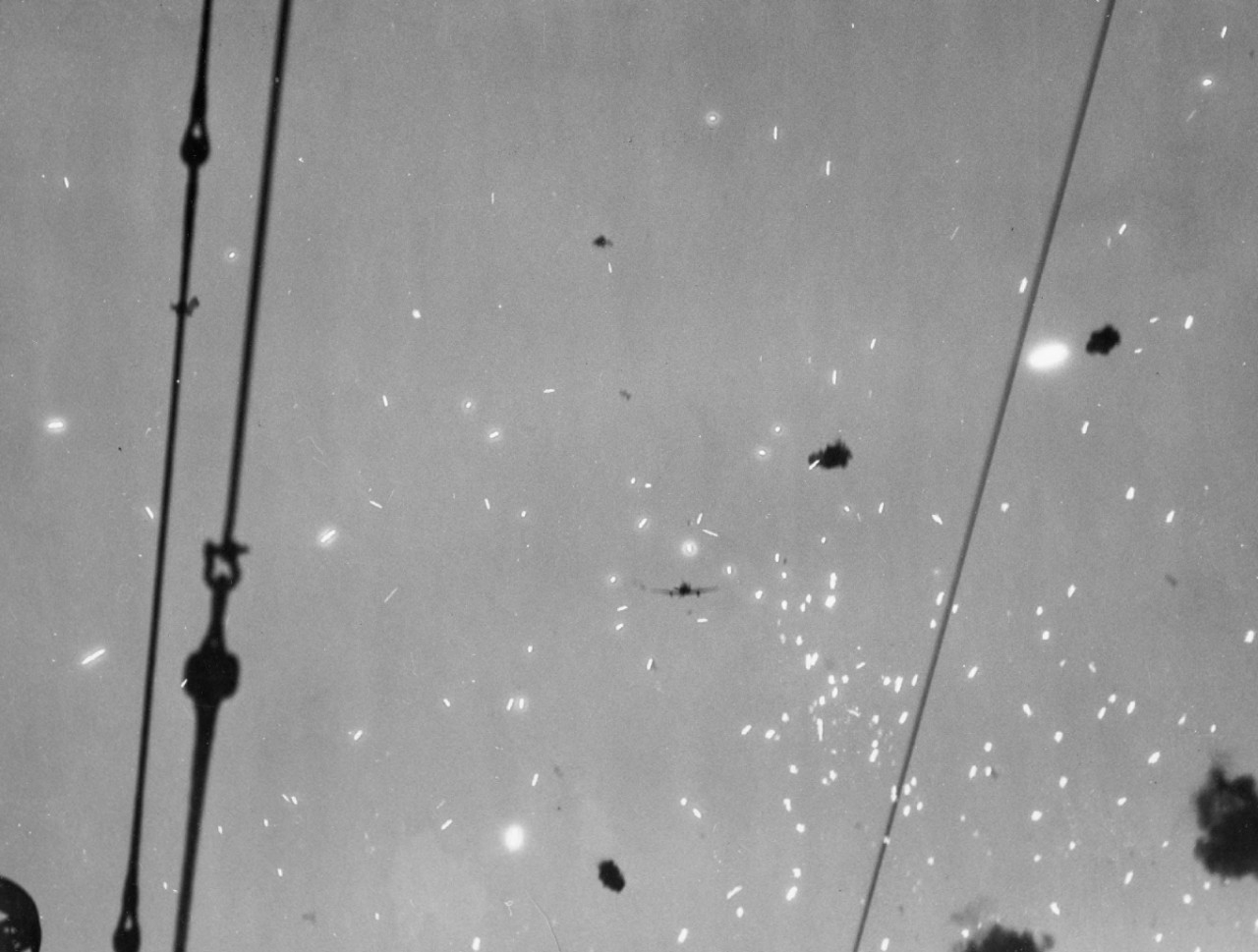
آتش ۵ اینچی، ۴۰ میلی‌متری و ۲۰ میلی‌متری به کارگردانی USS New Mexico در Kamikaze، نبرد اوکیناوا، ۱۹۴۵.

یک اسلحه نیمه اتوماتیک دوگانه ۳ اینچ/50 MK ۲۲ تولید شد اما قبل از پایان جنگ مورد استفاده قرار نگرفت و بنابراین خارج از محدوده این مقاله است. با این حال علائم اولیه ۳ اینچ/۵۰ در اسکورت‌های ناوشکن و کشتی‌های تجاری به کار گرفته شد. اسلحه‌های کالیبر ۳ اینچ/۵۰ (مارک‌های ۱۰، ۱۷، ۱۸ و ۲۰) برای اولین بار در سال ۱۹۱۵ به عنوان یک بازسازی برای یوا Texas (BB-35) وارد خدمت شدند.یوا Texas (BB-35) و متعاقباً بر روی بسیاری از انواع کشتی‌ها سوار شدند زیرا نیاز به حفاظت ضدهوایی تشخیص داده شد. در طول جنگ جهانی دوم، آنها سلاح اصلی اسلحه برای اسکورت ناوشکن، ناوچه‌های گشتی، تعقیب کننده‌های زیردریایی، مین روب‌ها، برخی از زیردریایی‌های ناوگان و سایر کشتی‌های کمکی بودند و به عنوان یک باتری دو منظوره ثانویه در برخی از انواع دیگر کشتی‌ها از جمله استفاده می‌شدند. چند کشتی جنگی قدیمی آنها همچنین اسلحه‌های اصلی با زاویه پایین ۴ اینچ / 50 (Mark ۹) را در کلاس  Wickes و Clemson جایگزین کردند. ناوشکن‌ها برای محافظت بهتر ضدهوایی. این تفنگ همچنین در تبدیل ناوشکن‌های تخصصی استفاده شد. تبدیل مناقصه هواپیمای دریایی "AVD" دو اسلحه دریافت کرد. ترابری پرسرعت "APD"، لایه‌های مین " DM " و تبدیل مین روب "DMS" سه تفنگ دریافت کردند و آنهایی که طبقه‌بندی ناوشکن را حفظ کردند، شش اسلحه دریافت کردند.

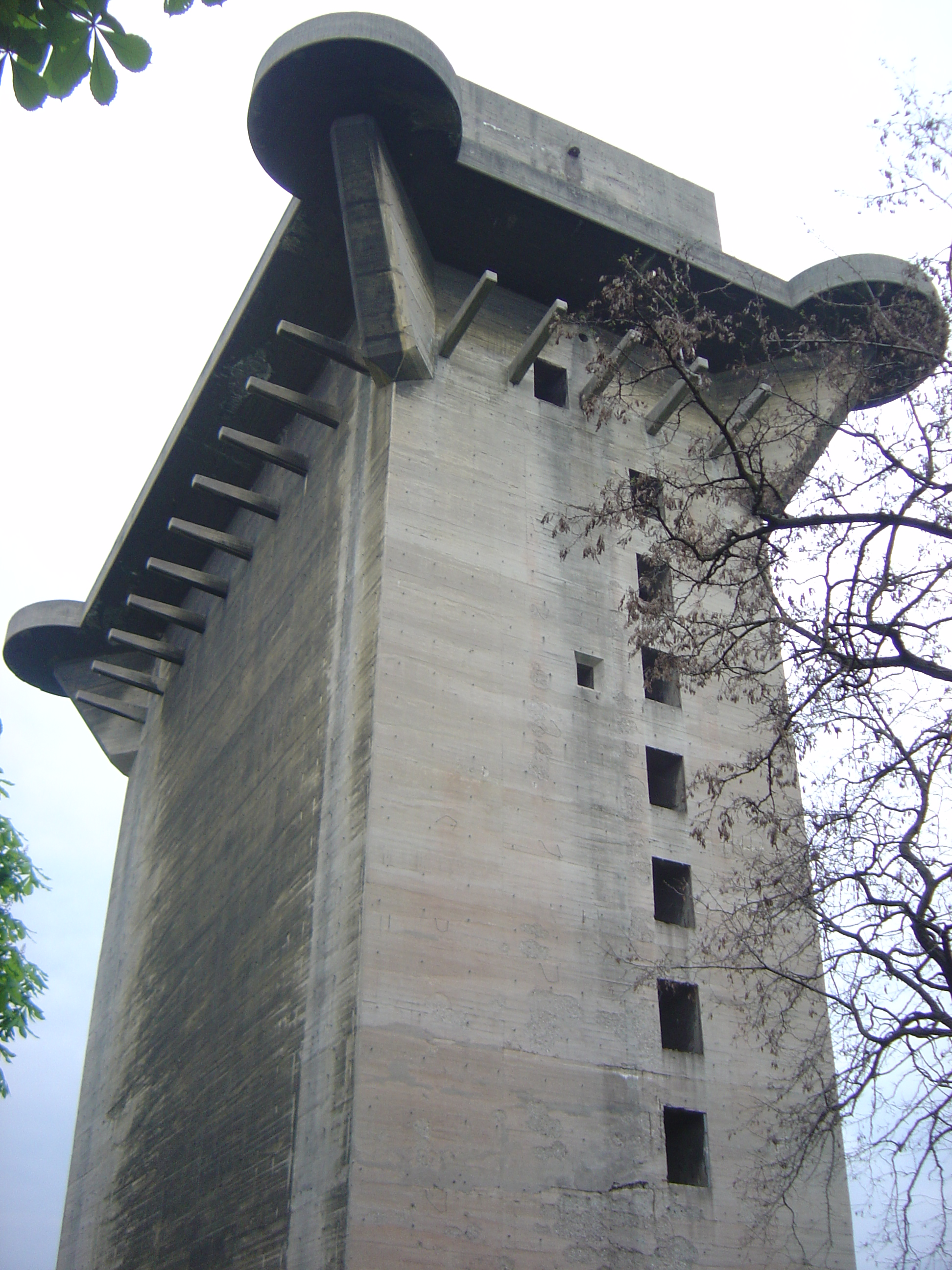
یکی از شش برج فلک ساخته شده در طول جنگ جهانی دوم در وین.

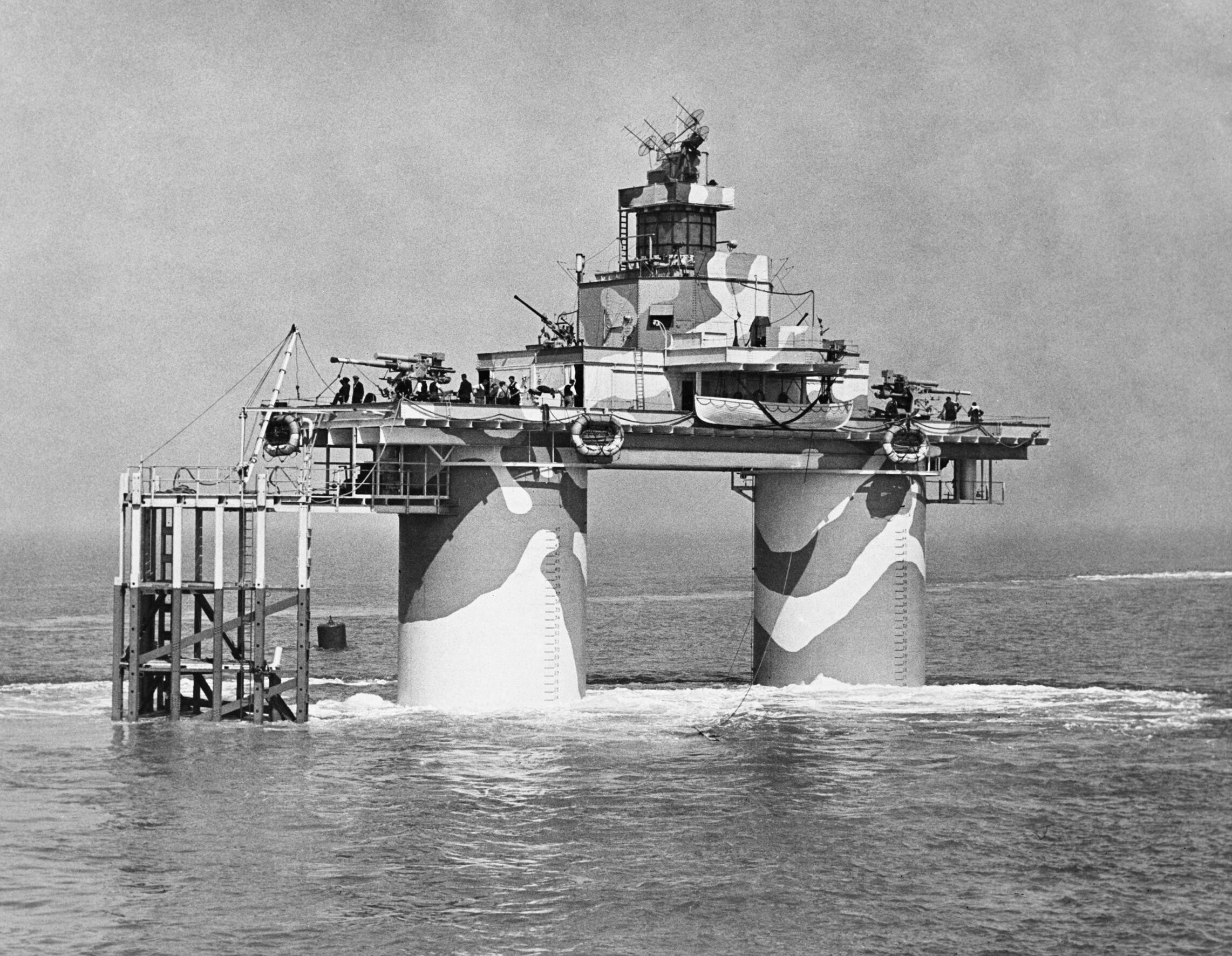
قلعه ماونسل جنگ جهانی دوم بریتانیایی دریای شمال.

آلمانی‌ها ساختمان‌های بتن آرمه عظیمی را ساختند که برخی از آنها به ارتفاع بیش از شش طبقه، که به نام برج‌های فلک Hochbunker " High Bunkers " یا "Flakturme " شناخته می‌شدند و توپخانه‌های ضدهوایی را روی آنها قرار دادند. آن‌هایی که در شهرهایی که توسط نیروهای زمینی متفقین مورد حمله قرار می‌گرفتند به قلعه تبدیل شدند. چندین ساختمان در برلین از آخرین ساختمان‌هایی بودند که در نبرد برلین در سال ۱۹۴۵ به دست شوروی افتاد. بریتانیایی‌ها سازه‌هایی مانند قلعه‌های ماونسل در دریای شمال، رودخانه تیمز و سایر مناطق جزر و مدی ساختند که اسلحه‌ها را بر اساس آن‌ها بنا کردند. پس از جنگ بیشتر آنها به پوسیدگی رها شدند. برخی از آنها خارج از آب‌های سرزمینی بودند و در دهه ۱۹۶۰ زندگی دوم را به عنوان سکوی ایستگاه‌های رادیویی دزدان دریایی داشتند، در حالی که دیگری به پایگاه یک کشور کوچک تبدیل شد، شاهزاده سی لند .

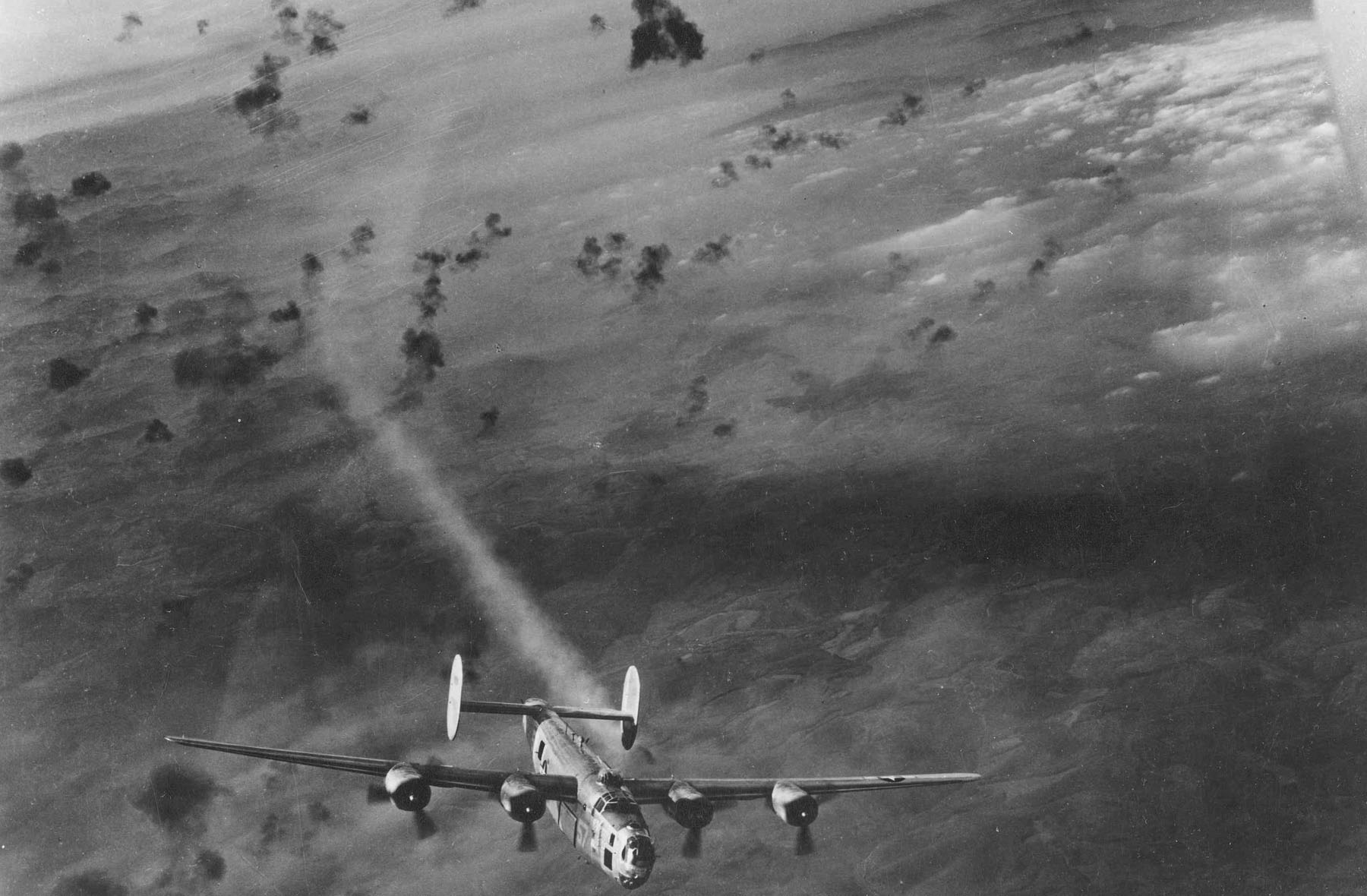
یک بمب افکن B-24 USAAF از ابری از پوسته با شماره خود بیرون می‌آید. دود موتور ۲.

برخی از کشورها تحقیقات موشکی را قبل از جنگ جهانی دوم آغاز کردند، از جمله برای استفاده ضدهوایی. تحقیقات بیشتر در طول جنگ آغاز شد. اولین گام، سامانه‌های موشکی هدایت‌نشده مانند RP و ۳ اینچی بریتانیایی بود که به تعداد زیاد از باتری‌های Z شلیک می‌شد و همچنین بر روی کشتی‌های جنگی نصب می‌شد. گمان می‌رود شلیک یکی از این وسایل در طی یک حمله هوایی باعث فاجعه بتنال گرین در سال ۱۹۴۳ شده باشد. در مواجهه با تهدید حملات کامیکازه ژاپنی، بریتانیا و ایالات متحده راکت‌های زمین به هوا مانند British Stooge یا Lark آمریکایی را به عنوان اقدامات متقابل توسعه دادند، اما هیچ‌یک از آنها در پایان جنگ آماده نبودند. تحقیقات موشکی آلمانی‌ها پیشرفته‌ترین تحقیقات جنگ بود زیرا آلمانی‌ها تلاش قابل توجهی در تحقیق و توسعه سیستم‌های موشکی برای همه اهداف انجام دادند. در میان آنها چندین سیستم هدایت شده و غیر هدایت شونده وجود داشت. سیستم‌های هدایت نشده شامل Fliegerfaust (به معنای واقعی کلمه "مشت هواپیما") به عنوان اولین MANPADS بود. سیستم‌های هدایت شونده چندین موشک پیچیده رادیویی، سیمی یا راداری هدایت شونده مانند موشک Wasserfall ("آبشار") بودند. به دلیل شرایط جنگی سخت برای آلمان، همه این سیستم‌ها فقط در تعداد کمی تولید می‌شدند و بیشتر آنها فقط توسط واحدهای آموزشی یا آزمایشی استفاده می‌شدند.

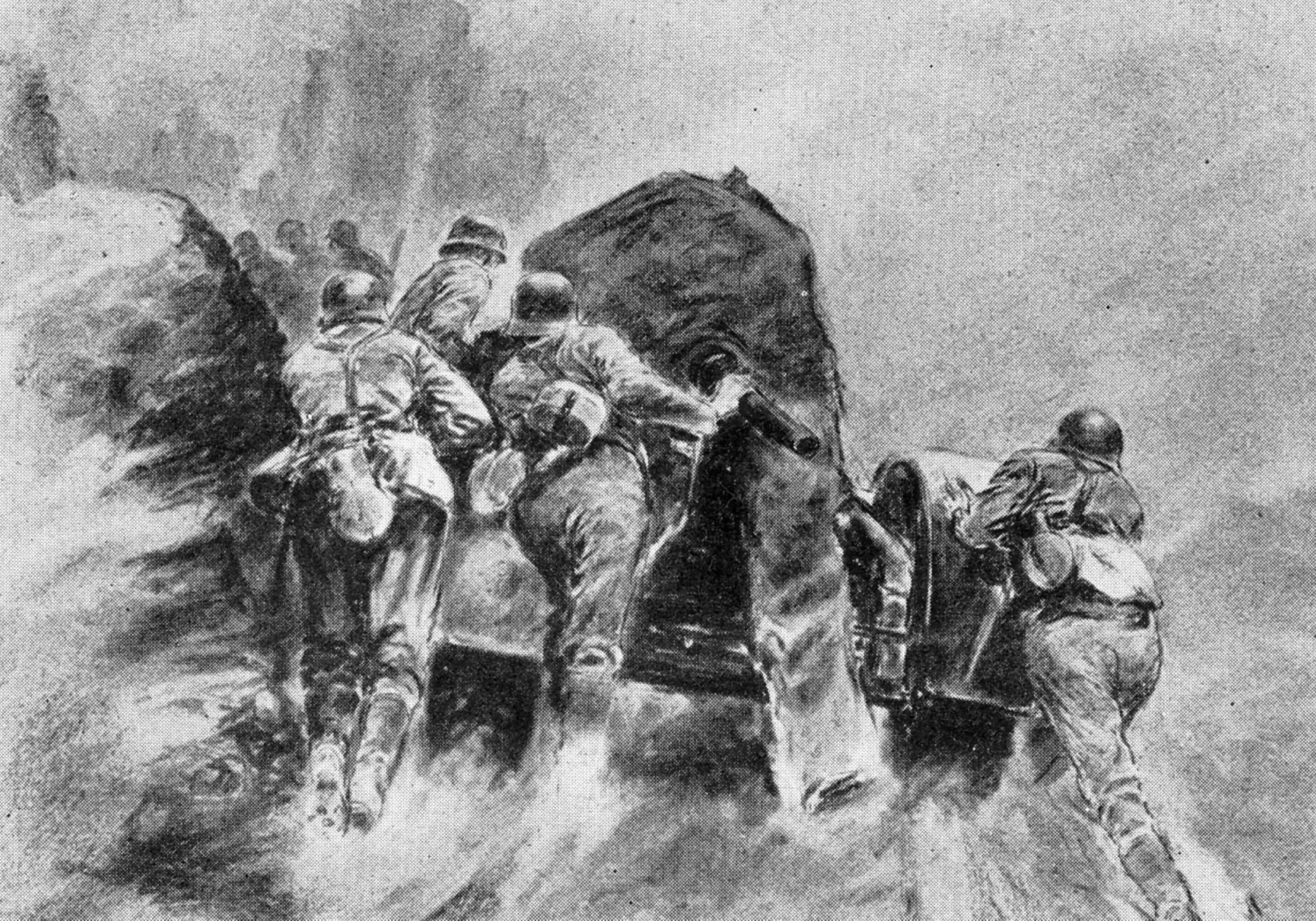
فلاک در بالکان، ۱۹۴۲ (نقاشی توسط هلموت الگارد).

یکی دیگر از جنبه‌های دفاع ضدهوایی استفاده از بالون‌های رگبار برای عمل به عنوان مانع فیزیکی در ابتدا برای بمباران هواپیماها بر فراز شهرها و سپس برای هواپیماهای حمله زمینی بر فراز ناوگان تهاجم نرماندی بود. بالون، یک بادکنک ساده که به زمین بسته شده بود، به دو صورت کار می‌کرد. اولاً، آن و کابل فولادی برای هر هواپیمایی که قصد پرواز در میان آنها را داشت، خطری بود. ثانیاً برای دوری از بالن‌ها، بمب افکن‌ها باید در ارتفاع بالاتری پرواز می‌کردند که برای تفنگ‌ها مطلوب تر بود. بالون‌های رگبار از نظر کاربرد محدود بودند و کمترین موفقیت را در سرنگون کردن هواپیما داشتند، زیرا عمدتاً دفاع غیر متحرک و غیرعامل بودند.
پیشرفته‌ترین فن آوری‌های متحدان توسط دفاع ضدهوایی در برابر موشک‌های کروز V-1 آلمان به نمایش گذاشته شد (V مخفف V ergeltungswaffe، "سلاح تلافی جویانه"). گردان‌های ۴۱۹ و ۶۰۱ ضدهوایی ارتش ایالات متحده ابتدا برای دفاع از لندن به سواحل فولکستون-دوور اختصاص یافتند و سپس به بلژیک منتقل شدند تا بخشی از پروژه "Antwerp X" باشند که توسط Le Grand Veneur شده بود. در Keerbergen. با آزادسازی آنتورپ، این شهر بندری بلافاصله به بالاترین هدف تبدیل شد و بیشترین تعداد موشک V-1 و V-2 را در بین شهرهای دیگر دریافت کرد. کوچک‌ترین واحد تاکتیکی عملیات یک باتری اسلحه متشکل از چهار ۹۰ بود تفنگ‌های میلی‌متری شلیک گلوله‌های مجهز به فیوز مجاورتی رادیویی. اهداف ورودی توسط رادار SCR-584 که در آزمایشگاه راد MIT توسعه یافته بود به دست آمد و به‌طور خودکار ردیابی شد. خروجی رادار اسلحه‌گذار به M9 Gun Director داده شد، یک کامپیوتر آنالوگ الکترونیکی که در آزمایشگاه‌های بل برای محاسبه اصلاحات سرب و ارتفاع برای اسلحه‌ها توسعه یافته‌است. با کمک این سه فناوری، نزدیک به ۹۰ درصد موشک‌های V-1 در مسیر منطقه دفاعی اطراف بندر منهدم شد.

### پس از جنگ

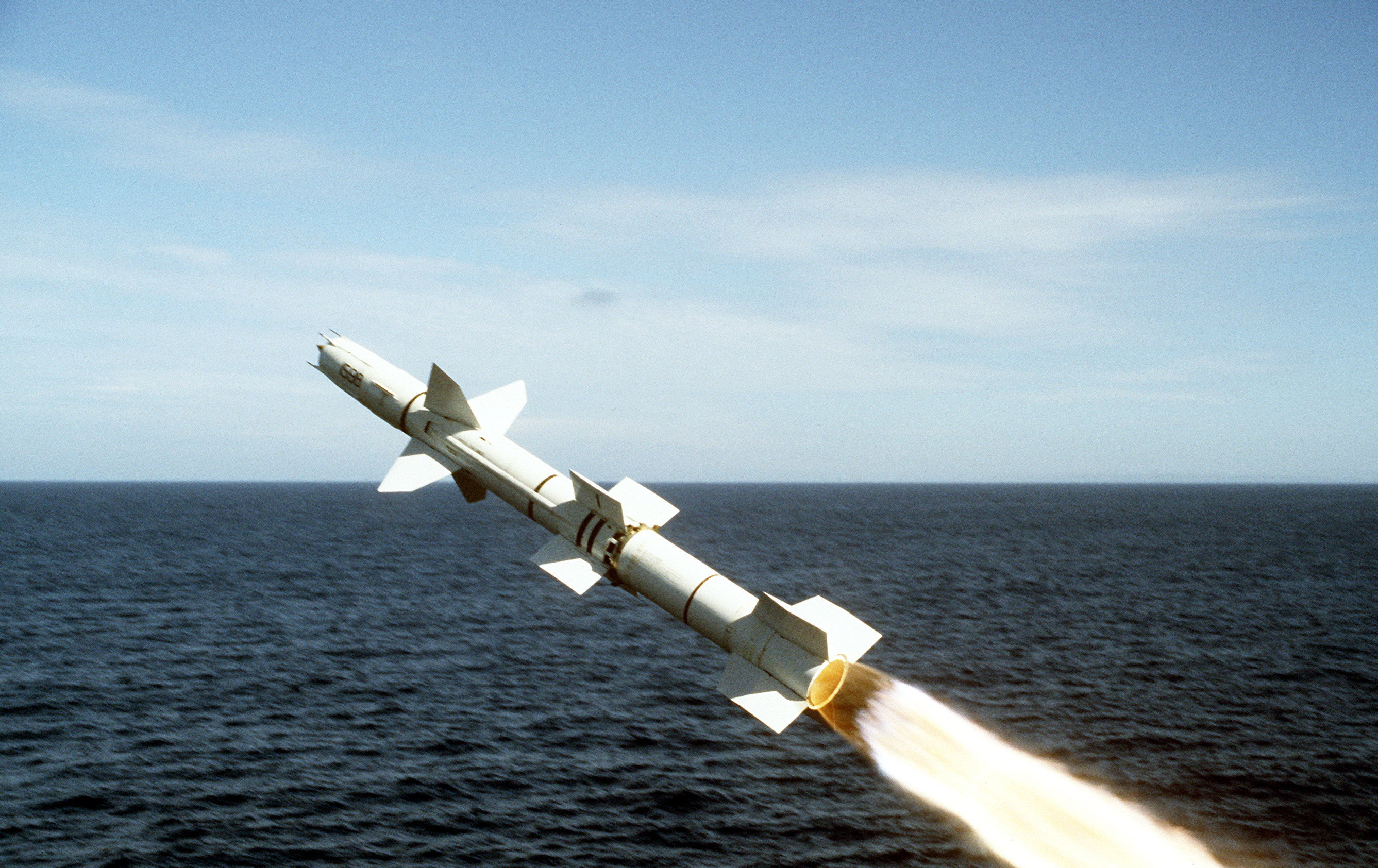
موشک ضدهوایی تالوس متعلق به دهه ۱۹۷۰ که از یک رزمناو شلیک شد

تجزیه و تحلیل پس از جنگ نشان داد که حتی با وجود جدیدترین سیستم‌های ضدهوایی که توسط هر دو طرف استفاده می‌شود، اکثریت قریب به اتفاق بمب افکن‌ها در حدود ۹۰ درصد با موفقیت به اهداف خود می‌رسند. در حالی که این ارقام در طول جنگ نامطلوب بودند، ظهور بمب هسته ای به‌طور قابل توجهی مقبولیت رسیدن حتی یک بمب افکن به هدف را تغییر داد.
تحولات در طول جنگ جهانی دوم برای مدت کوتاهی در دوره پس از جنگ نیز ادامه یافت. به ویژه ارتش ایالات متحده یک شبکه دفاع هوایی عظیم را در اطراف شهرهای بزرگتر خود بر اساس رادار ۹۰ راه اندازی کرد. میلی‌متر و ۱۲۰ اسلحه‌های میلی‌متری تلاش‌های ایالات متحده در دهه ۱۹۵۰ با ۷۵ ادامه یافت mm Skysweeper سیستم، یک سیستم تقریباً کاملاً خودکار شامل رادار، رایانه، برق و تفنگ بارگیری خودکار روی یک پلت فرم تک نیرو. Skysweeper همه اسلحه‌های کوچکتر را که در زمان استفاده در ارتش استفاده می‌شد جایگزین کرد، به ویژه ۴۰ میلی‌متر بوفورس. در سال ۱۹۵۵، ارتش ایالات متحده، Bofors 40 میلی‌متری را به دلیل کاهش توانایی آن در سرنگونی هواپیماهای جت منسوخ تلقی کرد و به توسعه SAM با نایک آژاکس و RSD-58 روی آورد. در اروپا فرماندهی متفقین ناتو اروپا یک سیستم دفاع هوایی یکپارچه به نام محیط زمینی دفاع هوایی ناتو (NADGE) توسعه داد که بعداً به سیستم یکپارچه دفاع هوایی ناتو تبدیل شد.
معرفی موشک هدایت شونده منجر به تغییر قابل توجهی در استراتژی ضدهوایی شد. اگرچه آلمان از معرفی سیستم‌های موشکی ضدهوایی ناامید بود، اما هیچ‌کدام در طول جنگ جهانی دوم عملیاتی نشدند. با این حال، پس از چندین سال توسعه پس از جنگ، این سیستم‌ها شروع به تبدیل شدن به سلاح‌های قابل دوام کردند. ایالات متحده ارتقاء دفاعی خود را با استفاده از موشک نایک آژاکس آغاز کرد و به زودی توپ‌های ضدهوایی بزرگتر ناپدید شدند. همین اتفاق در اتحاد جماهیر شوروی پس از معرفی سیستم‌های راهنمای SA-2 آنها رخ داد.

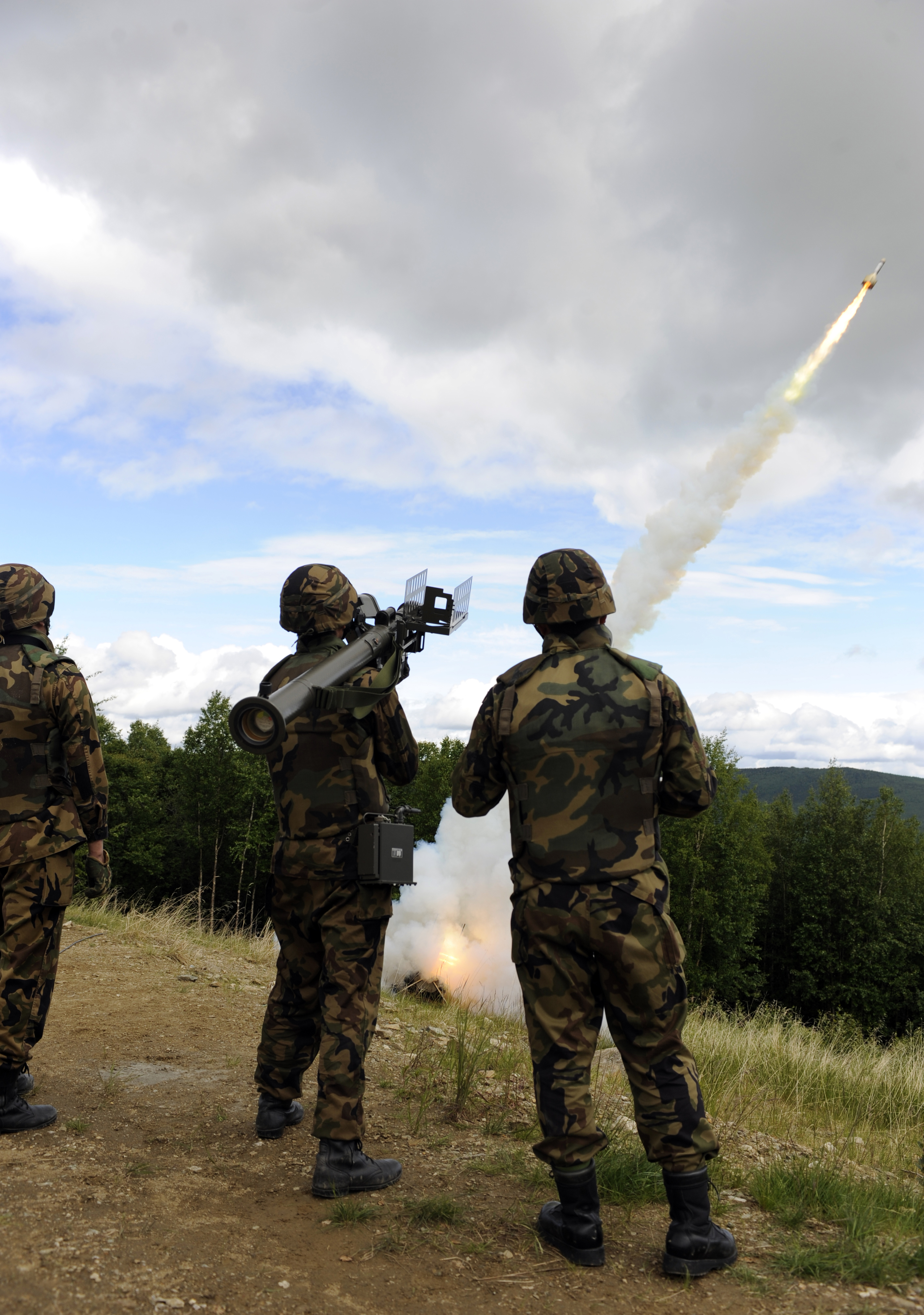
یک تیم آتش سه نفره JASDF با استفاده از یک هدف موشکی با یک نوع آموزشی از نوع 91 Kai MANPADS در طی تمرینی در پایگاه نیروی هوایی Eielson، آلاسکا به عنوان بخشی از Red Flag - Alaska تمرین می‌کند.

همان‌طور که این روند ادامه یافت، موشک خود را برای نقش‌هایی که قبلاً توسط تفنگ‌ها انجام می‌شد استفاده می‌کرد. اولین سلاح‌های بزرگ بودند که با سیستم‌های موشکی به همان اندازه بزرگ با کارایی بسیار بالاتر جایگزین شدند. موشک‌های کوچک‌تر به زودی دنبال شدند و در نهایت به اندازه‌ای کوچک شدند که بر روی خودروهای زرهی و شاسی تانک‌ها نصب شوند. این سیستم‌ها در دهه ۱۹۶۰ شروع به جایگزینی یا حداقل جایگزینی سیستم‌های مشابه مبتنی بر تفنگ SPAAG کردند و تا دهه ۱۹۹۰ تقریباً همه این سیستم‌ها را در ارتش‌های مدرن جایگزین کردند. موشک‌های قابل حمل انسان، MANPADS که امروزه شناخته می‌شوند، در دهه ۱۹۶۰ معرفی شدند و حتی کوچک‌ترین اسلحه‌ها را در اکثر ارتش‌های پیشرفته جایگزین یا جایگزین کرده‌اند.
در جنگ فالکلند در سال ۱۹۸۲، نیروهای مسلح آرژانتین جدیدترین تسلیحات اروپای غربی از جمله توپ دوقلوی ۳۵ میلی‌متری Oerlikon GDF-002 و SAM Roland را به کار گرفتند. سیستم موشکی راپیر، سیستم اصلی GBAD بود که هم توسط توپخانه بریتانیا و هم هنگ RAF استفاده می‌شد، چند FIM-92 Stinger کاملاً جدید توسط نیروهای ویژه بریتانیا استفاده می‌شد. هر دو طرف از موشک Blowpipe نیز استفاده کردند. موشک‌های دریایی بریتانیایی مورد استفاده شامل Sea Dart و سامانه‌های قدیمی‌تر Sea Slug با برد بلندتر، Sea Cat و سامانه‌های جدید Sea Wolf برد کوتاه بودند. مسلسل‌ها در پایه‌های AA هم در خشکی و هم در شناور استفاده می‌شدند.
در طول جنگ اوستیای جنوبی در سال ۲۰۰۸، نیروی هوایی با سیستم‌های قدرتمند SAM مانند Buk-M1 در دهه ۱۹۸۰ مواجه شد.
در فوریه ۲۰۱۸، یک جنگنده اف-۱۶ اسرائیلی پس از حمله به یک هدف ایرانی در سوریه در استان اشغالی جولان سرنگون شد. در سال ۲۰۰۶، اسرائیل یک هلیکوپتر را نیز بر فراز لبنان از دست داد که با موشک حزب‌الله سرنگون شد.

## سیستم‌های جنگی AA

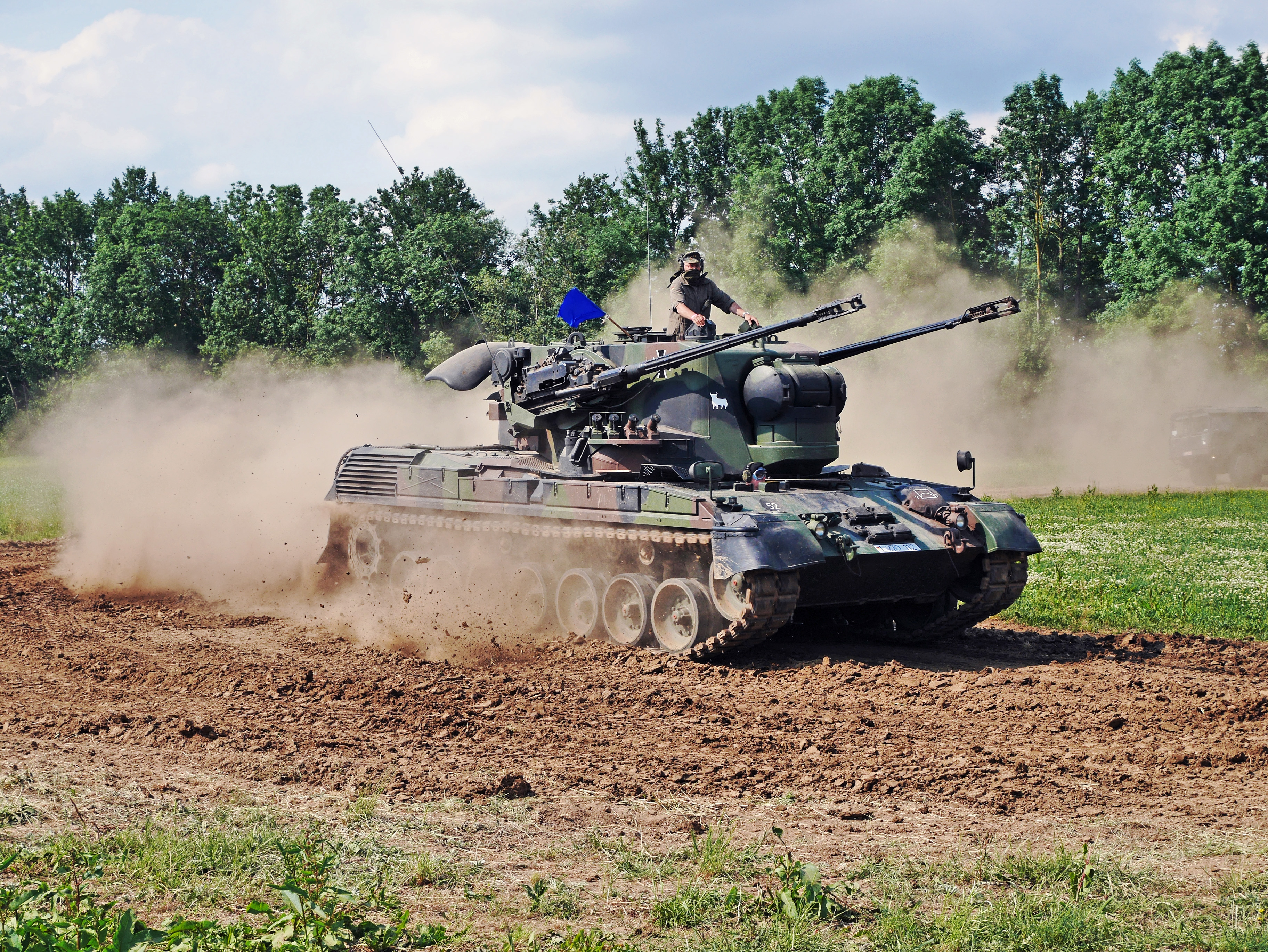
Gepard در حال حرکت در روز نظامی ۲۰۱۵ در اوفنهایم. Gepard یک تفنگ ضدهوایی خودکششی آلمانی است که در تمام شرایط آب و هوایی قادر است.

اگرچه سلاح‌های گرم مورد استفاده توسط پیاده‌نظام، به ویژه مسلسل‌ها، می‌توانند برای درگیری با اهداف هوایی در ارتفاع پایین مورد استفاده قرار گیرند، اما در مواردی با موفقیت قابل توجهی، کارایی آنها به‌طور کلی محدود است و چشمک‌های پوزه موقعیت‌های پیاده‌نظام را نشان می‌دهد. سرعت و ارتفاع هواپیماهای جت مدرن فرصت‌های هدف را محدود می‌کند و سیستم‌های حیاتی ممکن است در هواپیماهایی که برای نقش حمله زمینی طراحی شده‌اند زره پوش شوند. انطباق‌های اتوکان استاندارد، که در اصل برای استفاده هوا به زمین در نظر گرفته شده بود، و سیستم‌های توپخانه سنگین‌تر معمولاً برای اکثر توپخانه‌های ضدهوایی استفاده می‌شد، که از قطعات استاندارد روی پایه‌های جدید شروع می‌شد و به تفنگ‌هایی با طراحی ویژه با عملکرد بسیار بالاتر قبل از جنگ جهانی دوم.
گلوله‌های شلیک شده توسط این سلاح‌ها معمولاً با انواع مختلف فیوز (بارومتریک، تأخیر زمانی یا مجاورت) برای منفجر شدن در نزدیکی هدف هوابرد و رها شدن بارانی از قطعات فلزی سریع نصب می‌شوند. برای کار با برد کوتاه‌تر، به سلاح سبک‌تر با سرعت شلیک بالاتر نیاز است تا احتمال اصابت به یک هدف سریع هوابرد افزایش یابد. اسلحه بین ۲۰ میلی‌متر و ۴۰ در این نقش از کالیبر میلی‌متری استفاده شده‌است. سلاح‌های کوچکتر، معمولاً کالیبر ۵۰ یا حتی ۸ در کوچک‌ترین پایه‌ها از تفنگ‌های کالیبر میلی‌متری استفاده شده‌است.
برخلاف اسلحه‌های سنگین‌تر، این سلاح‌های کوچک‌تر به دلیل هزینه کم و توانایی در تعقیب سریع هدف، کاربرد گسترده‌ای دارند. نمونه‌های کلاسیک توپ‌های خودکار و تفنگ‌های کالیبر بزرگ 40 هستند خودکار میلی‌متری طراحی شده توسط Bofors و 8.8 cm FlaK ۱۸, ۳۶ تفنگ طراحی شده توسط Krupp. تسلیحات توپخانه ای از این نوع در اکثر موارد با سیستم‌های موشکی مؤثر زمین به هوا که در دهه ۱۹۵۰ معرفی شدند جایگزین شده‌اند، اگرچه هنوز در بسیاری از کشورها نگهداری می‌شوند. توسعه موشک‌های زمین به هوا در آلمان نازی در اواخر جنگ جهانی دوم با موشک‌هایی مانند Wasserfall آغاز شد، اگرچه هیچ سیستم کاری قبل از پایان جنگ مستقر نشده بود و نشان دهنده تلاش‌های جدیدی برای افزایش کارایی سیستم‌های ضدهوایی بود. با تهدید فزاینده بمب افکن‌ها مواجه شد. SAMهای زمینی را می‌توان از تأسیسات ثابت یا پرتابگرهای متحرک، اعم از چرخدار یا ردیابی، مستقر کرد. وسایل نقلیه ردیابی معمولاً خودروهای زرهی هستند که به‌طور خاص برای حمل SAM طراحی شده‌اند.
SAMهای بزرگتر ممکن است در پرتابگرهای ثابت مستقر شوند، اما می‌توانند به دلخواه بکسل یا دوباره مستقر شوند. SAMهایی که توسط افراد راه اندازی می‌شوند در ایالات متحده به عنوان سیستم‌های دفاعی قابل حمل A ir D ( MANPADS) شناخته می‌شوند. منپدهای اتحاد جماهیر شوروی سابق به سرتاسر جهان صادر شده‌اند و می‌توانند توسط بسیاری از نیروهای مسلح مورد استفاده قرار گیرند. اهداف برای SAMهای غیر ManPAD معمولاً توسط رادار جستجوی هوایی به‌دست می‌آیند، سپس قبل از/در حالی که یک SAM «قفل شده» است و سپس شلیک می‌شود، ردیابی می‌شوند. اهداف بالقوه، اگر هواپیماهای نظامی باشند، قبل از درگیری به عنوان دوست یا دشمن شناسایی می شوند. پیشرفت‌ها در جدیدترین و نسبتاً ارزان‌ترین موشک‌های کوتاه‌برد، جایگزین توپ‌های خودکار در این نقش شده‌اند.

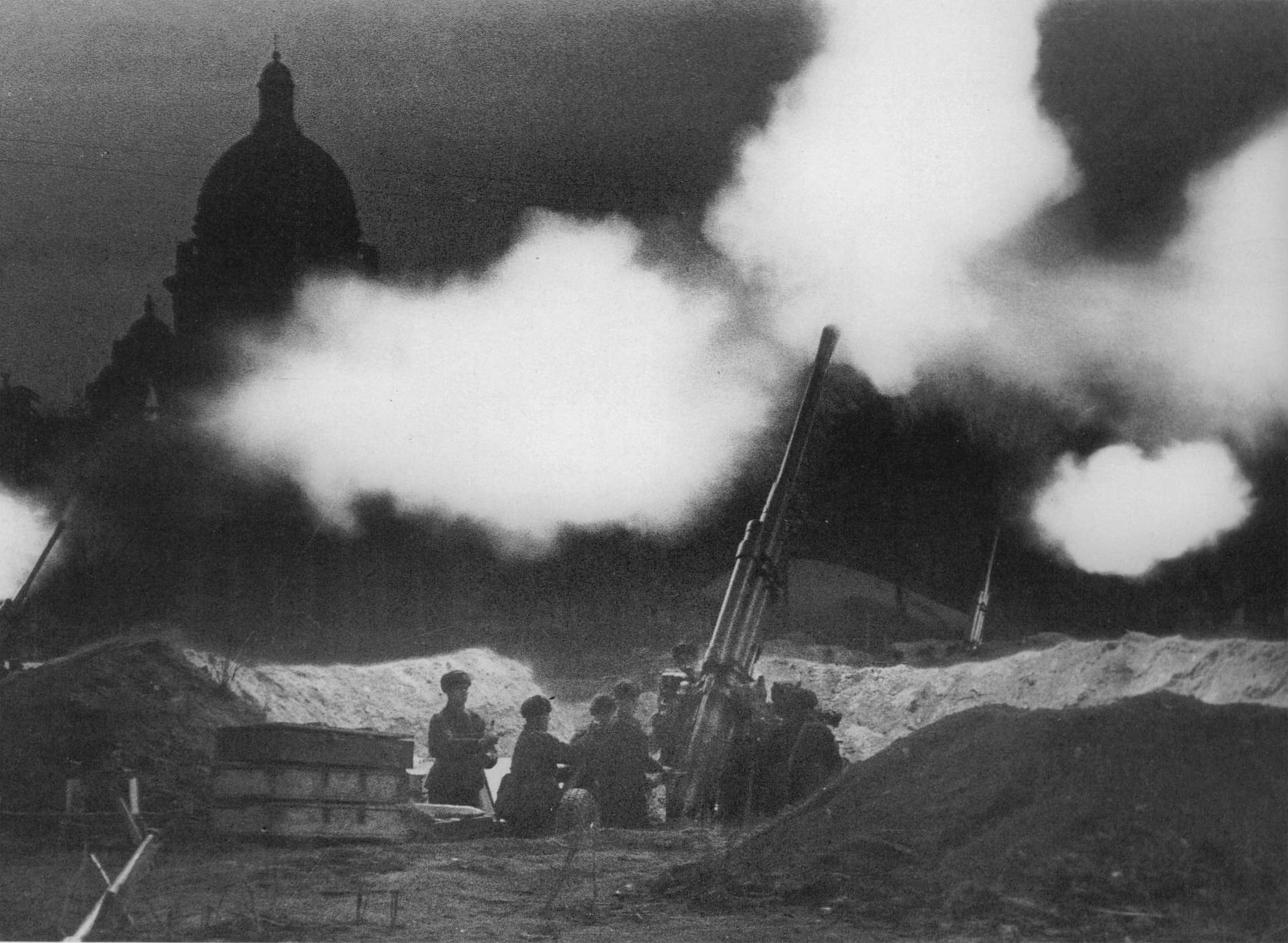
اسلحه‌های ضدهوایی ۸۵ میلی‌متری شوروی که در همسایگی کلیسای جامع سنت اسحاق در طی محاصره لنینگراد (پتروگراد سابق که اکنون سنت پترزبورگ نامیده می‌شود) در سال ۱۹۴۱ مستقر شدند.

هواپیمای رهگیر (یا به سادگی رهگیر) نوعی هواپیمای جنگنده است که به‌طور خاص برای رهگیری و انهدام هواپیماهای دشمن، به ویژه بمب‌افکن‌ها، معمولاً با تکیه بر قابلیت‌های سرعت و ارتفاع بالا طراحی شده‌است. تعدادی از جت‌های رهگیر مانند F-102 Delta Dagger، F-106 Delta Dart و MiG-25 در دوره ای ساخته شدند که پس از پایان جنگ جهانی دوم شروع شد و در اواخر دهه ۱۹۶۰ به پایان رسید. به دلیل تغییر نقش بمباران استراتژیک به ICBMها اهمیت دارد. همیشه این نوع هواپیماهای جنگنده با سرعت‌های بالاتر و بردهای عملیاتی کوتاه‌تر و همچنین کاهش بسیار محموله مهمات از دیگر طراحی‌های هواپیماهای جنگنده متمایز می‌شود.
سیستم‌های رادار از امواج الکترومغناطیسی برای شناسایی برد، ارتفاع، جهت یا سرعت هواپیما و تشکل‌های آب‌وهوا برای ارائه هشدار و جهت تاکتیکی و عملیاتی، عمدتاً در طول عملیات‌های دفاعی، استفاده می‌کنند. آنها در نقش‌های عملکردی خود جستجوی هدف، شناسایی تهدید، راهنمایی، شناسایی، ناوبری، ابزار دقیق و گزارش آب و هوا را برای عملیات‌های رزمی پشتیبانی می‌کنند.

### دفاع ضد پهپاد
سیستم دفاعی ضد پهپاد (AUDS) سیستمی برای دفاع در برابر هواپیماهای بدون سرنشین نظامی است. طرح‌های مختلفی با استفاده از لیزر، تفنگ‌های توری و توری هوا به هوا، پارازیت سیگنال، و جک کردن با استفاده از هک در حین پرواز توسعه یافته‌اند. سامانه‌های دفاعی ضد پهپاد علیه پهپادهای داعش در جریان نبرد موصل (۲۰۱۶–۲۰۱۷) مستقر شده‌اند.
روش‌های جایگزین برای مقابله با پهپادها شامل استفاده از تفنگ ساچمه ای در فاصله نزدیک و برای پهپادهای کوچکتر، آموزش عقاب‌ها برای ربودن آنها از هوا است. مهم است که به خاطر داشته باشید که این فقط بر روی پهپادهای نسبتاً کوچک و مهمات پرسه زن (که «پهپادهای انتحاری» نیز نامیده می‌شود) کار می‌کند. UCAVهای بزرگتر مانند MQ-1 Predator را می‌توان مانند هواپیماهای سرنشین دار با اندازه‌ها و مشخصات پروازی مشابه سرنگون کرد (و اغلب نیز سرنگون می‌شود).

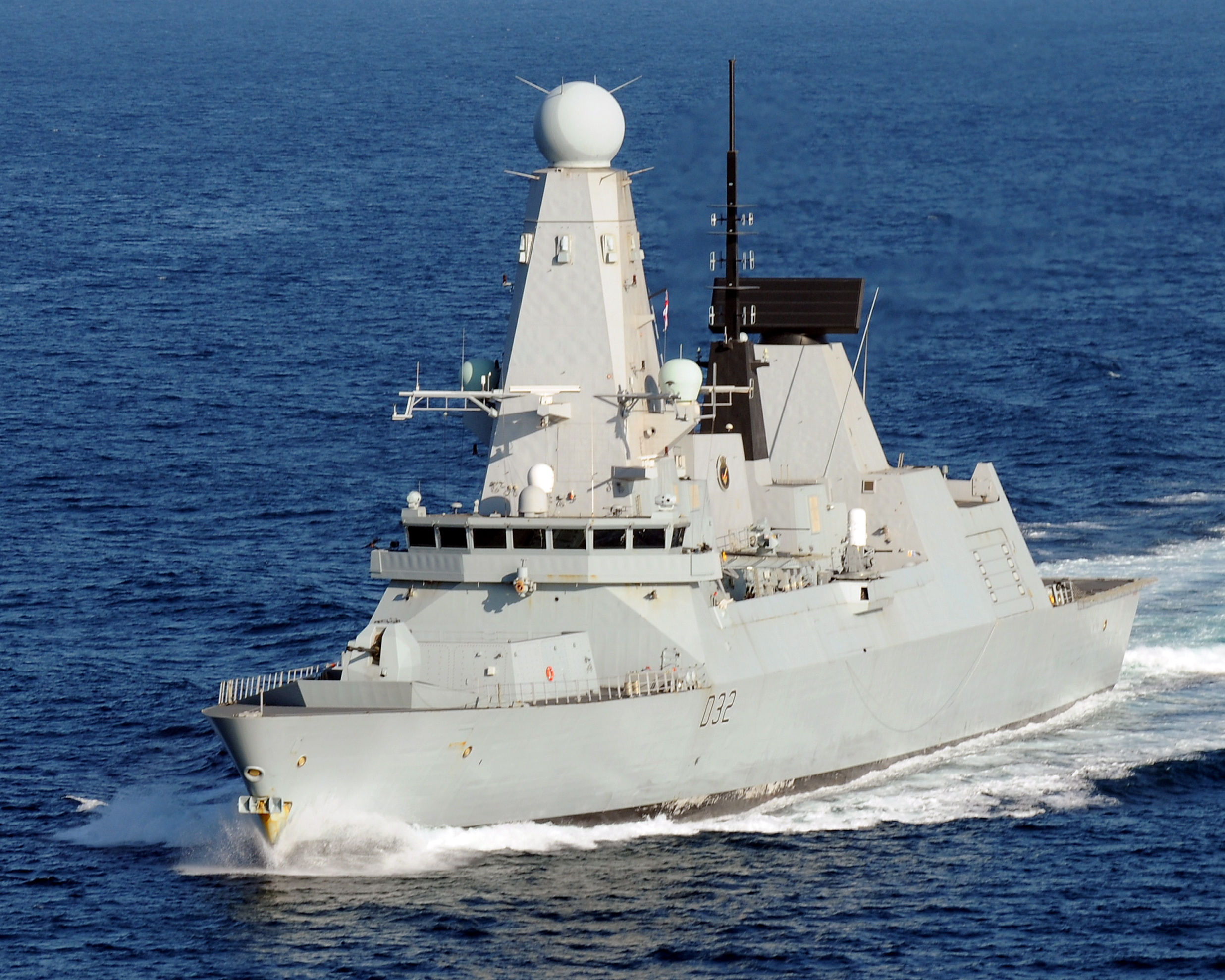
ناوشکن‌های تایپ ۴۵ نیروی دریایی سلطنتی کشتی‌های دفاع هوایی پیشرفته هستند

### تحولات آینده
اسلحه‌ها به‌طور فزاینده ای به سمت نقش‌های تخصصی سوق داده می‌شوند، مانند دروازه‌بان هلندی CIWS که از GAU-8 Avenger 30 استفاده می‌کند. تفنگ گاتلینگ هفت لول میلی‌متری برای آخرین خندق دفاع ضد موشکی و ضدهوایی. حتی این سلاح سابق خط مقدم در حال حاضر با سیستم‌های موشکی جدید جایگزین شده‌است، مانند موشک RIM-116 Rolling Airframe Missile که کوچک‌تر، سریع‌تر است و امکان تصحیح مسیر (هدایت) در اواسط پرواز را برای اطمینان از ضربه زدن فراهم می‌کند. برای پر کردن شکاف بین اسلحه و موشک، روسیه به ویژه CIWS کاشتان را تولید می‌کند که از اسلحه و موشک برای دفاع نهایی با دو ۳۰ شش لول استفاده می‌کند. mm Gsh-6-30 Gatling و ۸ موشک زمین به هوا 9M311 قابلیت‌های دفاعی آن را فراهم می‌کند.
برهم زدن این پیشرفت در سیستم‌های تمام موشکی، حرکت فعلی به سمت هواپیماهای رادارگریز است. موشک‌های دوربرد برای ارائه سرب قابل توجهی به شناسایی دوربرد وابسته هستند. طراحی‌های پنهان‌کاری محدوده‌های تشخیص برش را به قدری کاهش می‌دهند که هواپیما اغلب حتی دیده نمی‌شود، و زمانی که دیده می‌شود، اغلب برای رهگیری خیلی دیر است. سیستم‌های شناسایی و ردیابی هواپیماهای رادارگریز مشکل اصلی توسعه ضدهوایی است.
با این حال، با رشد فناوری مخفی کاری، فناوری ضد پنهانکاری نیز رشد می‌کند. گفته می‌شود رادارهای فرستنده چندگانه مانند رادارهای بی استاتیک و رادارهای فرکانس پایین قابلیت شناسایی هواپیماهای رادارگریز را دارند. اشکال پیشرفته دوربین‌های ترموگرافی مانند آن‌هایی که دارای QWIP هستند، می‌توانند هواپیمای Stealth را بدون توجه به سطح مقطع راداری (RCS) هواپیما ببینند. علاوه بر این، رادارهای جانبی، ماهواره‌های نوری پرقدرت و رادارهای اسکن آسمان، با دیافراگم بالا و حساسیت بالا مانند تلسکوپ‌های رادیویی، همگی می‌توانند موقعیت یک هواپیمای رادارگریز را تحت پارامترهای خاصی محدود کنند. جدیدترین SAMها دارای توانایی ادعایی برای شناسایی و درگیری با اهداف رادارگریز هستند، که قابل توجه‌ترین آنها اس-۴۰۰ روسی است که ادعا می‌شود می‌تواند هدف را با آرسی‌اس ۰٫۰۵ متر مربع از ۹۰ کیلومتر دورتر شناسایی کند.
یکی دیگر از سیستم‌های تسلیحاتی بالقوه برای استفاده ضدهوایی، لیزر است. اگرچه برنامه ریزان هوایی از اواخر دهه ۱۹۶۰ لیزرها را در نبرد تصور می‌کردند، اما در حال حاضر فقط مدرن‌ترین سیستم‌های لیزری به آنچه می‌توان «مفید تجربی» در نظر گرفت، رسیده‌است. به ویژه لیزر انرژی بالا تاکتیکی می‌تواند در نقش ضدهوایی و ضد موشکی استفاده شود. سیستم ALKA یک اسلحه با انرژی هدایت شده (DEW) یک سلاح الکترومغناطیسی/لیزر دوگانه ترکی است که توسط Roketsan ساخته شده‌است که گفته می‌شود برای از بین بردن یکی از پهپادهای Wing Loong II GNC استفاده می‌شود. اگر درست باشد، این اولین باری است که از یک لیزر رزمی سوار بر وسیله نقلیه برای نابودی خودروی جنگی دیگر در شرایط واقعی زمان جنگ استفاده شده‌است.
آینده تسلیحات مبتنی بر پرتابه ممکن است در ریل تفنگ پیدا شود. در حال حاضر آزمایش‌هایی روی سیستم‌هایی در حال توسعه است که می‌توانند به اندازه یک موشک تاماهاوک (موشک) آسیب وارد کنند، اما با کسری از هزینه. در فوریه ۲۰۰۸ نیروی دریایی ایالات متحده یک تفنگ ریلی را آزمایش کرد. یک گلوله را در ۵٬۶۰۰ مایل (۹٬۰۰۰ کیلومتر) شلیک کرد در ساعت با استفاده از ۱۰ مگاژول انرژی. عملکرد مورد انتظار آن بیش از ۱۳٬۰۰۰ مایل (۲۱٬۰۰۰ کیلومتر) است سرعت پوزه در ساعت، به اندازه کافی دقیق برای ضربه زدن به یک هدف ۵ متری از ۲۰۰ مایل دریایی (۳۷۰ کیلومتر) در حالی که با سرعت ۱۰ تیر در دقیقه تیراندازی می‌کنید. انتظار می‌رود در سال ۲۰۲۰ تا ۲۰۲۵ آماده شود. این سیستم‌ها، در حالی که در حال حاضر برای اهداف ثابت طراحی شده‌اند، فقط به توانایی هدف‌گیری مجدد نیاز دارند تا نسل بعدی سیستم AA شوند.

## ساختارهای نیرو
بیشتر ارتش‌های غربی و کشورهای مشترک المنافع، پدافند هوایی را صرفاً با خدمات سنتی ارتش (یعنی ارتش، نیروی دریایی و نیروی هوایی)، به عنوان یک بازوی جداگانه یا به عنوان بخشی از توپخانه، ادغام می‌کنند. به عنوان مثال، در ارتش بریتانیا، پدافند هوایی بخشی از بازوی توپخانه است، در حالی که در ارتش پاکستان، در سال ۱۹۹۰ از توپخانه جدا شد تا یک بازوی جداگانه برای خود تشکیل دهد. این برخلاف برخی از کشورهای (عمدتاً کمونیستی یا کمونیستی سابق) است که در آن‌ها نه تنها مقرراتی برای دفاع هوایی در ارتش، نیروی دریایی و نیروی هوایی وجود دارد، بلکه شاخه‌های خاصی وجود دارد که فقط به دفاع هوایی قلمرو می‌پردازند، برای مثال، PVO شوروی Strany. اتحاد جماهیر شوروی همچنین دارای یک نیروی موشکی استراتژیک مجزا بود که مسئول موشک های بالستیک قاره‌پیما بود.

### نیروی دریایی

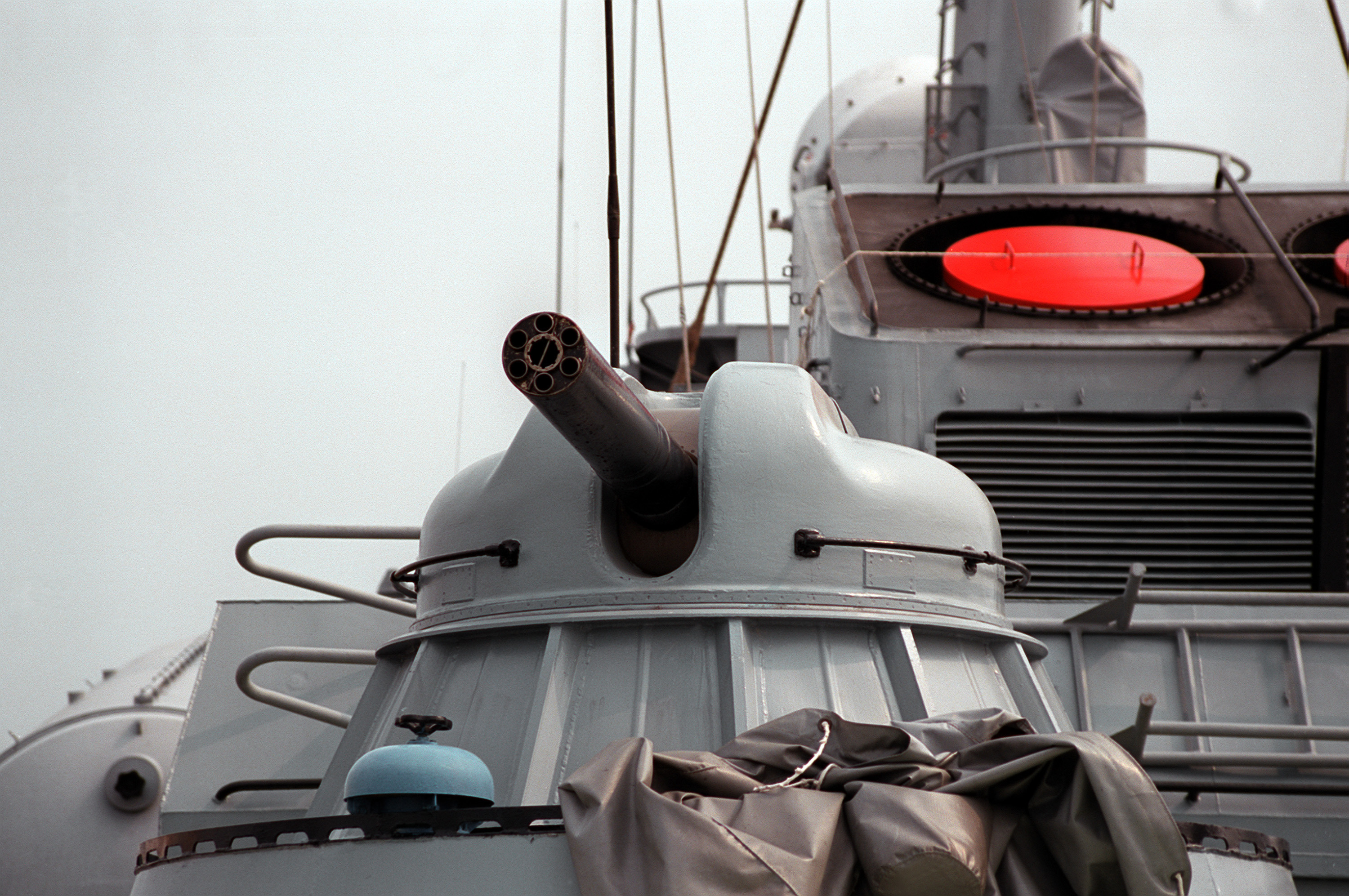
AK-630 CIWS شوروی/روسی (سیستم تسلیحاتی نزدیک)

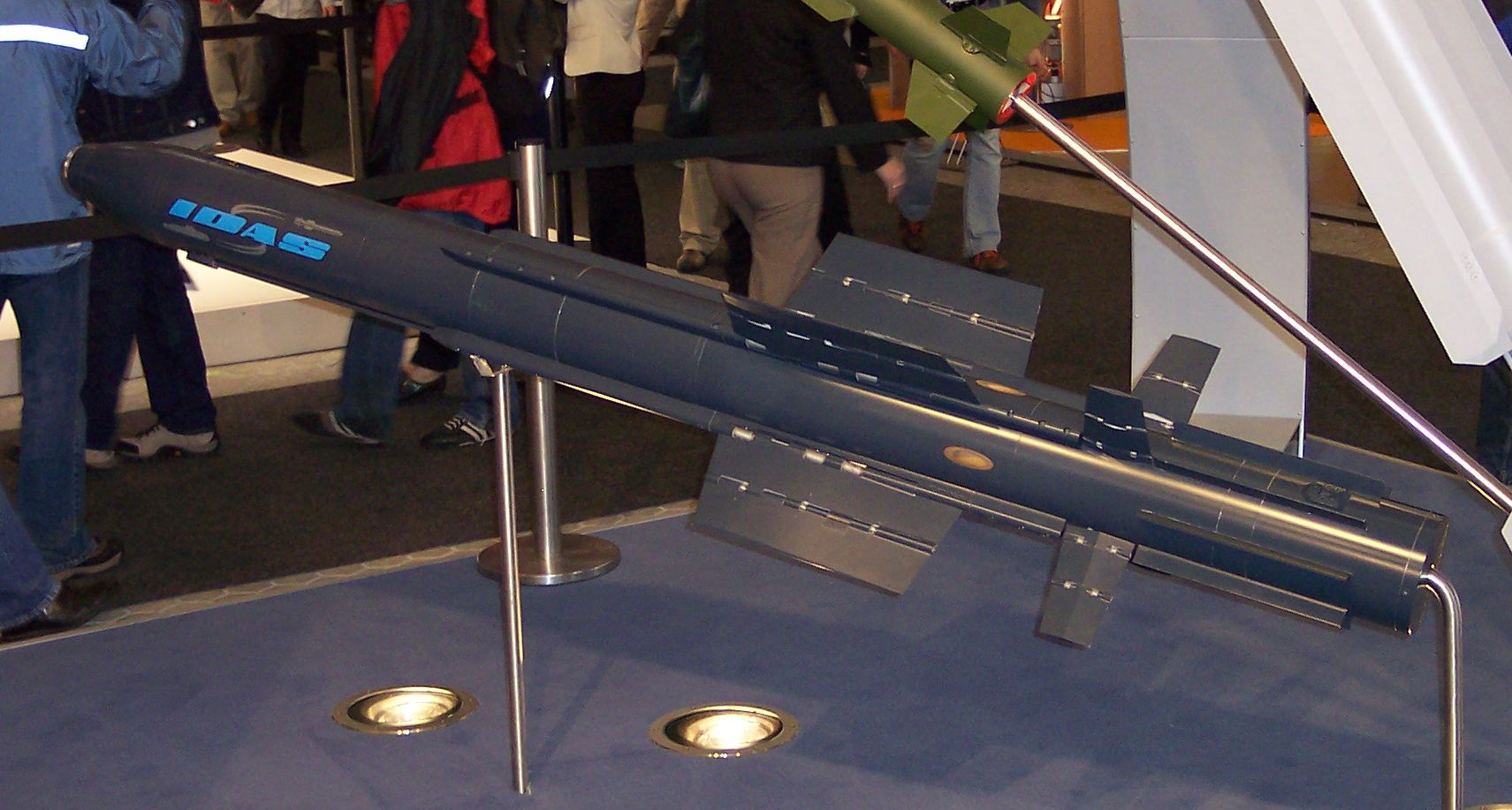
مدل موشک چند منظوره IDAS نیروی دریایی آلمان با قابلیت شلیک از سامانه‌های ضدهوایی غوطه ور

قایق‌ها و کشتی‌های کوچک‌تر معمولاً دارای مسلسل یا توپ‌های سریع هستند، که اغلب برای هواپیماهای کم‌پرواز می‌توانند مرگبار باشند، اگر به یک توپ رادار کنترل شده توسط رادار برای دفاع نقطه‌ای متصل شوند. برخی از شناورها مانند ناوشکن‌ها و رزمناوهای مجهز به Aegis به اندازه هر سیستم دفاع هوایی زمینی تهدیدی برای هواپیماها هستند. به‌طور کلی، هواپیماها باید با کشتی‌های نیروی دریایی با احترام رفتار کنند، اما عکس آن نیز به همان اندازه صادق است. از ناوگروه هواپیمابر به‌خوبی دفاع می‌شود، زیرا نه تنها معمولاً از کشتی‌های زیادی با تسلیحات دفاع هوایی سنگین تشکیل شده‌اند، بلکه می‌توانند جت‌های جنگنده را برای گشت‌زنی هوایی رزمی در بالای سر به پرواز درآورند تا تهدیدات هوایی ورودی را رهگیری کنند.
کشورهایی مانند ژاپن از شناورهای مجهز به SAM خود برای ایجاد محیط دفاع هوایی بیرونی و پیکت راداری در دفاع از جزایر اصلی خود استفاده می‌کنند و ایالات متحده نیز از کشتی‌های مجهز به Aegis خود به عنوان بخشی از سیستم دفاع موشکی بالستیک Aegis در منطقه استفاده می‌کند. دفاع از قاره ایالات متحده
برخی از زیردریایی‌های مدرن، مانند زیردریایی‌های نوع ۲۱۲ نیروی دریایی آلمان، مجهز به سیستم‌های موشکی زمین به هوا هستند، زیرا هلیکوپترها و هواپیماهای جنگی ضد زیردریایی تهدیدهای مهمی هستند. موشک ضدهوایی زیرسطحی پرتاب شده برای اولین بار توسط دریاسالار عقب نیروی دریایی ایالات متحده، چارلز بی. مومسن، در مقاله ای در سال ۱۹۵۳ مورد استفاده قرار گرفت.

#### پدافند هوایی لایه ای

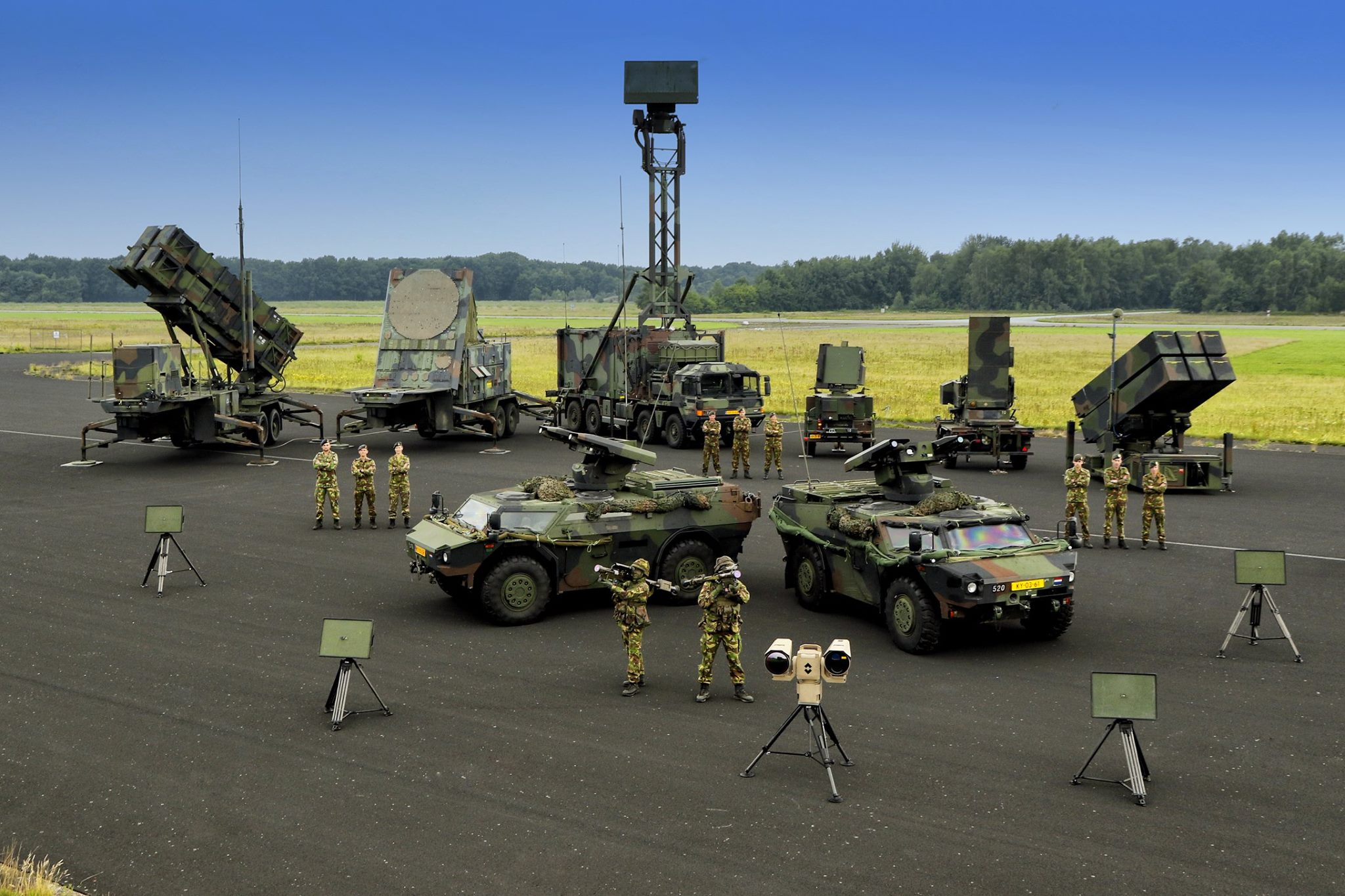
لانچرهای موشکی پدافند هوایی لایه ای و رادارهای نیروهای مسلح هلند در سال ۲۰۱۷.

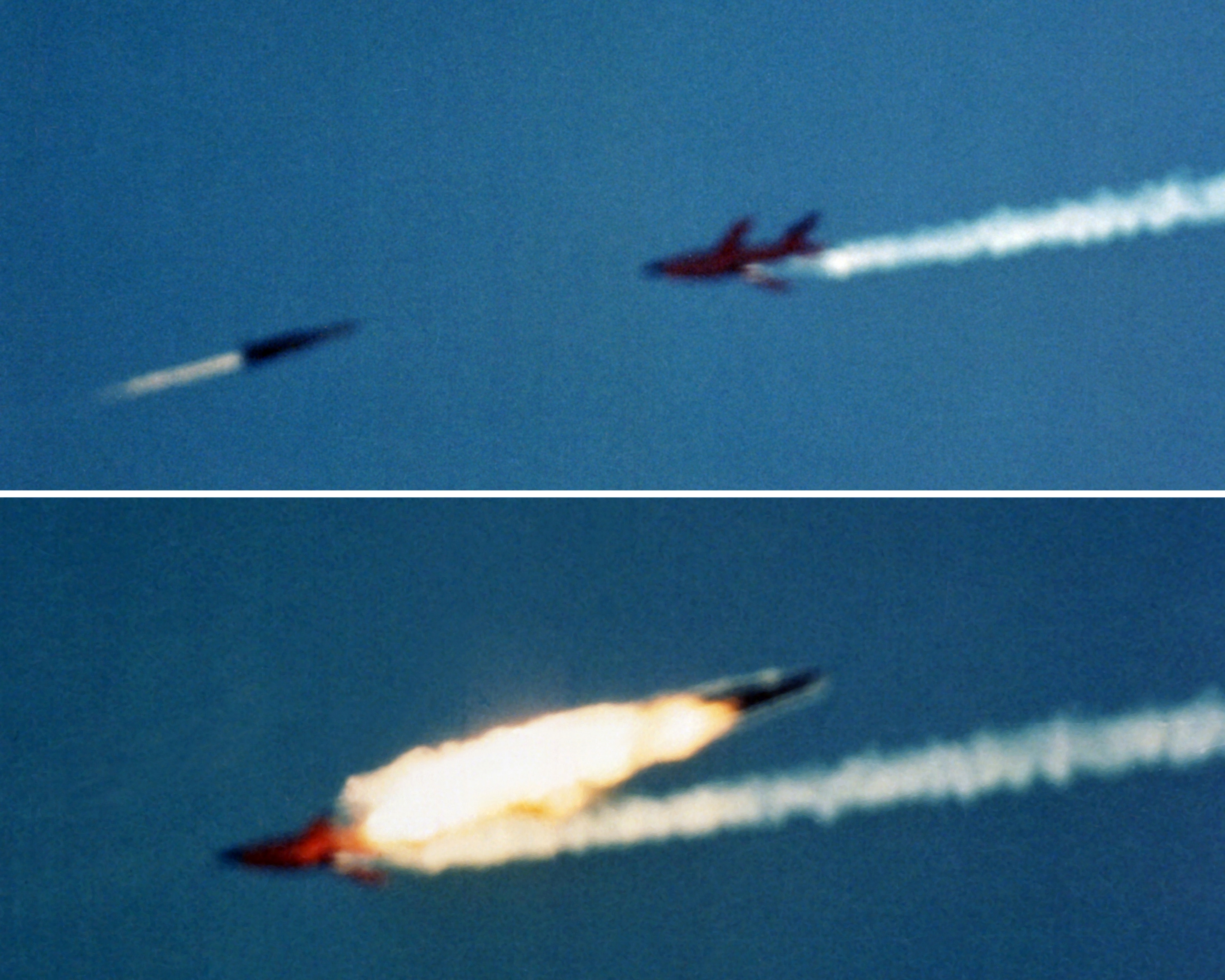
یک موشک سطح به هوا RIM-67 یک پهپاد فایربی را در وایت سندز، ۱۹۸۰ رهگیری کرد.

پدافند هوایی در تاکتیک‌های دریایی، به ویژه در یک گروه حامل، اغلب حول یک سیستم از لایه‌های متحدالمرکز با ناو هواپیمابر در مرکز ساخته می‌شود. لایه بیرونی معمولاً توسط هواپیمای حامل، به‌ویژه هواپیمای AEW&C همراه با CAP ارائه می‌شود. اگر مهاجم بتواند به این لایه نفوذ کند، لایه‌های بعدی از موشک‌های زمین به هوای حمل‌شده توسط اسکورت حامل می‌آیند. موشک‌های دفاع منطقه ای مانند استاندارد RIM-67 با برد تا 100 nmi و موشک‌های دفاع نقطه ای مانند RIM-162 ESSM با برد تا 30 nmi. در نهایت، تقریباً هر کشتی جنگی مدرن مجهز به تفنگ‌های کالیبر کوچک، از جمله CIWS است که معمولاً یک تفنگ گاتلینگ کنترل‌شده با رادار با کالیبر ۲۰ تا ۳۰ میلی‌متری است که قادر به شلیک چندین هزار گلوله در دقیقه است.

### ارتش
ارتش‌ها معمولاً دارای دفاع هوایی در عمق هستند، از سیستم‌های دفاع هوایی قابل حمل انسان (MANPADS) مانند RBS 70، Stinger و Igla در سطوح نیروی کوچکتر تا سیستم‌های دفاع موشکی سطح ارتش مانند آنگارا و پاتریوت. اغلب، سامانه‌های موشکی دوربرد در ارتفاع بالا هواپیماها را مجبور می‌کنند در سطح پایین پرواز کنند، جایی که توپ‌های ضدهوایی می‌توانند آنها را پایین بیاورند. علاوه بر سیستم‌های کوچک و بزرگ، برای پدافند هوایی مؤثر باید سیستم‌های میانی وجود داشته باشد. اینها ممکن است در سطح هنگ مستقر شوند و متشکل از جوخه‌های سکوهای ضدهوایی خودکششی باشند، خواه توپ‌های ضدهوایی خودکششی (SPAAG)، سیستم‌های پدافند هوایی یکپارچه مانند Tunguska یا همه‌کاره سطحی. سکوهای موشک به هوا مانند Roland یا SA-8 Gecko.
در سطح ملی، ارتش ایالات متحده از این نظر غیرمعمول بود که در درجه اول مسئول دفاع هوایی موشکی قاره ایالات متحده با سیستم‌هایی مانند پروژه نایک بود.

### نیروی هوایی

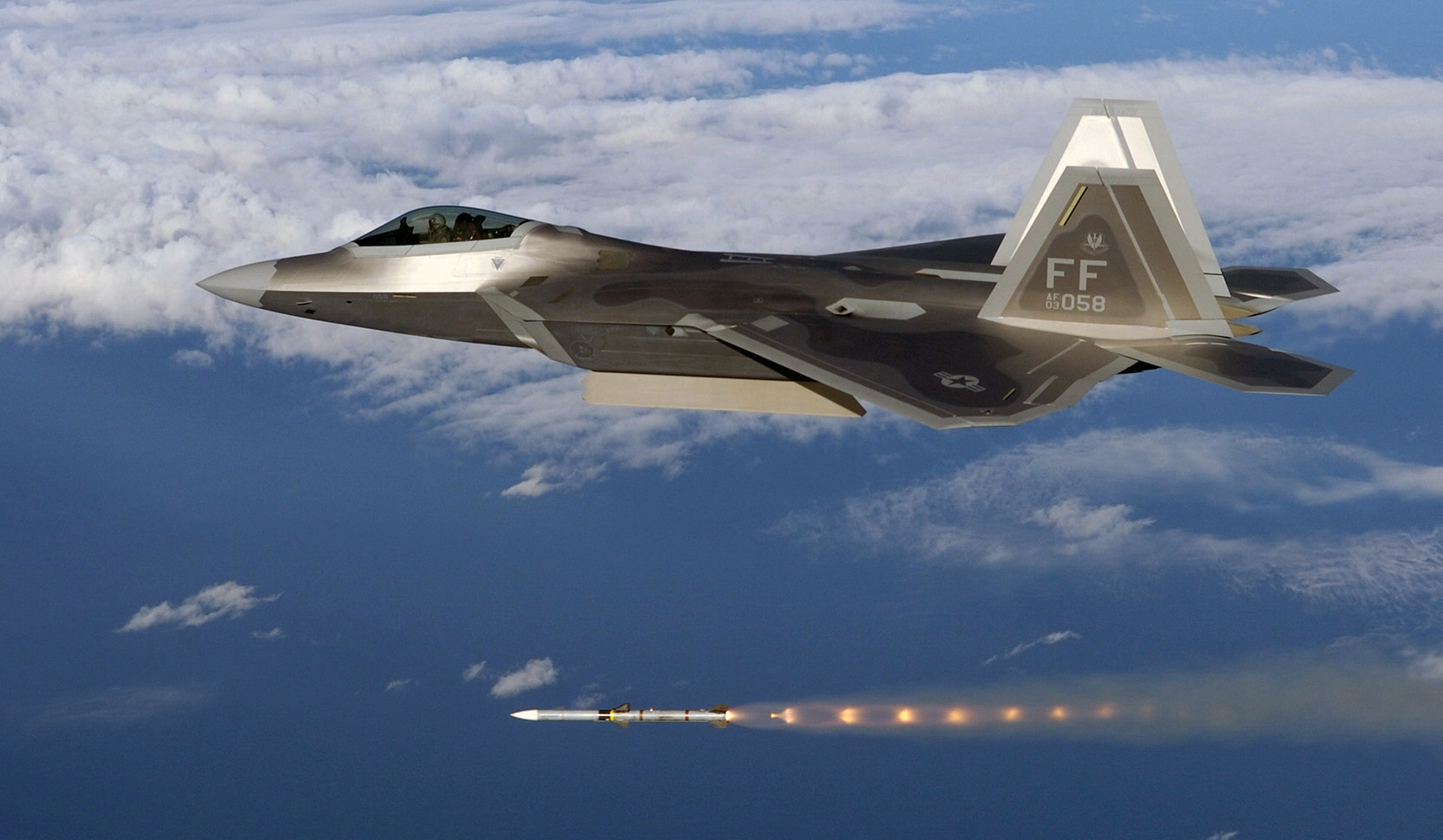
یک F-22A رپتور USAF که یک موشک هوا به هوا AIM-120 را شلیک می‌کند.

دفاع هوایی توسط نیروهای هوایی معمولاً توسط جت‌های جنگنده حامل موشک‌های هوا به هوا ارائه می‌شود. با این حال، اکثر نیروهای هوایی ترجیح می‌دهند دفاع پایگاه هوایی را با سیستم‌های موشکی زمین به هوا تقویت کنند، زیرا آنها اهداف ارزشمندی هستند و مورد حمله هواپیماهای دشمن قرار می‌گیرند. علاوه بر این، برخی از کشورها تصمیم می‌گیرند که تمام مسئولیت‌های دفاع هوایی را زیر نظر نیروی هوایی قرار دهند.

### پدافند هوایی منطقه
پدافند هوایی منطقه، دفاع هوایی یک منطقه یا مکان خاص، (برخلاف دفاع نقطه‌ای)، از لحاظ تاریخی توسط هر دو ارتش (مثلاً فرماندهی ضدهوایی در ارتش بریتانیا) و نیروی هوایی (هوایی ایالات متحده) عملیاتی شده‌است. CIM-10 بومارک فورس). سامانه‌های پدافند منطقه‌ای برد متوسط تا بلند دارند و می‌توانند از سامانه‌های مختلف دیگر تشکیل شده و در یک سامانه پدافند منطقه‌ای شبکه شوند (در این صورت ممکن است از چندین سامانه برد کوتاه تشکیل شده باشد تا به‌طور مؤثر یک منطقه را پوشش دهد). نمونه ای از دفاع منطقه ای، دفاع از عربستان سعودی و اسرائیل توسط باتری‌های موشکی پاتریوت MIM-104 در طول جنگ اول خلیج فارس است که هدف آن پوشش مناطق پرجمعیت بود.

## تاکتیک

### تحرک

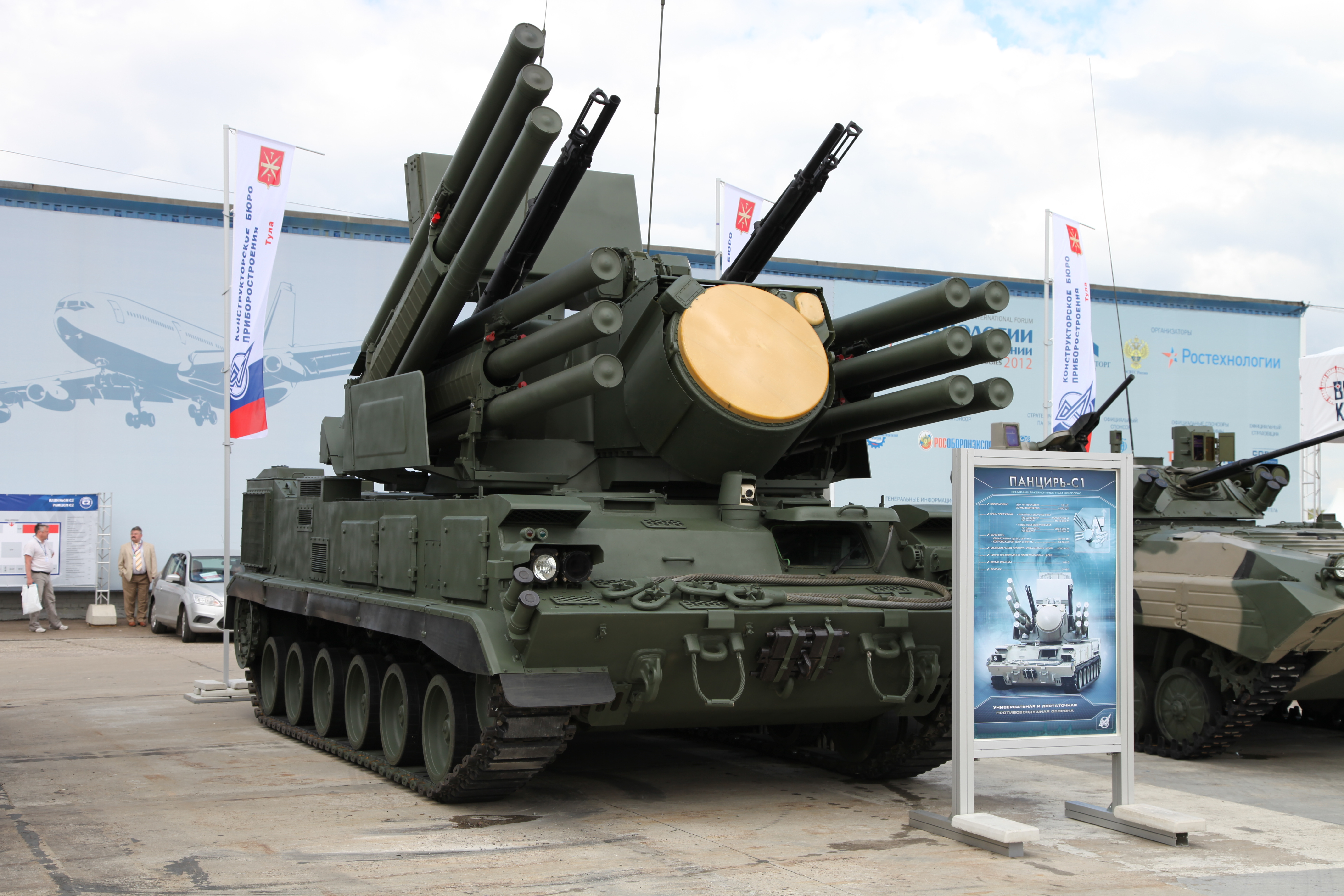
Pantsir-S1 روسی می‌تواند در حین حرکت با اهداف درگیر شود و در نتیجه به بقای بالایی دست یابد.

اکثر سیستم‌های دفاع هوایی مدرن نسبتاً متحرک هستند. حتی سیستم‌های بزرگ‌تر معمولاً روی تریلرها نصب می‌شوند و طوری طراحی شده‌اند که نسبتاً سریع خراب یا راه‌اندازی شوند. در گذشته، همیشه اینطور نبود. سیستم‌های موشکی اولیه دست و پاگیر بودند و به زیرساخت‌های زیادی نیاز داشتند. خیلی‌ها را اصلاً نمی‌شد جابه‌جا کرد. با تنوع پدافند هوایی تأکید بسیار بیشتری بر تحرک شده‌است. اکثر سیستم‌های مدرن معمولاً یا خودکششی هستند (یعنی اسلحه‌ها یا موشک‌ها روی یک کامیون یا شاسی ردیابی نصب می‌شوند) یا یدک‌کشی می‌شوند. حتی سیستم‌هایی که از اجزای زیادی تشکیل شده‌اند (حمل‌کننده/برپاکننده/پرتابگر، رادارها، پست‌های فرماندهی و غیره) از نصب شدن بر روی ناوگان وسایل نقلیه سود می‌برند. به‌طور کلی، یک سیستم ثابت را می‌توان شناسایی، حمله و نابود کرد، در حالی که یک سیستم سیار می‌تواند در مکان‌هایی که انتظار نمی‌رود ظاهر شود. پس از درس‌هایی که در جنگ ویتنام بین ایالات متحده و ویتنام آموخته‌اند، سیستم‌های شوروی به ویژه بر تحرک تمرکز می‌کنند. برای اطلاعات بیشتر در مورد این بخش از درگیری، راهنمای SA-2 را ببینید.

### دفاع هوایی در مقابل سرکوب پدافند هوایی

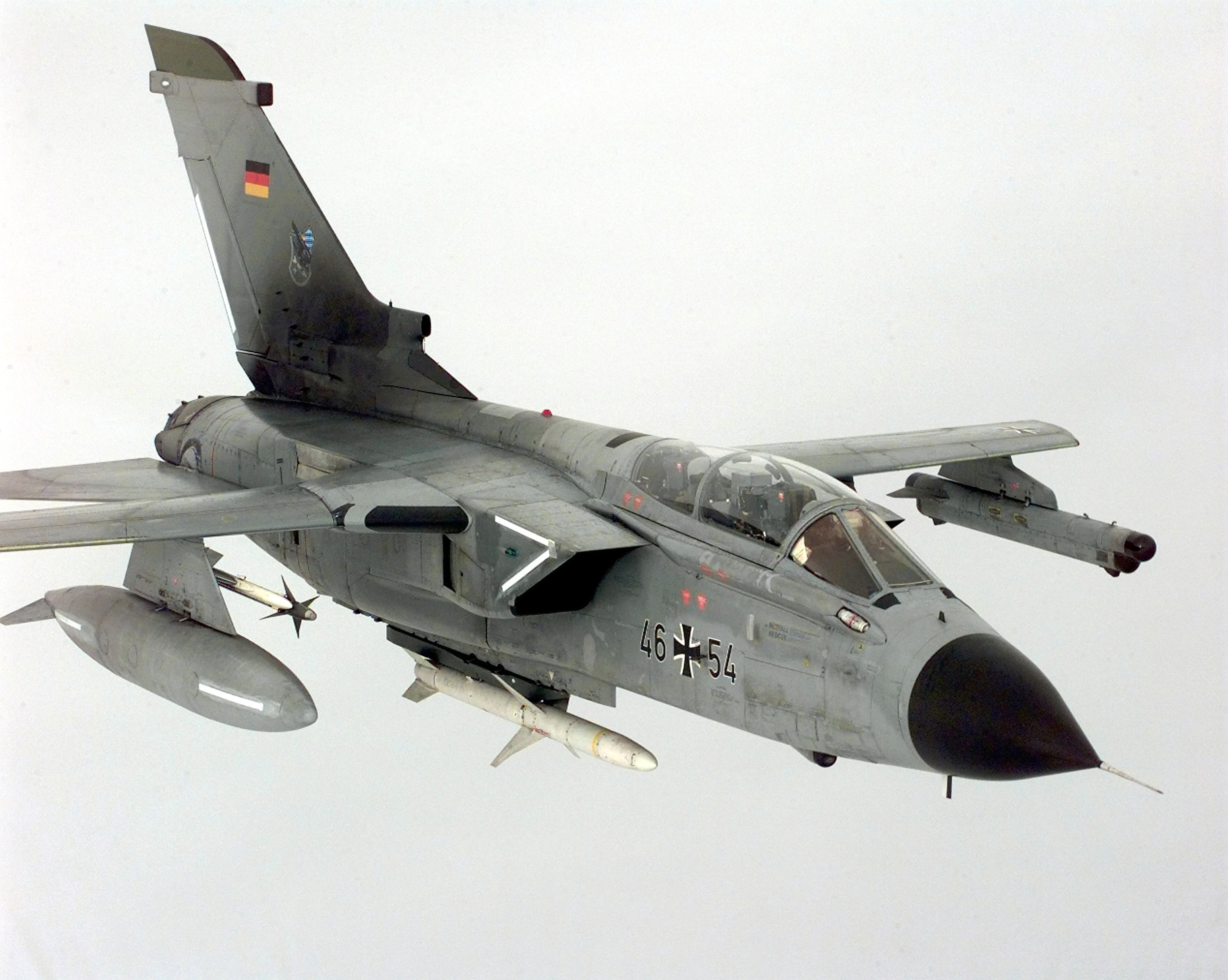
AGM-88 و AIM-9 در یک تورنادو لوفت وافه.

اسرائیل و نیروی هوایی آمریکا به همراه اعضای ناتو تاکتیک‌های مهمی را برای سرکوب پدافند هوایی توسعه داده‌اند. سلاح‌های اختصاصی مانند موشک‌های ضد تشعشع و اطلاعات الکترونیکی پیشرفته و پلت‌فرم‌های متقابل الکترونیکی به دنبال سرکوب یا نفی اثربخشی یک سیستم دفاع هوایی مخالف هستند. این یک مسابقه تسلیحاتی است. همان‌طور که پارازیت، اقدامات متقابل و تسلیحات ضد تشعشع بهتر توسعه می‌یابد، سیستم‌های SAM با قابلیت‌های ECCM و توانایی ساقط کردن موشک‌های ضد تشعشع و سایر مهمات که به سمت آنها یا اهدافی که از آنها دفاع می‌کنند، بهتر می‌شوند.

### تاکتیک‌های شورشی
نارنجک‌های راکتی را می‌توان – و اغلب – علیه هلیکوپترهای معلق استفاده کرد (مثلاً توسط شبه نظامیان سومالیایی در طول نبرد موگادیشو (۱۹۹۳)). شلیک RPG در زوایای شیب دار خطری برای کاربر ایجاد می‌کند، زیرا انفجار پس از شلیک از روی زمین منعکس می‌شود. در سومالی، اعضای شبه‌نظامی گاهی یک صفحه فولادی را به انتهای اگزوز لوله RPG جوش می‌دادند تا هنگام شلیک به هلیکوپترهای آمریکایی، فشار را از تیرانداز منحرف کنند. RPGها در این نقش تنها زمانی استفاده می‌شوند که سلاح‌های موثرتری در دسترس نباشند.
نمونه دیگر استفاده از آر پی جی علیه هلیکوپترها، عملیات آناکوندا در مارس ۲۰۰۲ در افغانستان است. شورشیان طالبان در دفاع از دره شاه کوت از آر پی جی در نقش شلیک مستقیم علیه هلیکوپترهای فرود استفاده کردند. چهار تکاور هنگامی که هلیکوپتر آنها توسط یک RPG سرنگون کشته شدند و نیل سی رابرتز، عضو تیم SEAL، از هلیکوپتر خود بیرون افتاد که توسط دو RPG مورد اصابت قرار گرفت. در موارد دیگر، هلیکوپترها در افغانستان در جریان یک مأموریت در ولایت وردک سرنگون شده‌اند. یکی از ویژگی‌هایی که RPGها را در دفاع هوایی مفید می‌کند این است که آنها به‌طور خودکار در ارتفاع ۹۲۰ متری منفجر می‌شوند. اگر به هوا هدف‌گیری شود، این امر باعث انفجار هوای کلاهک می‌شود که می‌تواند مقدار محدود اما بالقوه آسیب زا ترکش در برخورد با هلیکوپتر در حال فرود یا بلند شدن را آزاد کند.
برای شورشیان مؤثرترین روش مقابله با هواپیماها تلاش برای نابودی آنها بر روی زمین است، یا با نفوذ به محیط پایگاه هوایی و انهدام هواپیما به صورت جداگانه، به عنوان مثال حمله به کمپ باستیون در سپتامبر ۲۰۱۲، یا یافتن موقعیتی که در آن هواپیما بتواند با آتش غیر مستقیم درگیر شود. مانند خمپاره. یک روند اخیر در طول جنگ داخلی سوریه، استفاده از ATGM علیه هلیکوپترهای فرود است.

### استناد
1. 1 2 3 4 5  AAP-6
2. ↑  "ack-ack, adj. and n.". بایگانی‌شده  در ۲۴ سپتامبر ۲۰۱۵ توسط Wayback Machine OED Online. September 2013. Oxford University Press. (accessed 14 September 2013).
3. ↑  "Air Vice-Marshal A E Borton". Air of Authority – A History of RAF Organisation. Rafweb.org. Archived from the original on 3 March 2009.
4. ↑  "flak". Merriam-Webster Online Dictionary. Archived from the original on 14 May 2008. Retrieved 30 June 2008.
5. 1 2 3  Bellamy 1986.
6. ↑  le petit Larousse 2013 p20–p306
7. ↑  Hogg WW2 pg 99–100
8. ↑  Hearst Magazines (December 1930). "Huge Ear Locates Planes and Tells Their Speed". Popular Mechanics. Hearst Magazines. p. 895.
9. ↑  Checkland and Holwell pg. 127
10. 1 2 3 4 5 6 7 8 9 10 11 12 13 14 15 16  Routledge 1994.
11. ↑  Dahl, Per F. (1999). Heavy water and the wartime race for nuclear energy. Bristol [England]: Institute of Physics. ISBN 0-585-25449-4. OCLC 45728821.
12. ↑  Beckett 2008, 178.
13. ↑  Spring 2007 issue of the American Association of Aviation Historians Journal
14. ↑  "Turco-Italian War".
15. ↑  James D. Crabtree: On air defense, شابک ‎۰۲۷۵۹۴۷۹۲۰, Greenwood Publishing Group, page 9
16. ↑  Essential Militaria: Facts, Legends, and Curiosities About Warfare Through the Ages, Nicholas Hobbs, Atlantic Monthly Press 2004, شابک ‎۰−۸۰۲۱−۱۷۷۲−۴
17. ↑  Bethel pg 56–80
18. ↑  Hearst Magazines (December 1911). "New American Aerial Weapons". Popular Mechanics. Hearst Magazines. p. 776.
19. ↑  "How was the first military airplane shot down". National Geographic. Archived from the original on 31 August 2015. Retrieved 5 August 2015.
20. ↑  "Ljutovac, Radoje". Amanet Society. Archived from the original on 6 October 2014. Retrieved 5 August 2015.
21. ↑  "Radoje Raka Ljutovac – first person in the world to shoot down an airplane with a cannon". Pečat. 30 September 2014. Archived from the original on 12 August 2015. Retrieved 5 August 2015.
22. ↑  The Ministry of Munitions pg 40–41
23. ↑  The Ministry of Munitions pg 11
24. 1 2 3 4 5  Hogg 1997.
25. ↑  Hogg Allied WW2 pg 127–130
26. ↑  Hogg Allied WW2 pg 97–107
27. ↑  Hogg Allied WW2 pg 114–119
28. ↑  Hogg Allied WW2 pg 108–110
29. ↑  Hogg Allied WW2 pg 115–117
30. ↑  Hearst Magazines (December 1931). "Uncle Sam's Latest Weapons For War in the Air". Popular Mechanics. Hearst Magazines. p. 944.
31. ↑  Hogg Allied WW2 pg 131
32. 1 2  Friedman, Norman Naval Anti-Aircraft Guns and Gunnery Location 242
33. ↑  Friedman, Norman Naval Anti-Aircraft Guns and Gunnery Location 266
34. 1 2  Friedman, Norman Naval Anti-Aircraft Guns and Gunnery Location 271
35. ↑  Friedman, Norman Naval Anti-Aircraft Guns and Gunnery Location 1617
36. ↑  Friedman, Norman Naval Anti-Aircraft Guns and Gunnery Location 1642
37. ↑  "THE BATTLE OF BRITAIN". raf100schools.org.uk. Archived from the original on 17 September 2018.
38. ↑  Friedman, Norman Naval Anti-Aircraft Guns and Gunnery Location 8687
39. ↑  Friedman, Norman Naval Anti-Aircraft Guns and Gunnery Location 8713
40. ↑  Bulletin of Ordnance Information, No.245, pp. 54–60.
41. ↑  Friedman, Norman Naval Anti-Aircraft Guns and Gunnery Location 8620
42. ↑  Friedman, Norman Naval Anti-Aircraft Guns and Gunnery Location 8956-8620
43. ↑  "USA 1.1"/75 (28 mm) Mark 1 and Mark 2 - NavWeaps". Archived from the original on 30 September 2018. Retrieved 2 March 2019.
44. ↑  "USA 5"/38 (12.7 cm) Mark 12 - NavWeaps". Archived from the original on 28 September 2017. Retrieved 2 March 2019.
45. ↑  Silverstone 1968 pp. 112, 212, 215, 276, 303
46. ↑  "Le Grand Veneur Keerbergen operation Antwerp X". YouTube. Archived from the original on 15 November 2016. Retrieved 16 March 2016.
47. ↑  Cruise Missile Defence: Defending Antwerp against the V-1, Lt. Col. John A. Hamilton
48. ↑  The Defense of Antwerp Against the V-1 Missile, R.J. Backus, LTC, Fort Leavenworth, KS, 1971
49. ↑  "Israeli F-16 jet shot down by Syria fire, says military". aljazeera.com. Aljazeera. 10 February 2018. Archived from the original on 21 May 2019. Retrieved 14 March 2019.
50. ↑  Lubell, Maayan; Barrington, Lisa (10 February 2018). "Israeli jet shot down after bombing Iranian site in Syria". Reuters. reuters.com. Archived from the original on 3 March 2019. Retrieved 14 March 2019.
51. ↑  "Israeli jet crashes after attacking Iranian targets in Syria". france24.com. France24. 10 February 2018. Archived from the original on 18 December 2018. Retrieved 14 March 2019.
52. ↑  Staff, Toi (11 February 2018). "Pilot of downed F-16 jet regains consciousness, taken off respirator". timesofisrael.com. The times of Israel. Archived from the original on 13 February 2018. Retrieved 14 March 2019.
53. ↑  "Syria shoots down Israeli warplane as conflict escalates". bbc.com. BBC News. 10 February 2018. Archived from the original on 6 April 2019. Retrieved 15 March 2019.
54. ↑  Sweetman, Bill (2 April 2015). "Lasers Technology Targets Mini-UAVs". Aviation Week (به انگلیسی). Archived from the original on 14 December 2016. Retrieved 11 March 2017.
55. 1 2  Schechter, Erik (5 April 2016). "What's Really the Best the Way to Take Down a Drone?". Popular Mechanics (به انگلیسی). Archived from the original on 13 March 2017. Retrieved 11 March 2017.
56. ↑  "AUDS Counter UAV System by Blighter spoted [کذا] in Mosul Iraq". Twitter (به انگلیسی). Archived from the original on 15 March 2017. Retrieved 11 March 2017.
57. ↑  "Blighter® AUDS Anti-UAV Defence System". www.blighter.com (به انگلیسی). 2016. Archived from the original on 12 March 2017. Retrieved 11 March 2017.
58. ↑  Everstine, Brian (29 Jun 2015). "Air Force: Lost Predator was shot down in Syria". Air Force Times. Retrieved 18 Nov 2021.
59. ↑  Smith, Saphora; Kube, Courtney; Gubash, Charlene; Gains, Mosheh (21 Aug 2019). "U.S. military drone shot down over Yemen, officials say". NBC News. Retrieved 18 Nov 2021.
60. ↑  "Archived copy" (PDF). Archived from the original (PDF) on 4 November 2011. Retrieved 15 August 2010.{{cite web}}:  نگهداری یادکرد:عنوان آرشیو به جای عنوان (link)
61. ↑  Carlo Kopp (November 2003). "Asia's new SAMs" (PDF). Australian Aviation: 30. Archived from the original (PDF) on 23 July 2006. Retrieved 9 July 2006.
62. ↑  Peck, Michael (2019-09-01). "Did A Turkish Combat Laser Shoot Down A Chinese Drone?". The National Interest (به انگلیسی). Retrieved 2022-03-17.
63. ↑  Col. Y Udaya Chandar (Retd.) (2017). The Modern Weaponry of the World's Armed Forces. Notion Press. ISBN 978-1-946983-79-4.
64. ↑  Hearst Magazines (August 1953). "Will the New Submarines Rule the Seas?". Popular Mechanics. Hearst Magazines. pp. 74–78.
65. ↑  Naval Strike Forum. "What it takes to successfully attack an American Aircraft carrier". Lexington Institute. p. 15
66. ↑  "Stacked Up Over Anaconda". Air Force Magazine (به انگلیسی). Retrieved 2020-10-02.
67. ↑  "Archived copy" (PDF). Archived from the original (PDF) on 10 October 2015. Retrieved 27 January 2020.{{cite web}}:  نگهداری یادکرد:عنوان آرشیو به جای عنوان (link)
68. ↑  "Investigation Confirms RPG Downed Chinook". Air Force Magazine (به انگلیسی). 2011-10-14. Retrieved 2020-10-02.
69. ↑  "ODIN - OE Data Integration Network". odin.tradoc.army.mil.
70. ↑  @HKaaman (18 May 2018). "Anti-Tank Guided Missile (ATGM) strikes on helicopters during the Syrian Civil War - I made a short compilation detailing the 8 recorded ATGM strikes on helicopters in Syria. 3 strikes on parked helis, 2 on landing helis, 2 on helis after emergency landings & 1 on heli in-flight t.co/Za6azGABVV" (Tweet) (به انگلیسی). Retrieved 31 December 2020 – via Twitter.